# Lammfell
Behaartes Lammfell beziehungsweise Schaffell sowie die daraus hergestellten Produkte werden als Handelsware vertrieben. Seit etwa 10.000 Jahren werden Hausschafe zur Lammfleisch-, Schafsmilch- und Fellgewinnung gehalten, damit sind sie wahrscheinlich die ältesten Nutztiere. Die Nutzung der Schafswolle begann vor etwa 3000 Jahren. Mit Millionen jährlich anfallender Felle sind sie die wichtigsten domestizierten Pelzlieferanten.
Der Weltbestand an Schafen wird von der Ernährungs- und Landwirtschaftsorganisation der Vereinten Nationen (FAO) auf etwa 1,8 Milliarden geschätzt. Die meisten Felle werden jedoch nicht für Pelzzwecke genutzt, sondern gehen in die Lederindustrie. Die Felle von Wildschafen werden praktisch nicht verwendet.
Das Schaffell war immer vor allem die wärmende Bekleidung für die einfachen Bevölkerungsschichten. Bereits im frühen Mittelalter galt es, trotz oder vielleicht sogar wegen der großen Haltbarkeit des Haares, als weniger wertvoller Pelz „nur für die niedrige Geistlichkeit und den Bauernstand“. Überhaupt war der Lammpelz besonders bei der Landbevölkerung verbreitet. Es gibt Lammfelle von außerordentlicher Verschiedenheit und unterschiedlichem Handelswert. Durch diese Vielfalt, ihr ausreichendes Vorhandensein, wegen der großen Strapazierfähigkeit und der vielfältigen Möglichkeiten der Fellveredlung (Scheren, Färben, Bedrucken, Veloutieren, Nappieren) gehören Lammfelle heute zu den begehrtesten Fellarten für die Konfektion überhaupt.

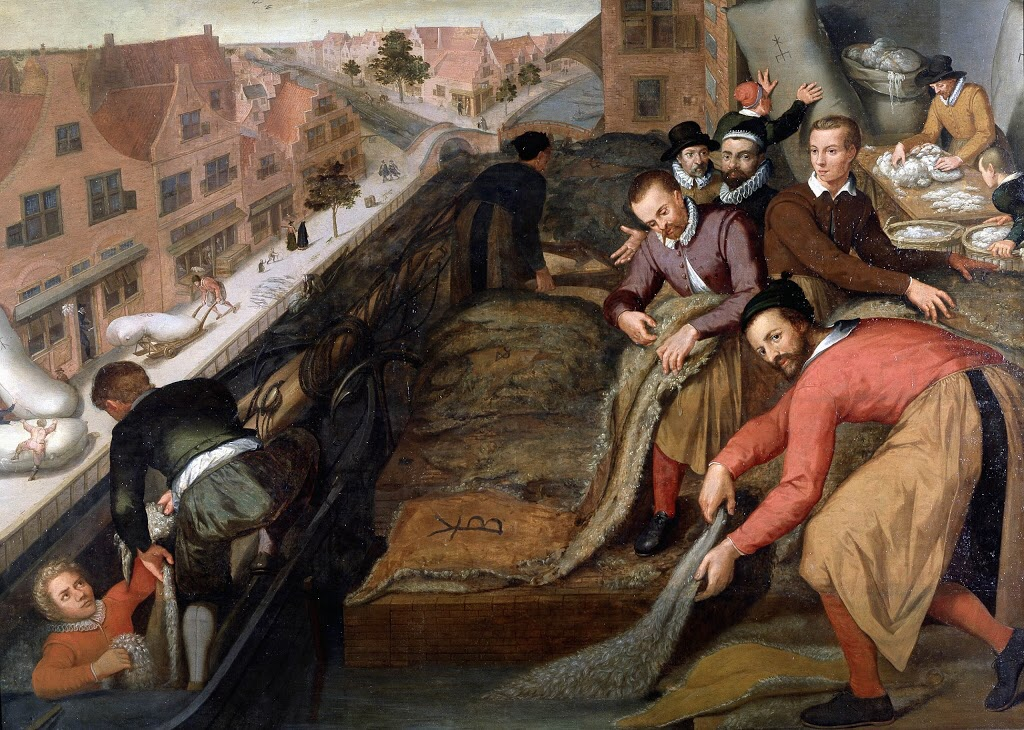
Das Waschen der Schaffelle und die Beurteilung der Wollqualität (1594–1596, Isaac Claesz)

Folgt man einer im Jahr 2014 veröffentlichten Studie an 3000 neugeborenen Kindern, so sollen Kinder, die auf einem Tierfell geschlafen haben, zu 80 Prozent weniger an Asthma erkrankt sein. Bei den Fellen dürfte es sich um die üblicherweise fast ausschließlich dafür verwendeten Schaffelle gehandelt haben. Noch im Alter von zehn Jahren waren diese Unterschiede messbar, in diesem Alter waren es 41 Prozent. Anhand früherer Forschungen wurde dies auf bisher nicht spezifizierte Mikroben zurückgeführt, die man in den Fellen vermutet. Die Studie wurde vom Helmholtz Zentrum München der Non-Profit-Gesellschaft European Respiratory Society durchgeführt.

## Allgemein

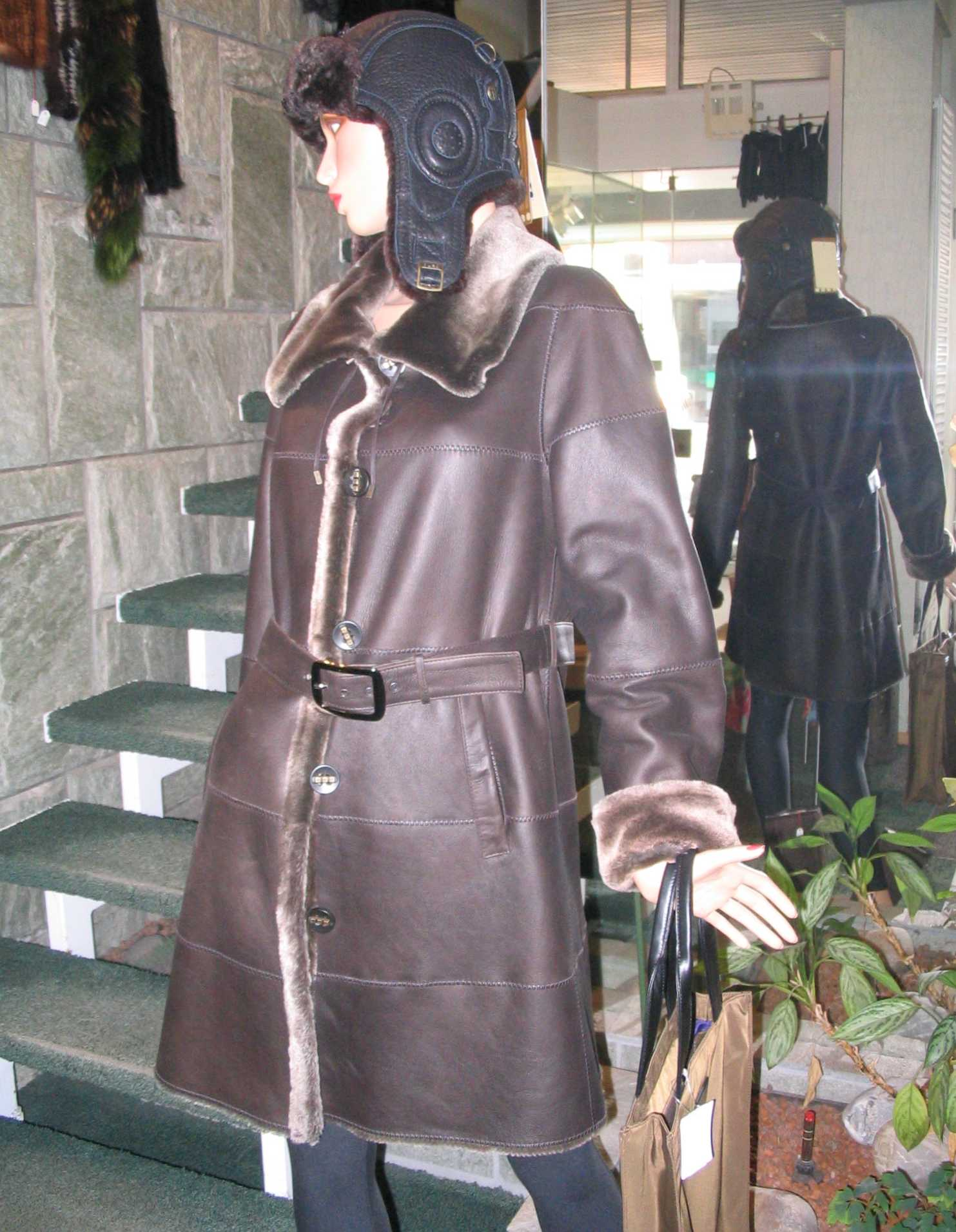
Nappierter Merinolamm-Mantel (2013)

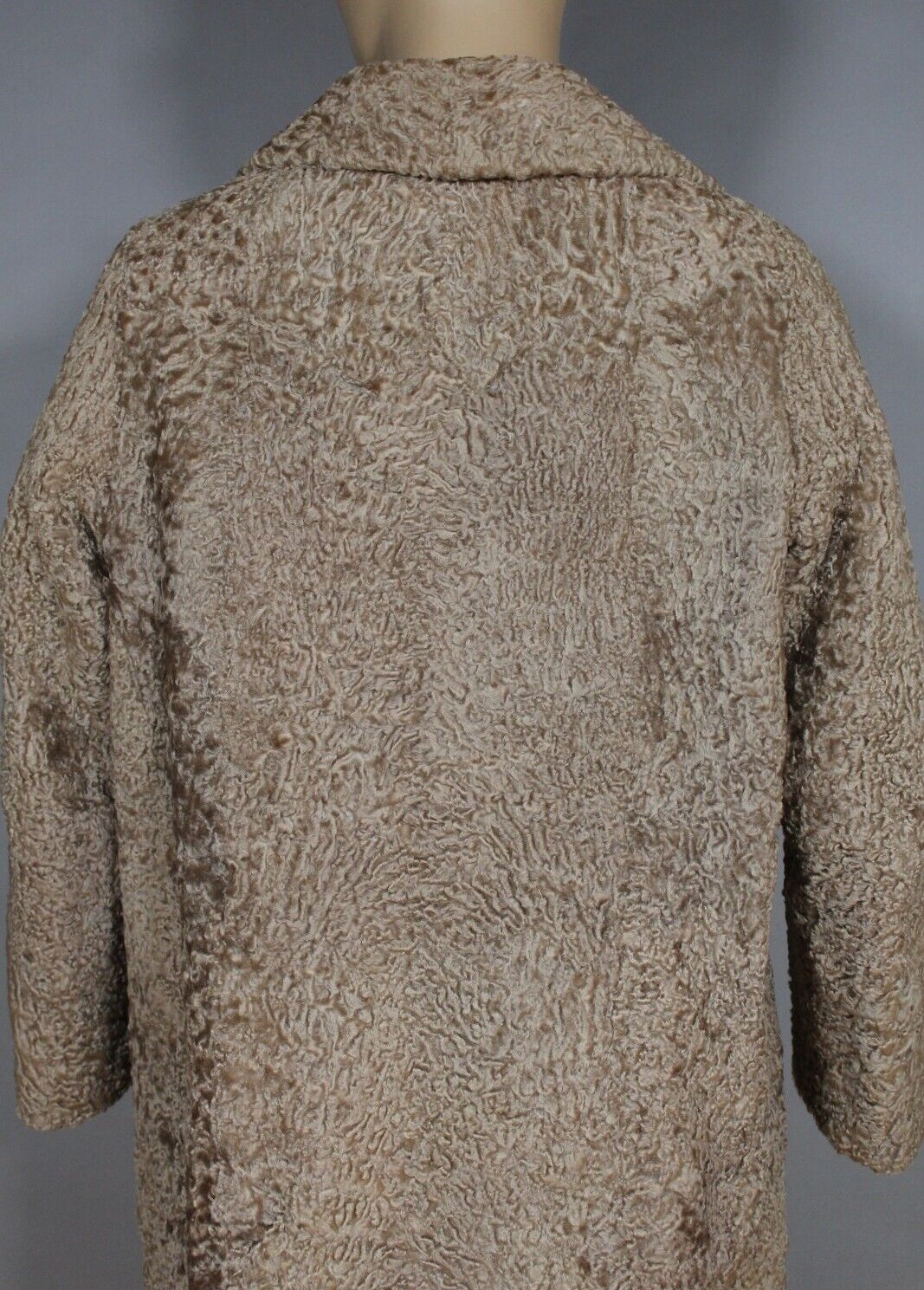
Embros-Jacke (um 1985?)

Es werden vorrangig zwei große Gruppen unterschieden: die Haarschafe und die Wollschafe.
- Haarschafe haben ein kurzes Wollkleid mit grobem Grannenhaar. Sie wechseln ihr Haar im Frühjahr und im Herbst.
- Die Wollschafe haben einen größeren Anteil an Flaumhaaren, es findet kein jahreszeitlicher Haarwechsel statt.[2]

Von den Wollschafen wird ein kleiner Teil der Fellerzeugung zugeführt, die sogenannten Pelzschafe. Felle aller Altersstufen, so sie sich für Pelzzwecke eignen, werden traditionell in der Rauchwarenbranche ziemlich ausnahmslos als Lamm bezeichnet, besonders auch in verarbeitetem Zustand gegenüber dem Endverbraucher. Zeitweilig wurden tatsächlich in vielfach größerem Umfang wirkliche Lammfelle, also die Felle sehr junger, oft nur wenige Tage oder Stunden alter Jungschafe zu Pelzen verarbeitet, der Anteil schwankt je nach Modeentwicklung. Den heutigen Ansprüchen bequemer Kleidung entsprechend haben neue Veredlungsmethoden die Felle ausgewachsener Schafe inzwischen dünnledrig, leicht und geschmeidig gemacht. Zurzeit nehmen großflächige Felle älterer Tiere einen höheren Anteil an der Lammfellbekleidung ein als noch bis etwa um 1990.
Bei den Fellen echter Lämmer unterscheidet der Pelzhandel zwischen gelockten, moirierten, geflammten und glatthaarigen Haarstrukturen, die jedoch nicht immer eindeutig gegeneinander abzugrenzen sind.
1. Gelockte Fellarten sind Karakul (Persianer), Halbpersianer, Salzfelle, Bagdads (gelegentlich ebenfalls als Salzfelle bezeichnet), indische und pakistanische Lammfelle, ostasiatische, besonders chinesische Lammfelle. Als leichtgelockte Ware bezeichnet der Handel italienische, spanische und griechische Lammfelle sowie Caloyos (Spanien, Südamerika).
Der Begriff der Gelockten Ware war vor dem Ersten Weltkrieg vor allem auf Persianer, Halbpersianer und Salzfelle begrenzt. Da das meiste davon schwarz gefärbt wurde, hieß die gelockte Ware auch Schwarze Ware. Alle Schaf- und Lammfellsorten wurden damals auch als Schafkram zusammengefasst.
2. Moirierte Felle gehören eigentlich auch zur gelockten Ware, doch betrachtet der Handel sie meist als Spezialsorte. Sie haben ein flaches Muster ähnlich dem Breitschwanzfell des russischen Karakullamms. Es sind dies ostasiatische, indische und pakistanische Moirés, chinesischer Breitschwanz, Chekiangs und andere. Auf die eigentlichen Breitschwanzfelle findet der Begriff keine Anwendung; auch nicht auf Breitschwanz-Buenos und Embros, bei denen das Muster durch die Tiefschur der Lincoln-Schmaschen (Bueno) und der Römer-Lammfelle (Embros) entstanden ist. Auch die moirierten Swakarafelle aus Namibia werden wohl vom Handel nicht in diese Spezialsorte eingeordnet.
Nicht nur Schafslammfelle werden als Moirés bezeichnet, sondern auch die besten Felle der Ziegenlämmer, wie moirierte Kid aus China, Asmara-Zickel aus Abessinien und Hodeida aus dem Jemen.
3. Hochschur-Lammfelle und Schaffelle verschiedener Lamm- und Schafarten werden durch Scheren und anschließendes Färben für Pelzzwecke nutzbar gemacht. Die großflächigeren Häute werden teilweise dafür im Rohzustand vorgeschoren, um das Zurichten der langhaarigen und teils zottigen Felle zu erleichtern. Oft geschah das bereits im Ursprungsland mit Handschermaschinen, um die Transportkosten zu verringern. Der Veredler entscheidet später nach einer eventuell weiteren Vorschur, in welcher Schurhöhe die beste Zeichnung zu erwarten ist; bereits eine Haarlängendifferenz von nur 0,2 Millimeter kann einen wesentlichen Unterschied bewirken. Für Hochschuren sind besonders die feinwolligen, dichthaarigen, leichtledrigen, merinoartigen Sorten geeignet.
4. Tiefschur-Lammfelle weisen einige Millimeter über dem Leder eine reliefartige Zeichnung (Moiré) auf, die erst nach dem Scheren sichtbar wird. Allerdings lässt sich durch ein Durchleuchten der Rohfelle feststellen, welche Felle für die Tiefschur ausreichend gezeichnet sind. Hierfür eignen sich Römer-Lammfelle, besonders schön werden Lincoln- oder Montevideo-Schmaschen (Fellbezeichnung Bueno-Lamm, früher auch gelegentlich American-Broadtail (amerikanischer Breitschwanz), ausgewachsenere Felle waren zumindest vor 2000 noch als Borrego und Borrequito im Handel). Die als am schönsten empfundenen Felle weisen nach der Tiefschur ein pfauenaugenähnliches Muster auf. Montriesen. bezeichnete eine geschorene Lammart, ähnlich Buenos, Lincoln oder Embros, nur von einer anderen Herkunft; sie ergaben Pelzmäntel schwererer Art.
Nach dem Zweiten Weltkrieg ging man dazu über, für Besatzzwecke Lincolnfelle nicht mehr ausschließlich tief zu scheren, um ihnen mit einer halbhohen Schur ein persianerähnliches Aussehen zu geben.
5. Oberhaar-Lammfelle sind mehr grannig oder mehr wollig, wobei die grannigeren die wertvolleren sind. Soweit das Haar gelockt ist, wird es durch Bügeln und Fixieren gestrafft. Sie eignen sich gut für Edelpelz-Imitationen wie Marder, Zobel, Iltis, Luchs, Blau- oder Silberfuchs und Waschbärfell, vor allem die so genannten Toskana-Lammfelle und spanische Ware mit ihrer seidigen Qualität. Toskana-Lamm ist eine bestimmte italienische Lammfellsorte, die Felle müssen nicht aus der Toskana stammen.
Die meisten Rohfelle werden aufgeschnitten angeliefert, mit Kopf, Klauen (Beinen) ohne Hufe und dem Schwanz. Einzelne Herkommen kleiner Lammfelle, unter anderem aus Südfrankreich, Korsika und Sardinien, werden manchmal auch rund abgezogen; sie werden meist nach Gewicht gehandelt.
| Bezeichnungen nach dem Zeitpunkt der Schlachtung bzw. des Todes | Bezeichnungen nach dem Zeitpunkt der Schlachtung bzw. des Todes |
| Felle von Früh- und Totgeburten                                 | Felle von Früh- und Totgeburten                                 |
| --------------------------------------------------------------- | --------------------------------------------------------------- |
| vom ungemusterten Karakullamm                                   | Galjak                                                          |
| vom gemusterten Karakullamm                                     | Breitschwanz                                                    |
| von sonstigen Pelzlämmern                                       | Galjak                                                          |
| von Wollschaflämmern                                            | Schmaschen                                                      |
| Felle ein bis wenige Tage alter Lämmer                          |                                                                 |
| vom Karakullamm                                                 | Karakul oder Persianer                                          |
| von sonstigen Lämmern                                           | Lammfell, z. B. Bagdadlammfell                                  |
| von Wollschafen, etwa einen Tag alt                             | Schmasche                                                       |
| von Wollschafen, zwei bis vier Tage alt                         | Forsche                                                         |
| von Wollschafen, 3 bis 6 Tage alt                               | Lamm(fell)                                                      |
| Felle von bis mehrere Monate alten Tieren                       |                                                                 |
| werden bezeichnet als                                           | Lamm(fell), z. B. Tibet, Slink, Merino usw.                     |
| Felle ausgewachsener Schafe                                     |                                                                 |
| werden bezeichnet als                                           | Schaf(fell)                                                     |
| Felle geschorener Schafe werden bezeichnet                      |                                                                 |
| ohne Bewollung, nur Lederware                                   | Blöße                                                           |
| wenig bewollt, zum weitaus größten Teil auch Lederware          | Scherling oder Shearling                                        |
| mit stärkerer Bewollung                                         | Angewachsene                                                    |
| mit dichterem Wollkleid                                         | Kurzwollige                                                     |

| Einteilung der Schafrassen nach Vliestyp Weltbestand (Prozentsätze Stand 1956) | Einteilung der Schafrassen nach Vliestyp Weltbestand (Prozentsätze Stand 1956) |
| ------------------------------------------------------------------------------ | ------------------------------------------------------------------------------ |
| Merinoschafe und Schafe im Merinotyp                                           | 20 %                                                                           |
| Langwollrassen und Langwollkreuzungen                                          | 20 %                                                                           |
| Kurzwollrassen und Kurzwollkreuzungen                                          | 4 %                                                                            |
| Grobwollrassen (Teppichwollen)                                                 | 50 %                                                                           |
| Haarschafe                                                                     | 6 %                                                                            |

Die Begriffe Forsche, Blöße, Scherling, Angewachsene und Kurzwollige werden nur im Rauchwarenhandel verwendet.
Die Schafhaut ist im Sommer schwammiger als im Winter und ergibt deshalb ein weniger wertvolles Leder. Mit zunehmendem Alter ändert sich die Haut- und Wollbeschaffenheit. Die Unterschiede treten im Allgemeinen erst mit zunehmendem Alter stärker in Erscheinung. Insbesondere bei der Veränderung der Wollfeinheit wird das Alter der Schafe in der Literatur als wichtiger Faktor betrachtet. Die Lammwolle ist feiner als die Schafwolle.
An der Schulter ist die Wolle meist am feinsten. Es folgen Bauch und Rücken, während die Wolle an den Keulen fast durchweg am gröbsten ist. Als der wertvollste Teil des Schaffelles gilt das Kernstück (Croupon), bei dem Haarwuchs und Hautdicke am stärksten und gleichmäßigsten sind. Es beträgt etwa drei Viertel der Gesamtfläche eines Felles, bei guten Fellen mehr, bei schlechten weniger. Das verbleibende Viertel sind „abfällige“ Teile (Garnituren); gute Felle sind in den Seiten nur wenig abfällig.
Ein wesentlicher Faktor für die Wertbestimmung eines Felles ist auch seine Größe. Größere Lammfelle werden nicht nach Stückzahl, sondern nach Quadratfuß gehandelt. Während früher die Fläche mit dem Planimeter ermittelt wurde, geschieht dies heute industriell mit der Flächenmessmaschine. Die auf der Fellrückseite vermerkten Angaben erfolgen entweder in Quadratzentimetern oder in Quadratfuß, wobei 1 Quadratfuß zu 9,3 Quadratzentimeter gerechnet wird.

Schaffell in den Trachten der Völker
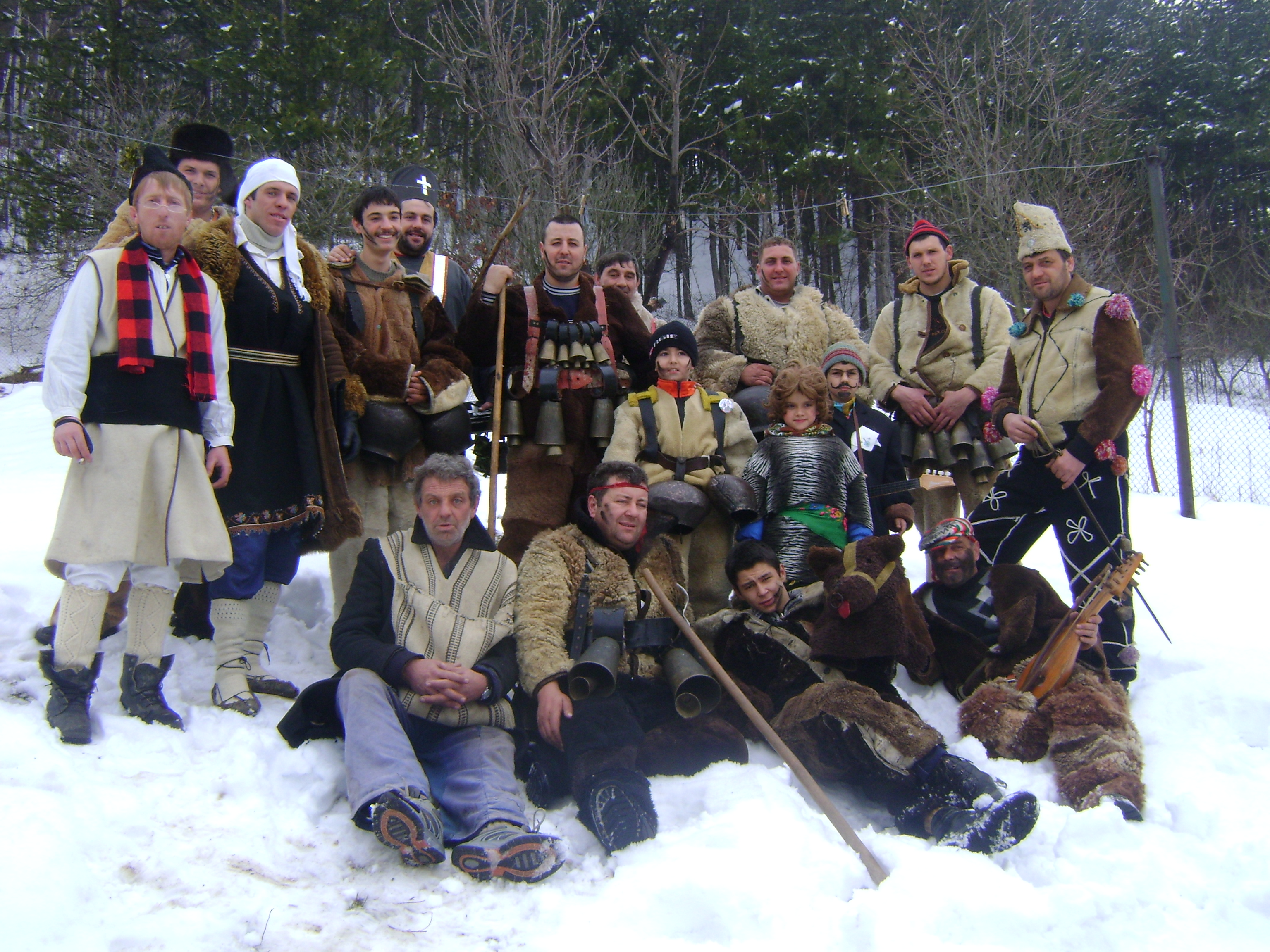
Bulgarien (2009)
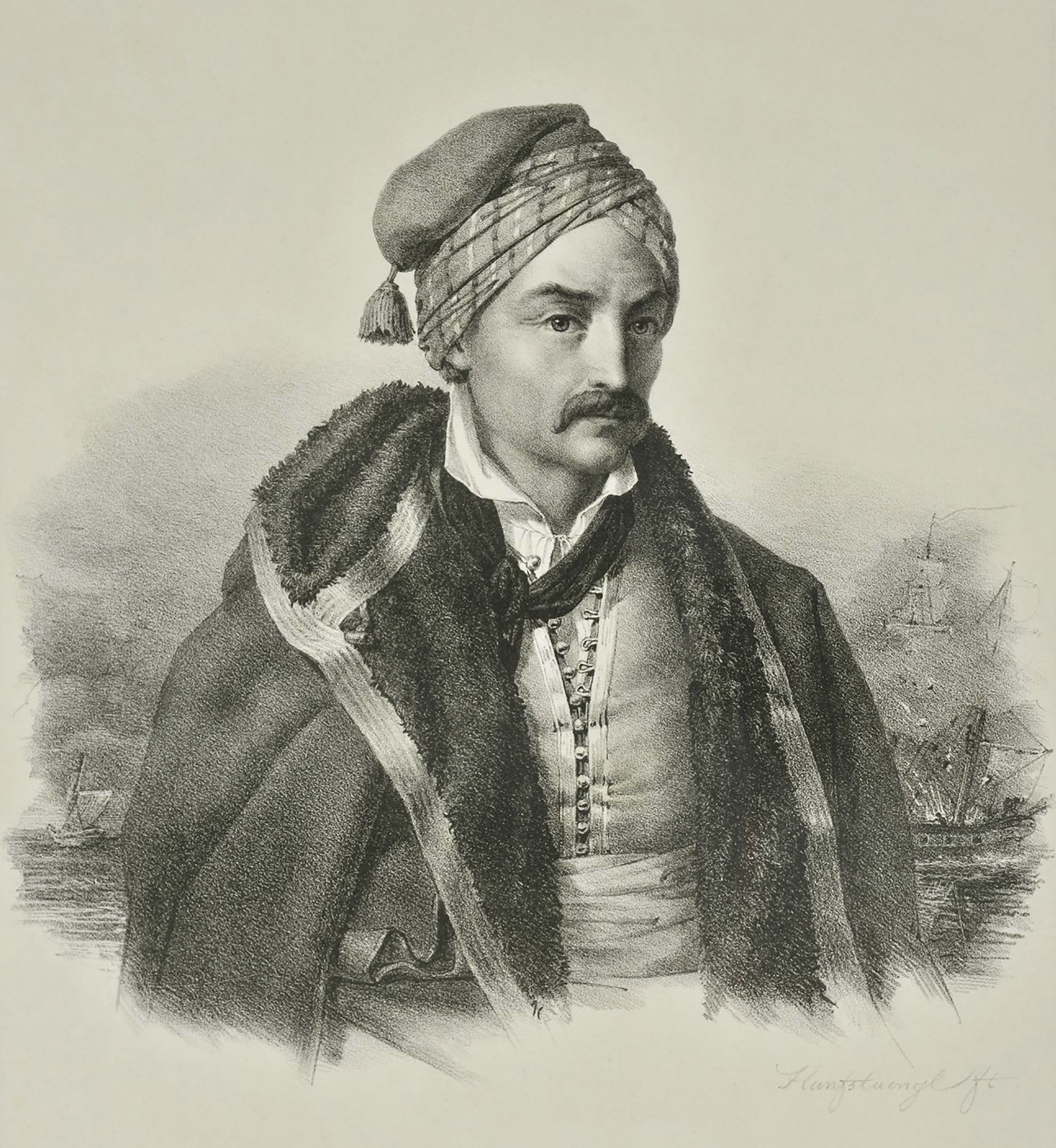
Griechenland (1831)
Dalarne, Niederlande, Mädchen mit kurzer Jacke (1843–1876)
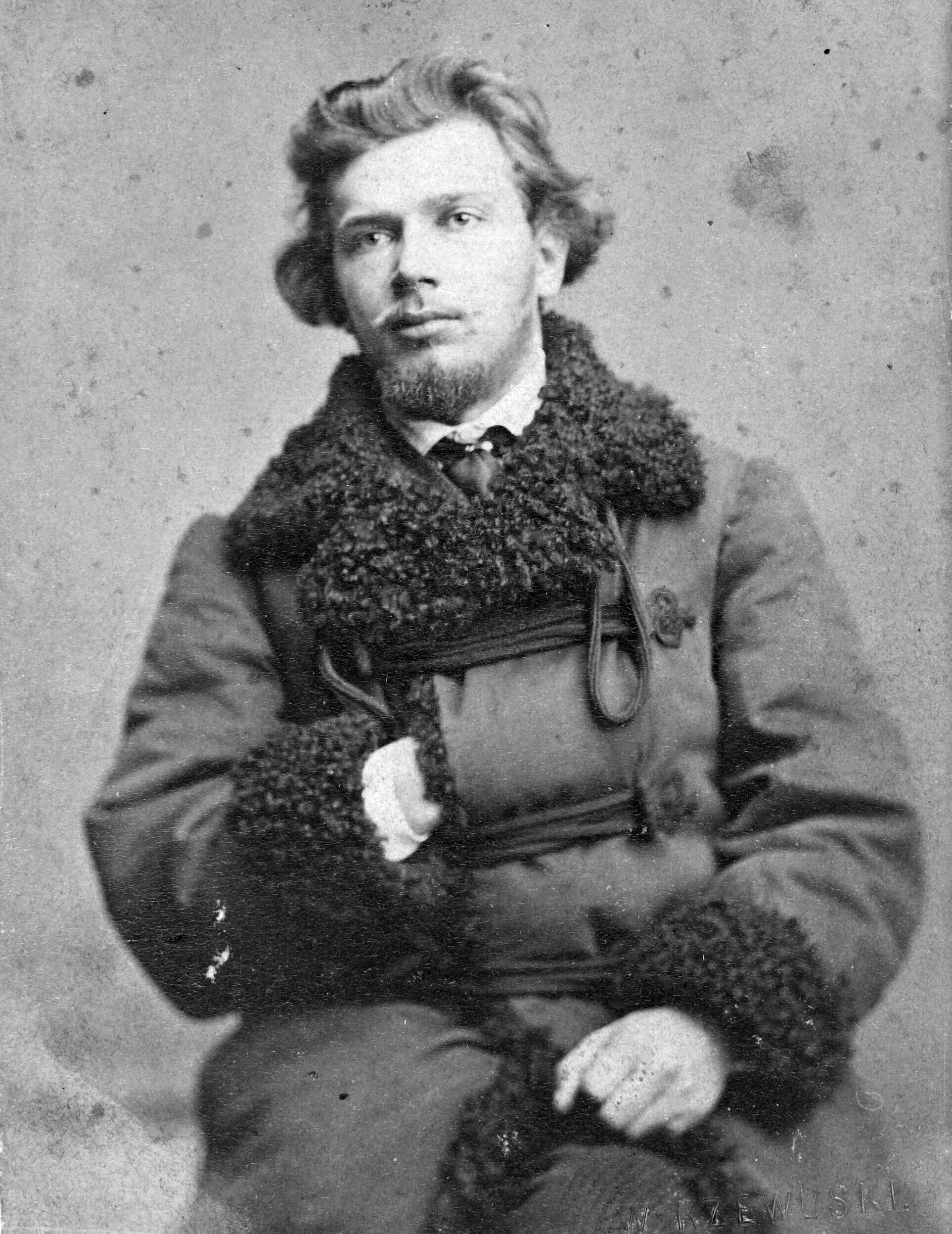
Polen (1863)
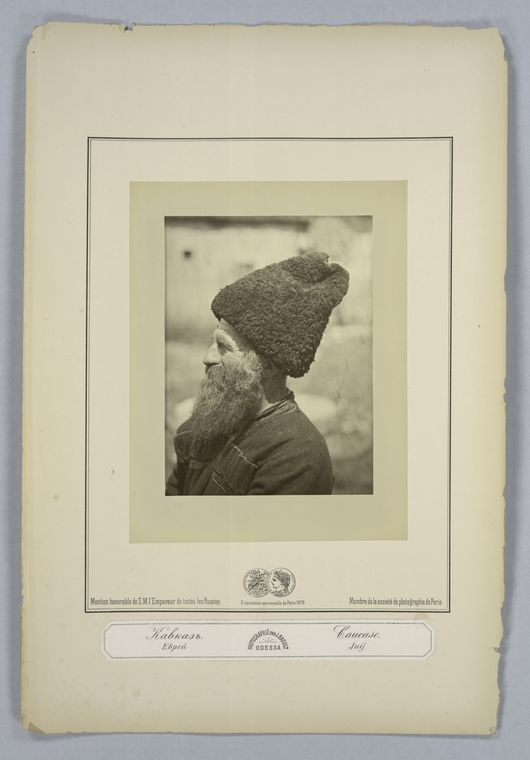
Kaukasus, Jude mit der Schaffellmütze Tschocha (Kaukasus, um 1898)
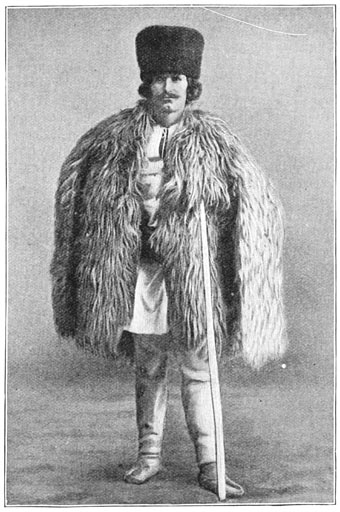
Rumänien, Bergbewohner (vor 1906)

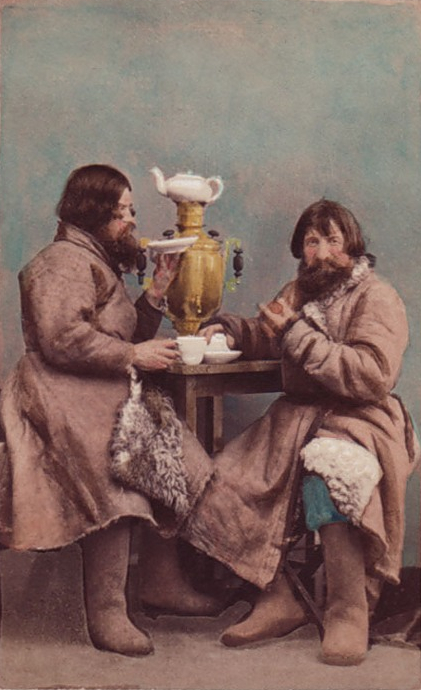
Russland (1860)
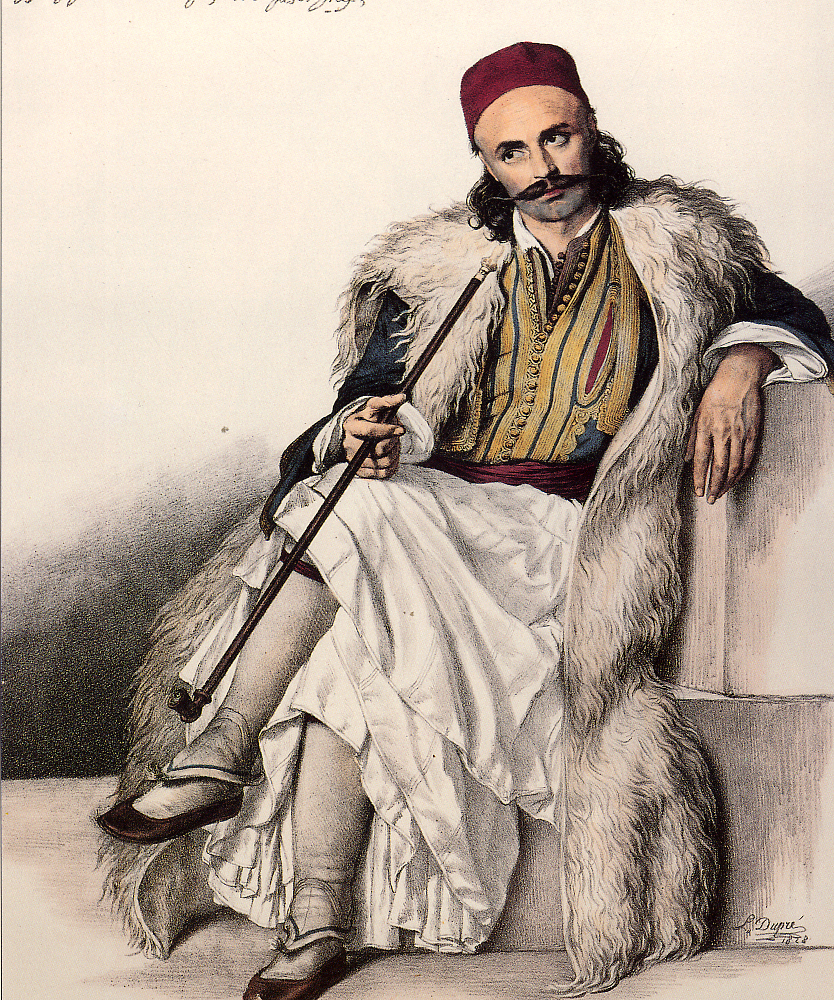
Türkei (1820er Jahre)
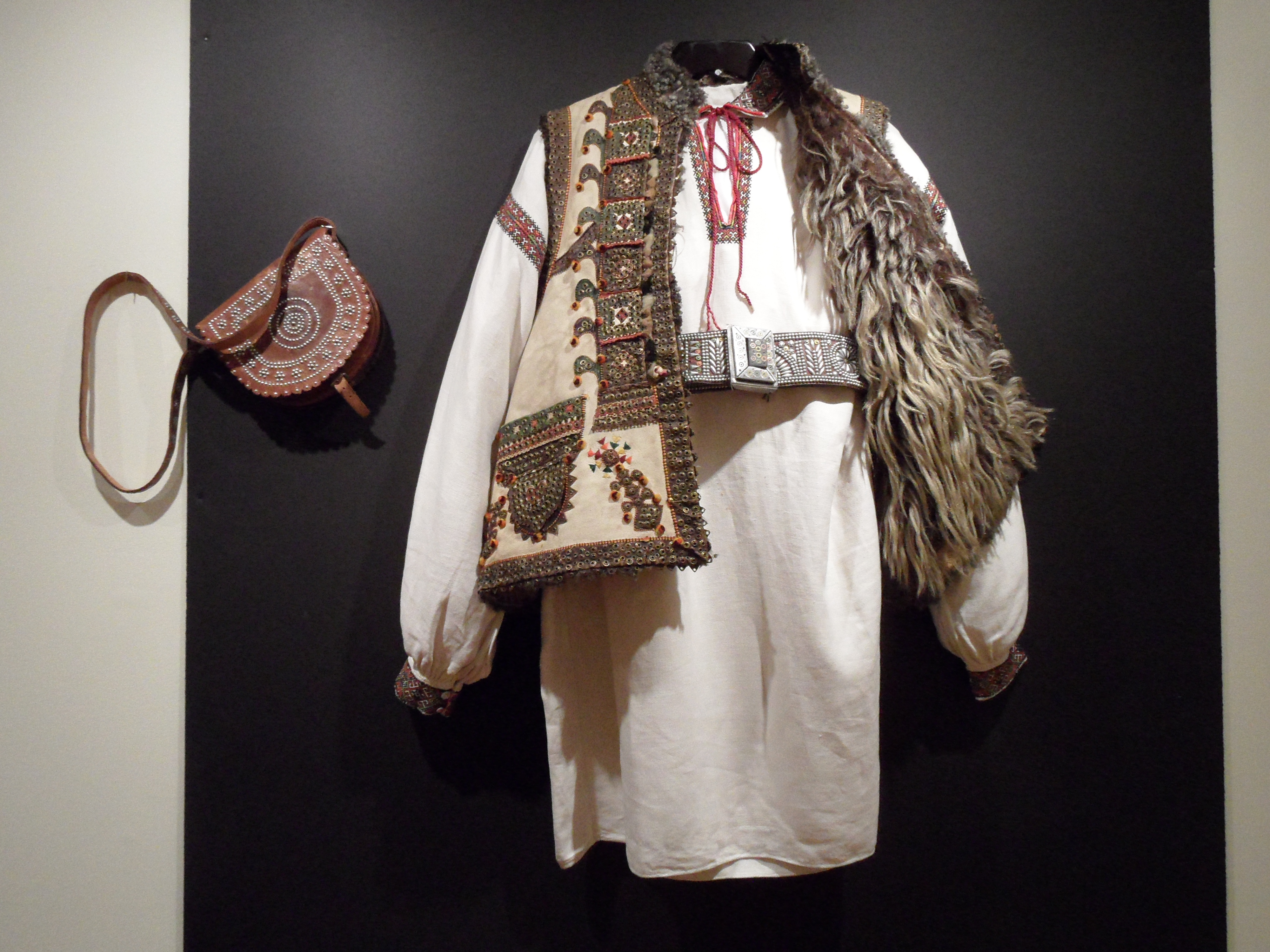
Ukraine
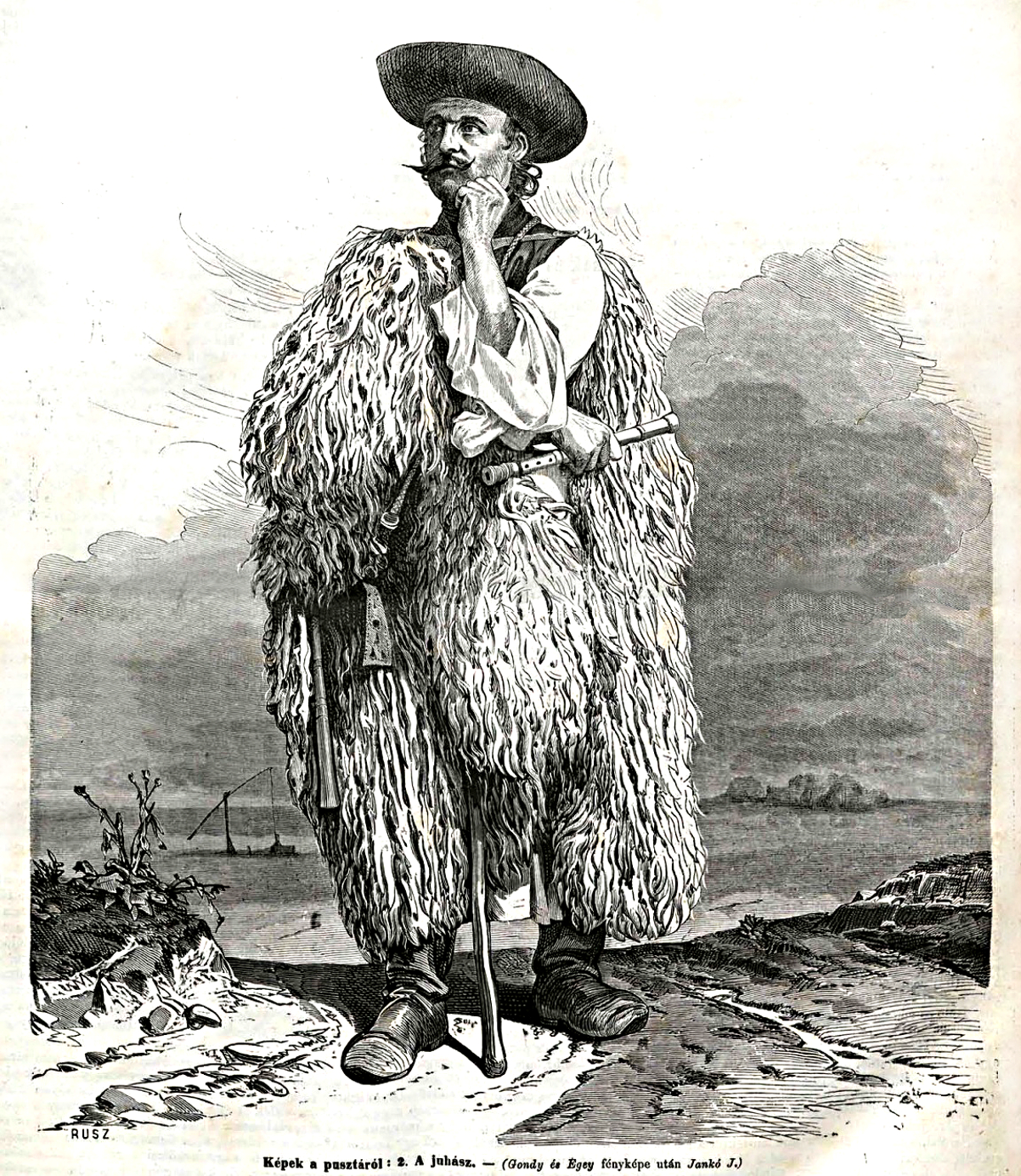
Ungarischer Schafhirte (1870)
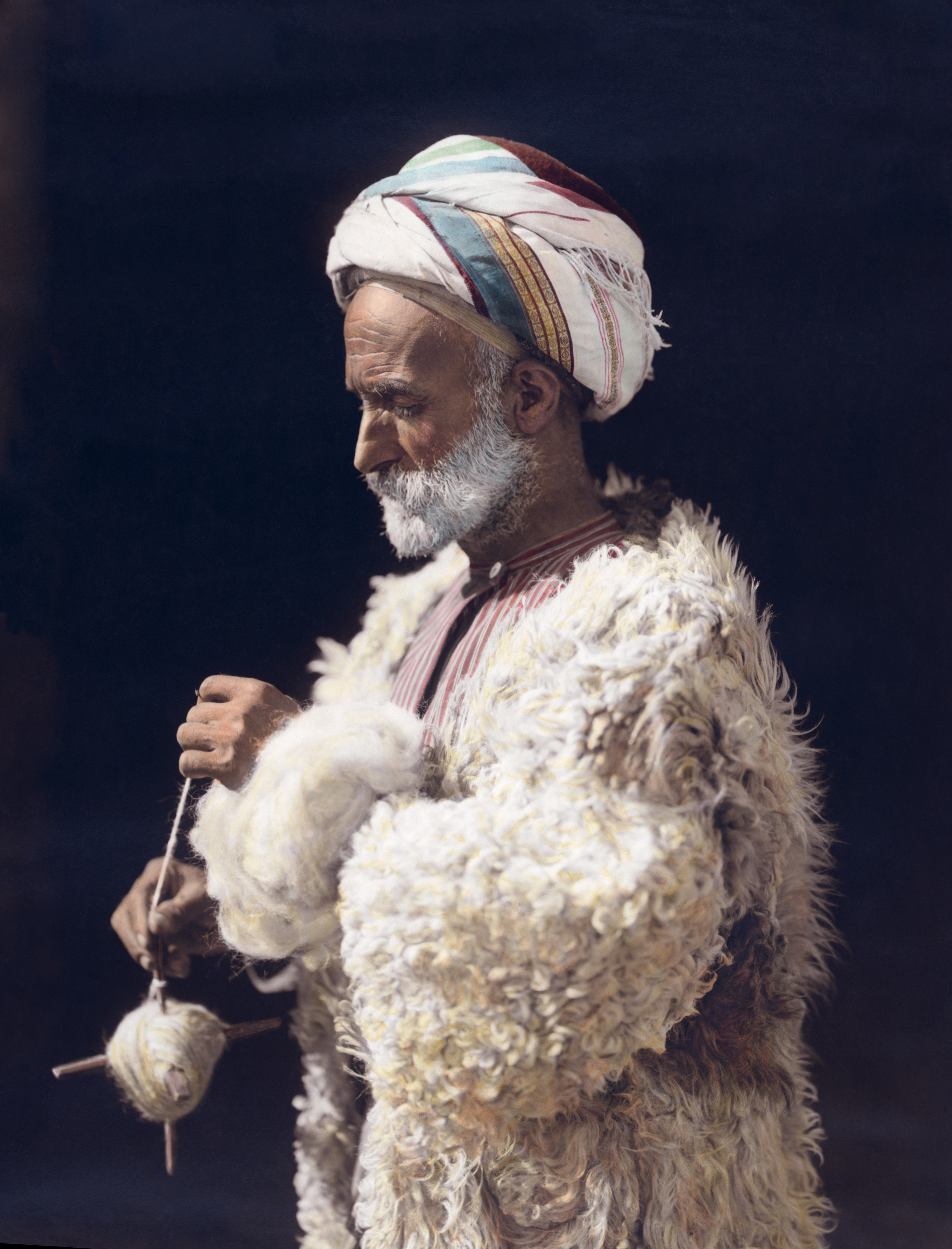
Ramallah im Westjordanland (1919)
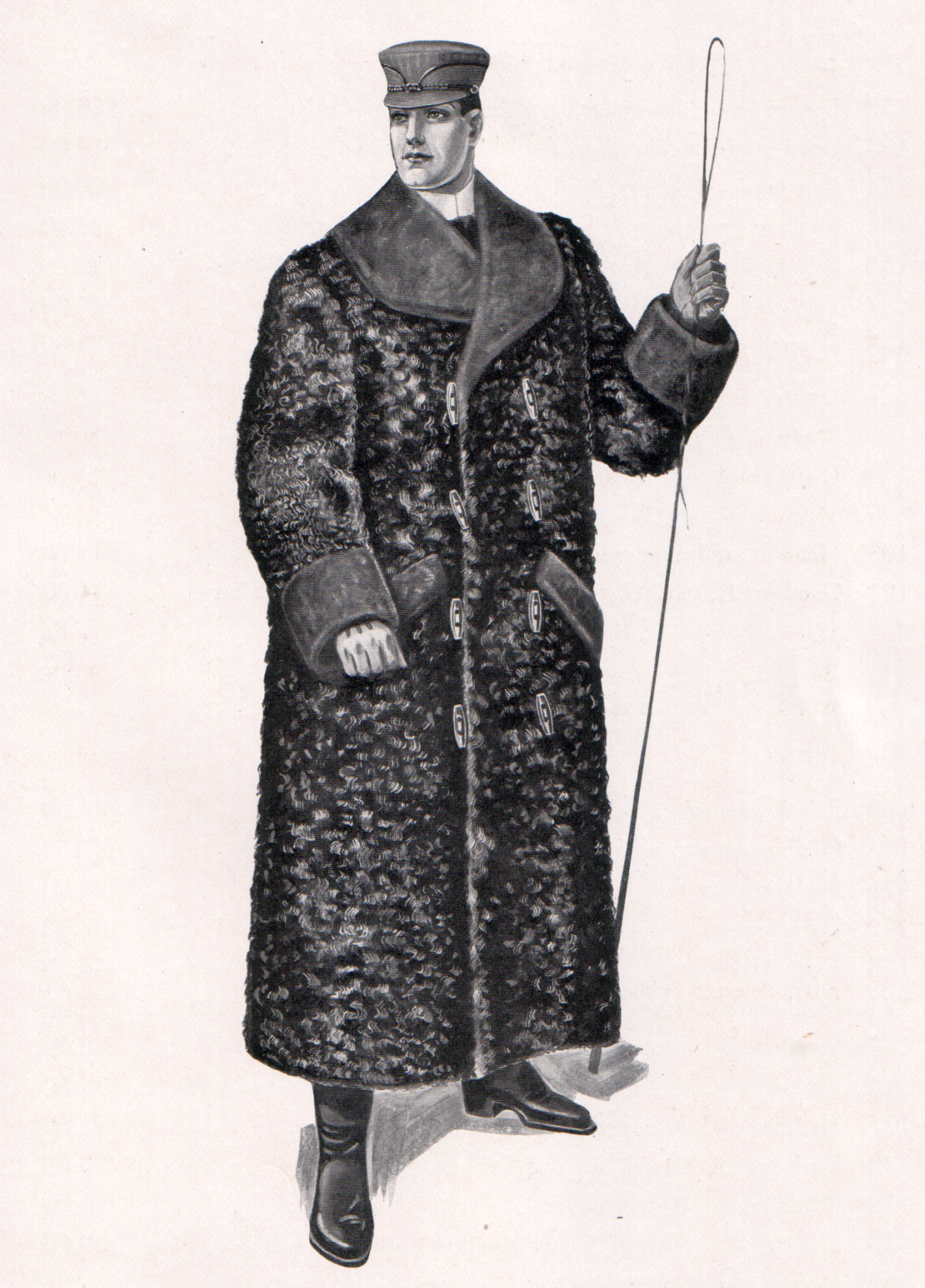
USA, Kutschermantel aus Mocha-Schaffell mit Besätzen aus Biberlamm (1910)

## Strapazierfähigkeit

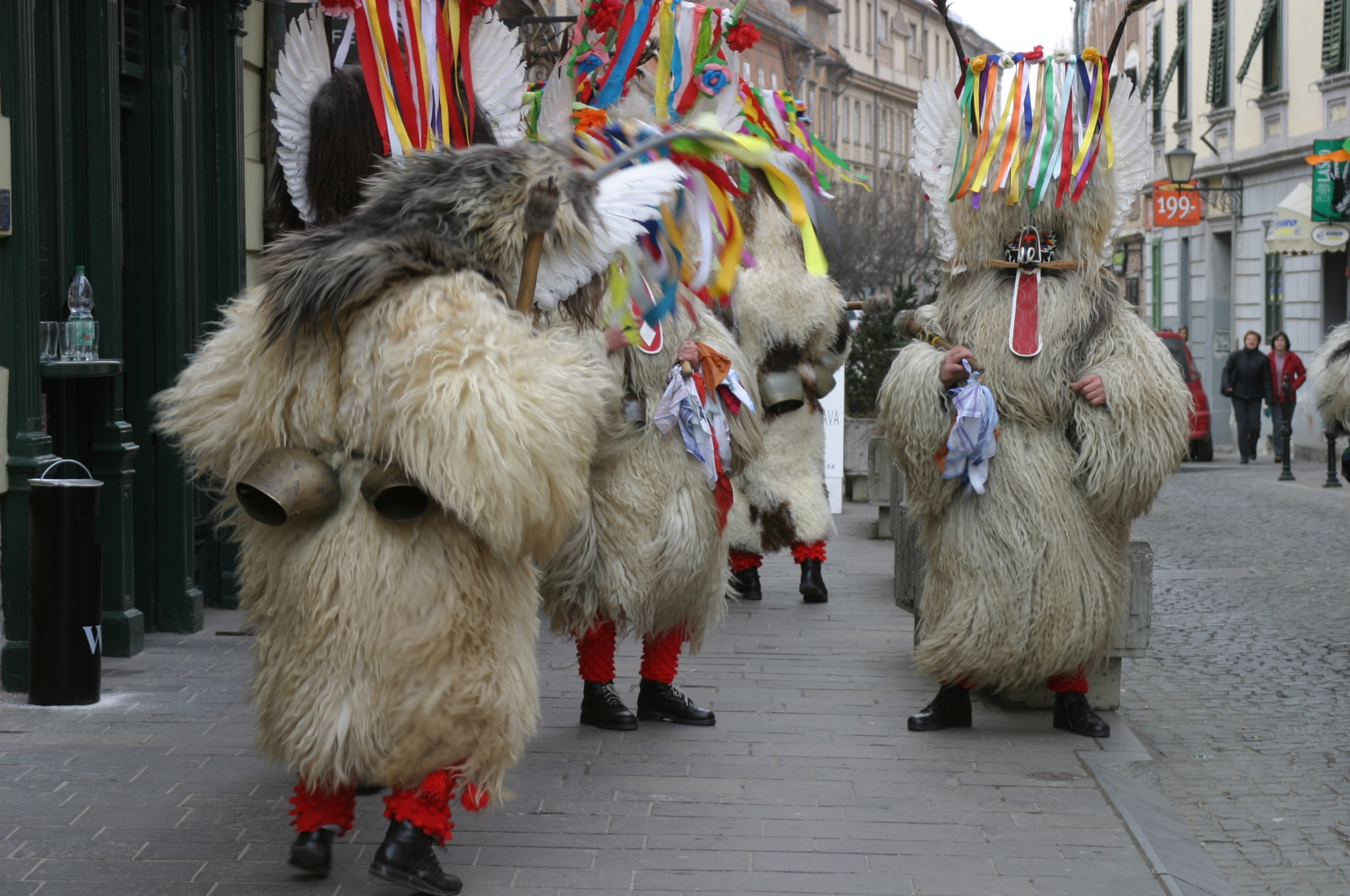
In etlichen europäischen Gegenden kostümieren sich die Teilnehmer bei traditionellen Umzügen mit Schaffellen. Hier beim Kurent, ein Frühjahrsfest in Ptuj, Slowenien 2004

Die nachfolgend angegebenen, vergleichenden Werte (Koeffizienten) sind das Ergebnis vergleichender Prüfung aller wichtigen Fellarten, also nicht nur der Schaf- und Lammfelle, durch Kürschner und Rauchwarenhändler in Bezug auf den Grad der offenbaren Abnutzung. Die Zahlen sind nicht eindeutig, zu den subjektiven Beobachtungen der Haltbarkeit in der Praxis kommen in jedem Einzelfall Beeinflussungen durch Gerbung und Veredlung sowie zahlreiche weitere Faktoren hinzu. Eine genauere Angabe könnte nur auf wissenschaftlicher Grundlage ermittelt werden. Die Einteilung erfolgte in Stufen von jeweils zehn Prozent. Die nach praktischer Erfahrung haltbarsten Fellarten wurden auf 100 Prozent gesetzt.
Haltbarkeitskoeffizienten:
Buenos und Embros (geschorene Lammfelle) 50 bis 60 %
Caloyos 60 bis 70 %
Lammfelle (Oberhaarware) 40 bis 50 %
Moirés: östliches China, Inder, Bagdads und Astrachan 40 bis 50 %
Schaffelle (Oberhaarware) 70 bis 80 %
Schmaschen 50 bis 60 %
Tibets 40 bis 50 %

## Geschichte
Lammfell gehörte nie zu den Edelpelzen, sondern war ein Gebrauchspelz, insbesondere, aber nicht nur, der einfacheren, ländlichen Bevölkerungsschichten, wie Bauern und Hirten. Ein fürstliches Inventar aus dem 14. oder 15. Jahrhundert berichtet sogar von Pelzstrümpfen aus Lammfell für die Nacht.
Im Jahr 1604 sah eine Willkür der Breslauer Kürschner vor, dass Pelzfutter nach bestimmten Maßen gefertigt werden müssen. Für ein Fuchsfutter war eine Weite von 5/4 und eine Länge von 2 Ellen erforderlich, während beim Schmaschenfutter das Ausmaß 4 Ellen in der Weite und 2 Ellen in der Länge betrug. Zur Kontrolle der Maße der nach Breslau eingeführten Futter kleinstädtischer Meister hatte deshalb der Breslauer Kürschner, dem solch „Schmoschenware“ von einem fremden Handwerksgenossen zum Kauf angeboten wurde, sie bei sich zu behalten und dem Oberältesten zur Schau zu melden; erst nach befundener Tüchtigkeit (Brauchbarkeit) durfte er sie dann zur Verarbeitung erwerben.
Ein besonderes Beispiel für die Verwendung von Schaffell in zahlreichen Landestrachten ist beispielsweise ein für die spanische Tracht typisches kurzes Jäckchen aus Lammfell, das mit filigranen silbernen Knöpfen geschmückt ist.
Um 1900 erfolgte die „Entdeckung“ des Bueno-Breitschwanzes, die Erkenntnis, dass bestimmte südamerikanische Fellrassen durch Scheren ein interessantes, breitschwanzähnliches Aussehen erhalten. Die von dem Rauchwarenveredler A. Herzog aus Markranstädt bei Leipzig auf den Markt gebrachten Felle wurden vom Handel zuerst mit Spott abgelehnt. Das Scheren erfolgte anfangs durch Familienangehörige noch mit der Schere, zum Teil auch durch den benachbarten Friseur. Erst viel später fand diese Neuheit ihre Anerkennung.
Nach dem Zweiten Weltkrieg intensivierte sich die Verarbeitung der Schaf- und Lammfelle für die moderne Kleidung durch die Entwicklung synthetischer Waschmittel, da mit den bisherigen Seifen die Felle industriell nicht ausreichend sauber wurden. In vielen Fällen hatte auch die moderne, meist maschinelle Haarveredlung die Schaffelle für die Pelzveredlung erst verwendbar gemacht.

### Lockenlamm
Archäologische Funde von Bruchstücken von Tonfriesen aus 1939/40 in Uruk, im Zweistromland am Unterlauf des Euphrat, sind die ersten Belege, dass es etwa 2650 vor Christus gelockte Lämmer gegeben hat. Aus der Zeit etwa 600 Jahre später gibt es Abbildungen von Herrscherkopfbedeckungen, die stilisiert Lockendarstellungen zeigen. Um 1400 v. Chr. entstand in Sendschirli, Kleinasien, das Relief eines Hethiter-Königs, an dessen Kappe und Mantelsaum senkrecht angeordnete Locken angebracht sind. Eine weitere archäologische Kenntnis von gelockten Lämmern stammt aus Persepolis (Südpersien). In der von Darius II. (522–586) begonnenen und von Xerxes I. beendeten Apadana des Palasts von Dareius I. sind Tributprozessionen, unter anderem wahrscheinlich aus Cilicien, zu sehen. Sie bringen neben anderem zugerichtete Tierhäute (Lammfelle), Wollschals und Böcke der Fettschwanzschafe, eine Rasse, deren Lämmer gelockt sind und dem heutigen Karakulschaf sehr ähnlich sehen. Als einzige pelzgeschmückte Figur wurde in Persopolis die Tonskulptur eines unbekannten Perserkopfes gefunden.
Über die heutige Heimat des Karakulschafs schrieb der arabische Geograph Ibn Hauqal 978, dass neben roten auch schwarze Fellchen von Lämmern gehandelt wurden, für die wegen ihrer Sauberkeit und Schönheit zwei bis drei Dinar bezahlt wurden (etwa 20–30 Goldmark).

### Handel mit Lammfellen um 1800

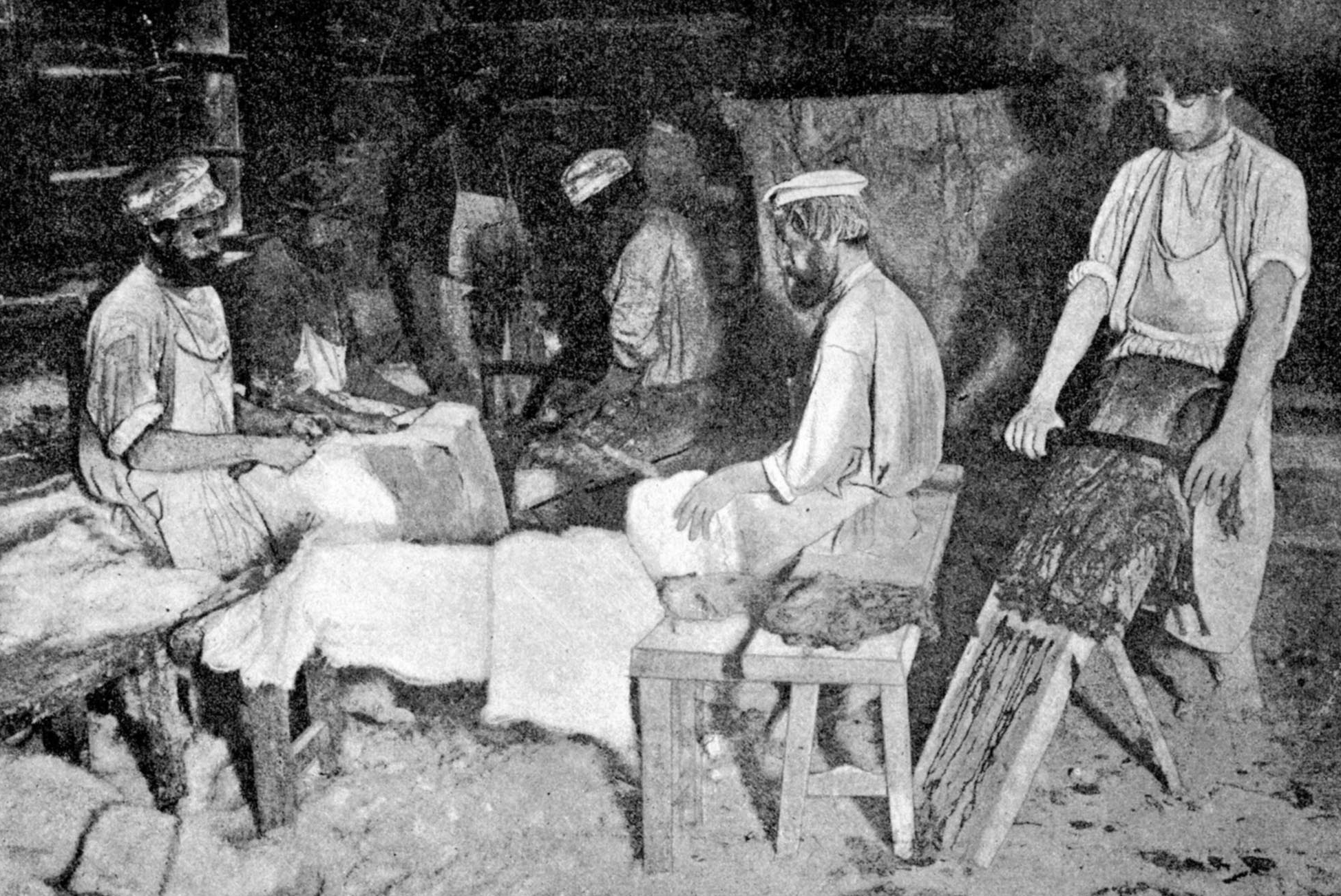
Zurichten von Lammfellen in Nischni Nowgorod, Russland (1896)

Paul Schöps hat den Handel mit Lammfellen anhand eines Erfurter Handbuchs für Warenkunde aus dem Jahr 1801 beschrieben.
Nach Herkunft, im Handbuch „Eintheilung“ genannt, gibt es zu der Zeit:
1. Russische Lammfelle, schwarz, weiß
2. Tscherkassische, schwarz
3. Kirigische (nicht erläutert; Kirgisische?)
4. Ukrainer, schwarz. Sie haben das schönste Schwarz. Früher als Baranken oder Parangen im Handel.
5. Kalmückische, weiß, bunt, braun, rot
„Die Wolle ist rauh, haarigt und nicht sehr glänzend.“
6. Bucharische, schwarz, grau
„Behaarung gekräuselt. Sie wird umso höher geschätzt, je stärker und gleichmäßiger die Locke. - Später als Persianer im Handel.“
7. Persische, grau
8. Taurische, schwarz, grau, rötlich, weiß
9. Isländische – Dänische, weiß
Über die Zurichtung der Pelze, das Gerben, heißt es nur:
„Zunächst werden die Felle in reinem Wasser gewaschen. Danach kommen sie in die Kleyen. Alsdann werden die Felle erneut gewaschen, diesmal in Salzwasser oder Lauge. Hierdurch werden die Felle weich und geschmeidig. Übler Geruch wird ihnen genommen. Das Haar erhält schönen Glanz.“
Wesentlich mehr erfährt man über den Lammfellhandel um 1800:

Aus Polen, Litauen und Russland kommen bereits zugerichtete Schmaschen. Sie werden decher- oder sackweise gehandelt. Das zu der Zeit im Fell- und Lederhandel benutzte Zählmaß Decher umfasste zehn Stück.
Bedeutende Mengen werden im Winter über Samara gehandelt. Kasino-finnische Tataren liefern nach hier Lammfelle, die von am Jaik wohnenden Tataren, Kirgisen und Kalmücken stammen. Nachdem die Tataren die Felle sortiert haben, werden sie von den dafür in die Stadt kommenden christlichen Kalmücken zugerichtet. Diese fertigen daraus auch die Pelze, unter anderem auch Fellschlafröcke, die Tulupen. Die Pelzteile werden von Tataren dann nach Moskau und anderen Orten verkauft.
Tatarische Mützen werden mit taurischen Lammfellen verbrämt. Ein Teil des Anfalls wird im Land selbst verbraucht, ausgeführt werden Felle im Wert von 250.000 bis 300.000 Piaster. Abnehmer sind hauptsächlich Russland, Polen, Konstantinopel, Moldau, Walachei und Romelien, Natolien (= Türkei ohne Thrakien) sowie alle Länder Europas und Asiens. Die Felle werden dort zu tatarischen Mützen verarbeitet (die tatarische Mütze, meistens spitz nach oben auslaufend oder umgebogen ist etwa seit dem 16. Jahrhundert im Gebrauch. Sie wird auch als albanische und ungarische Mütze bezeichnet).
Die feineren, in Russland gehandelten Lammpelze kommen über Samara in die Märkte. Kalmückenfrauen nähen die Pfoten (Klauen) zu „Riemen“ (wohl wie bei der Resteverarbeitung üblich, zu Streifen) zusammen, aus denen dann Pelzbekleidung gearbeitet wird.
Nach Orenburg kommen durch die Kirgisen im Tauschhandel große Mengen Felle, teils ungeborener Lämmer. Von den kirgisischen Fellen wurde gesagt, dass sie häufig schöner seien als die Anlieferungen der Kalmücken.
In Taurien kleidet man sich hauptsächlich in Felle ausgewachsener Schafe. Sie sind bereits zugerichtet und meist auch schon zu Pelzen verarbeitet. Diese werden Godjuck oder Postaki (in Otschakiw und anderen Orten am schwarzen Meer) genannt.
Am stärksten gefragt sind um 1800 aschgraue Lammfelle. Sie werden in zwei Sorten aufgeteilt, eine davon nennt sich Baklotui, sie hat kurzes Haar und ist atlasartig seidig fein. Die zweite Sorte hat eine längere, gekräuselte Behaarung.
Der wichtigste Handelsplatz für diese Ware ist Ghöslew. Die Felle werden roh gekauft und direkt zum Zurichten gegeben, die schönsten gehen nach Polen. Händler von der Krim bringen ihre Felle auf die Märkte und Messen nach Mohilew.
Im Jahre 1762 hieß es an anderer Stelle: „Die blauen Lämmerfelle erhält man größtenteils von Kremnitz, oder aus Polen. Man schlägt damit allerlei Pelze, z. E. die polnischen und ungarischen aus; und es werden Müzzen und Muffen daraus verfertigt. Weiße Lämmerfelle oder Schmaßen kommen von Island, Dänemark, oder um den nächsten Ort von Berlin zu nennen, von Beeskov her. Man gebraucht sie gern zu Unterfuttern.“
Um 1840 begann man „recht artige“ Lammfellteppiche mit blumenartigen Pelzmosaiken herzustellen, indem aus dem Fell der einen Farbe die Muster in das der anderen Farbe umgesetzt wurden, und umgekehrt.
| Preise um 1800            | Tulupe = Pelz-Schlafrock | Rubel |  |                        |          | Rubel |  |                       |          | Rubel                 |
| ------------------------- | ------------------------ | ----- |  | ---------------------- | -------- | ----- |  | --------------------- | -------- | --------------------- |
| a) Orenburg               |                          |       |  | kalmückische Lammfelle |          |       |  | bucharische Lammfelle |          |                       |
| Beste Baranken            | 1 Tulupe                 | 20–23 |  | schwarz                |          |       |  | schwarz               |          |                       |
| b) St. Petersburg         |                          |       |  | allerfeinste Sorte     | 1 Tulupe | 50    |  | geringste Sorte       | 1 Tulupe | 50                    |
| russische Lammfelle       |                          |       |  | geringste Sorte        | 1 Tulupe | 20    |  | grau                  |          |                       |
| schwarz                   | 100 Stück                | 10    |  | weiß                   |          |       |  | feinste Sorte         | 1 Stück  | 5                     |
| geringste Sorte           | 1 Tulupe                 | 7     |  | feinste Sorte          | 1 Tulupe | 40    |  | geringste Sorte       | 1 Stück  | 3                     |
| weiß                      |                          |       |  | geringste Sorte        | 1 Tulupe | 10    |  | Persische Lammfelle   |          |                       |
| beste Sorte               | 1 Tulupe                 | 5     |  | braun                  |          |       |  | feinste Sorte         | 1 Stück  | 2                     |
| geringste Sorte           | 1 Tulupe                 | 3     |  | feinste Sorte          | 1 Tulupe | 12    |  | geringste Sorte       | 1 Stück  | 1 ½                   |
| beste Sorte               | 1 großer Sack            | 3 ½   |  | geringste Sorte        | 1 Tulupe | 6     |  | c) Zuruchaitu         |          |                       |
| geringste Sorte           | 1 großer Sack            | 2 ½   |  | bucharische Lammfelle  |          |       |  | schwarze Lammfelle    | 1 Stück  | ½                     |
| tscherkassische Lammfelle |                          |       |  | schwarz                |          |       |  | d) Taurien            |          |                       |
| schwarz                   | 1 Tulupe                 | 16    |  | feinste Sorte          | 1 Stück  | 5     |  | 1 Godjuck             |          | 30 Para bis 2 Piaster |
| feinste Sorte             | 1 Tulupe                 | 16    |  | geringste Sorte        | 1 Stück  | 3     |  | Lammfelle, grau       | 1 Fell   | 10-15 Piaster         |
| geringste Sorte           | 1 Tulupe                 | 10    |  | feinste Sorte          | 1 Tulupe | 150   |  |                       |          |                       |

### Militärische Lammfellbekleidung

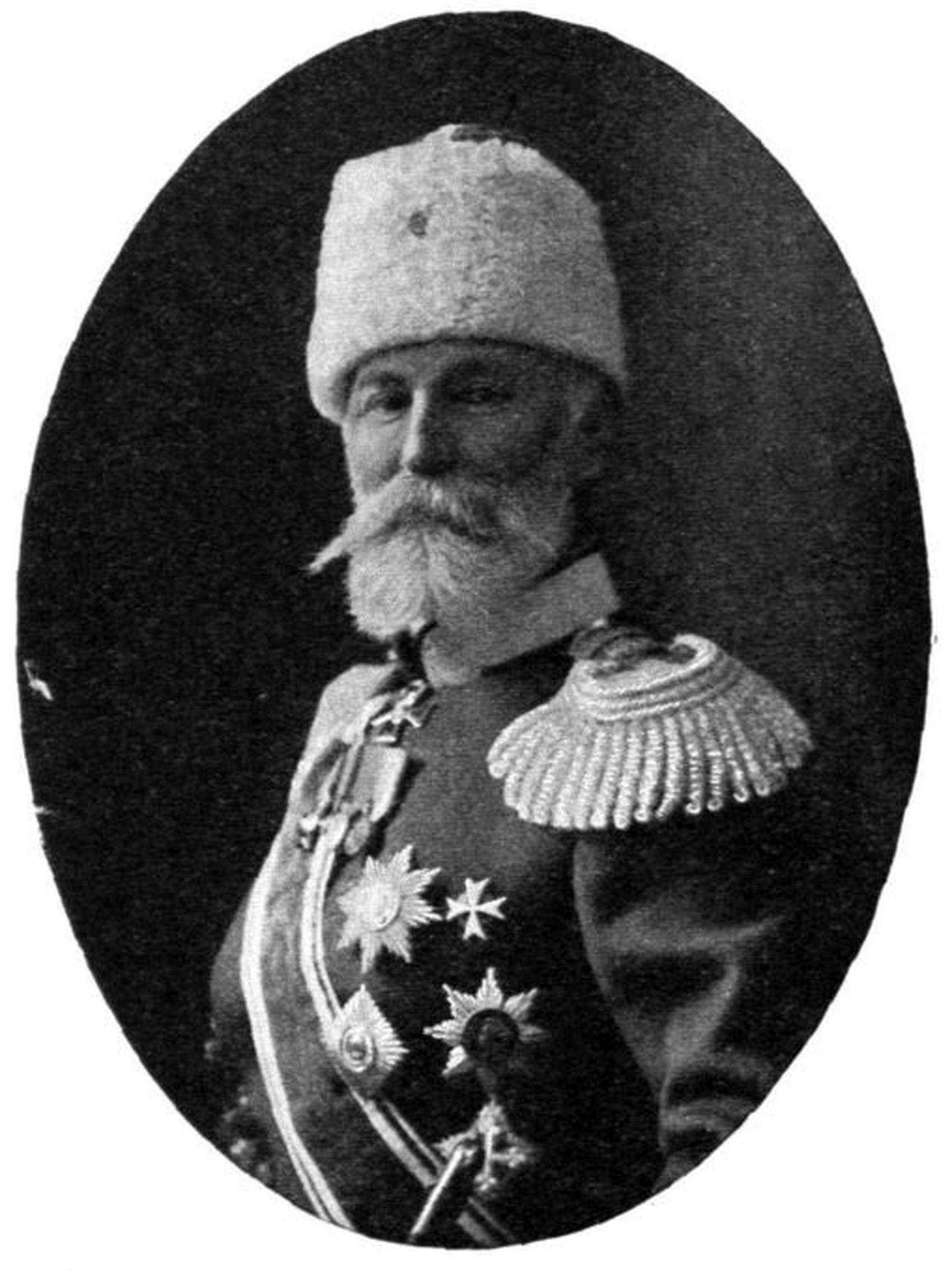
Don-Kosaken-General Odoevski-Maslow mit weißer Lammmütze, 1917

Im Militärwesen spielte Bekleidung aus Lammfell bei entsprechenden klimatischen Bedingungen eine erhebliche Rolle, außer bei der Kopfbekleidung wegen der besseren Wärmewirkung in der Regel mit dem Haar nach innen zu tragen.
Unter König Richard II., Regierungszeit 1377 bis 1399, trugen die englischen Wachtmeister (sergents at law) eine mit weißem Lammfell ausgefütterte Robe, dazu ein Cape aus dem gleichen Fell.
Häufig waren zuletzt bei der Kopfbedeckung Ohrenklappenmützen in der Art der russischen Uschanka, nicht nur im deutschen Sprachraum meist Schapka, russisch „Mütze“, genannt. Die Form der russischen Lammfellmützen wurde auch von anderen Ländern, die ihre Uniformen nach russischem Vorbild gestalteten, übernommen. Auch in der russischen Armee wurde die flache Lammfellmütze erst in der zweiten Hälfte des 19. Jahrhunderts allgemein üblich. Im Jahre 1882 bekam dort die Linieninfanterie zur Paradeuniform schwarze Lammmützen, ebenso die Dragoner, die Artillerie sowie die gesamte Generalität. Die Generäle und die Flügeladjutanten des Zaren tragen sie jedoch aus weißem Lammfell gearbeitet. Im sowjetischen Heer beschränkte sich die Lammmütze auf die Kosakenregimenter, dort gehörte sie schon vorher zur Nationaltracht. Bereits im 18. Jahrhundert trugen die Kosaken hohe, zylindrische Mützen aus grauem Lammfell mit farbigem Tuchbeutel oder hohe Tuchmützen mit Pelzkrempe. Im Laufe der Zeit änderte sich zwar immer wieder einmal die Form, doch wurde sie nie ganz von der Tellermütze aus Stoff verdrängt.
Entsprechend dem russischen Vorbild statteten auch Serbien und Bulgarien ihre Truppen aus. Gegen Ende des 19. Jahrhunderts gehörte in Bulgarien zur Paradeuniform eine schwarze beziehungsweise weiße Lammfellmütze, in Bulgarien für die fürstliche Leibwache, in Serbien für die Generäle. Bei der türkischen Artillerie und Kavallerie wurde etwa zur selben Zeit eine hohe, schwarze, während und zunächst nach dem Ersten Weltkrieg eine graue Lammfellmütze, mit Tuchspiegel für das Rangabzeichen, eingeführt, die etwa die Größe des dortigen Fes hatte.

Schaffell als Militärkleidung
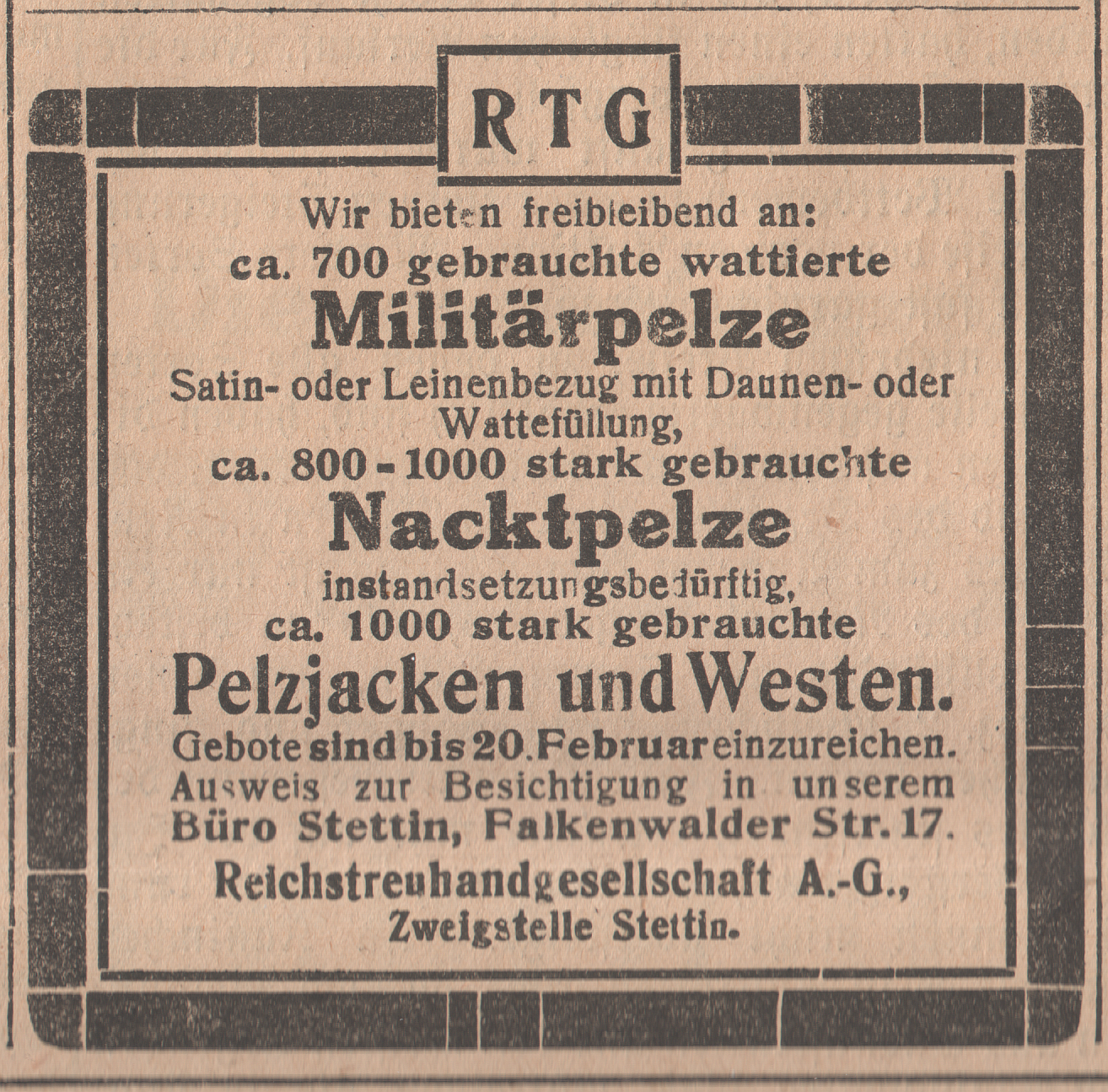
Angebot getragener deutscher Militär-Lammpelze, drei Jahre nach Ende des Ersten Weltkriegs
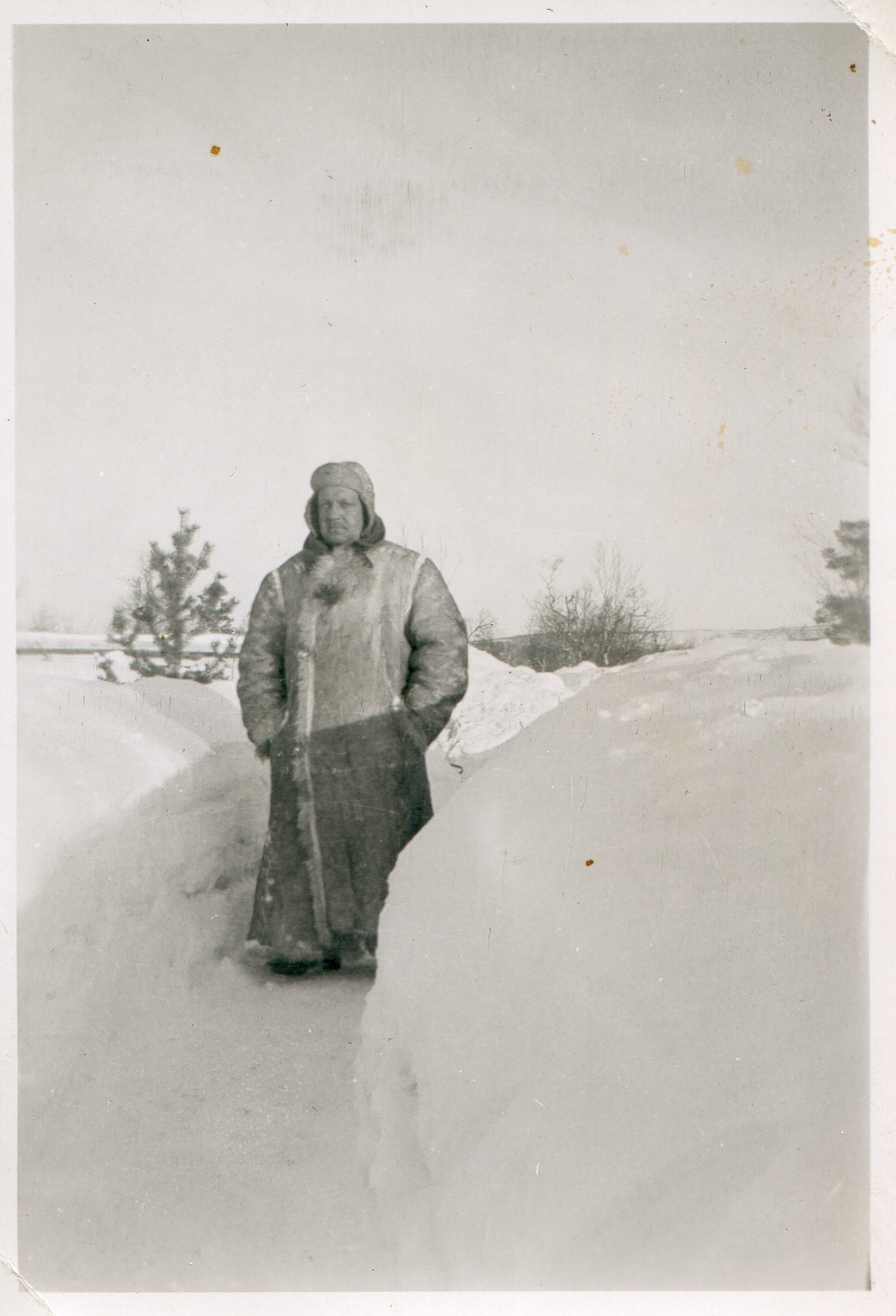
Nacktpelz, Deutschland 1942
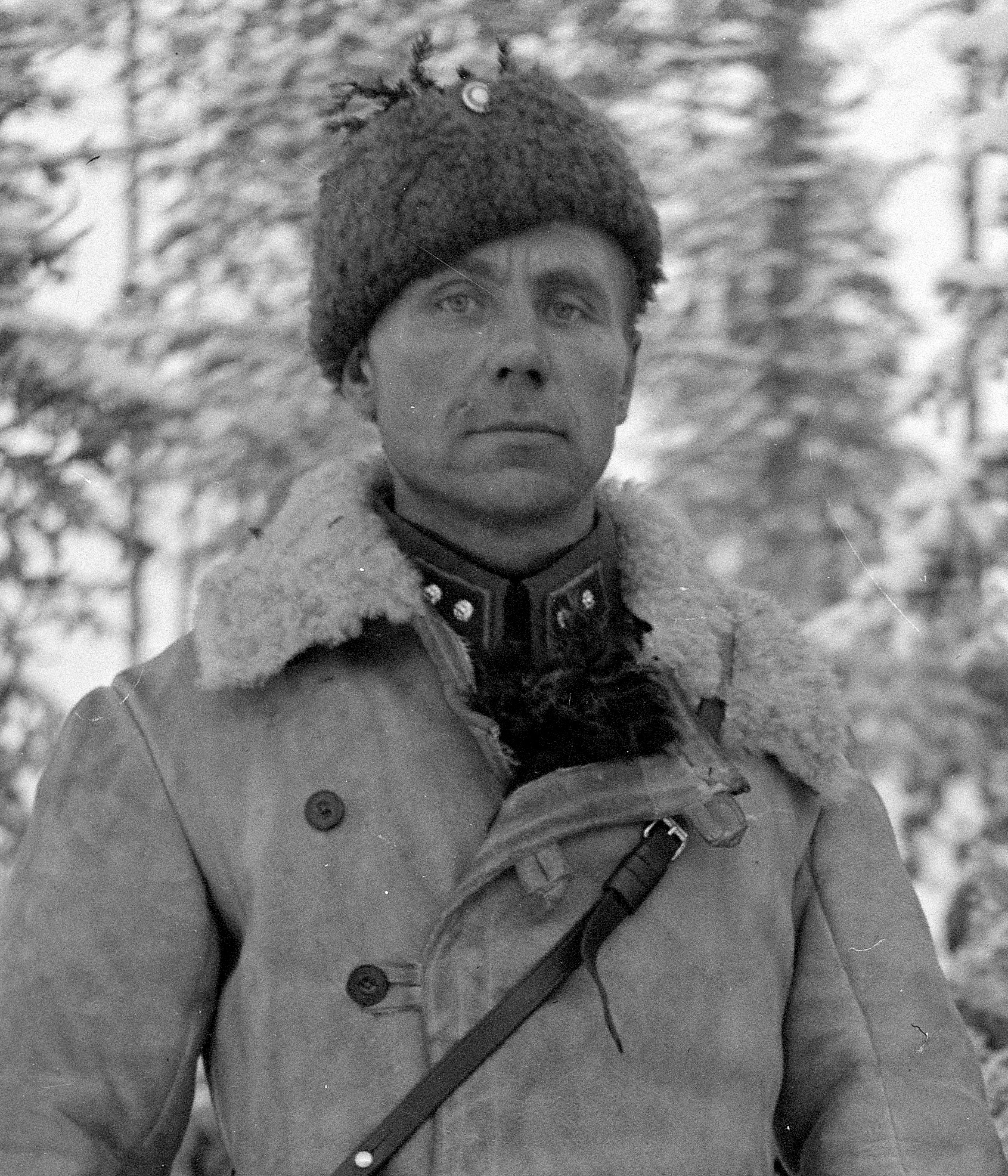
Finnland 1939
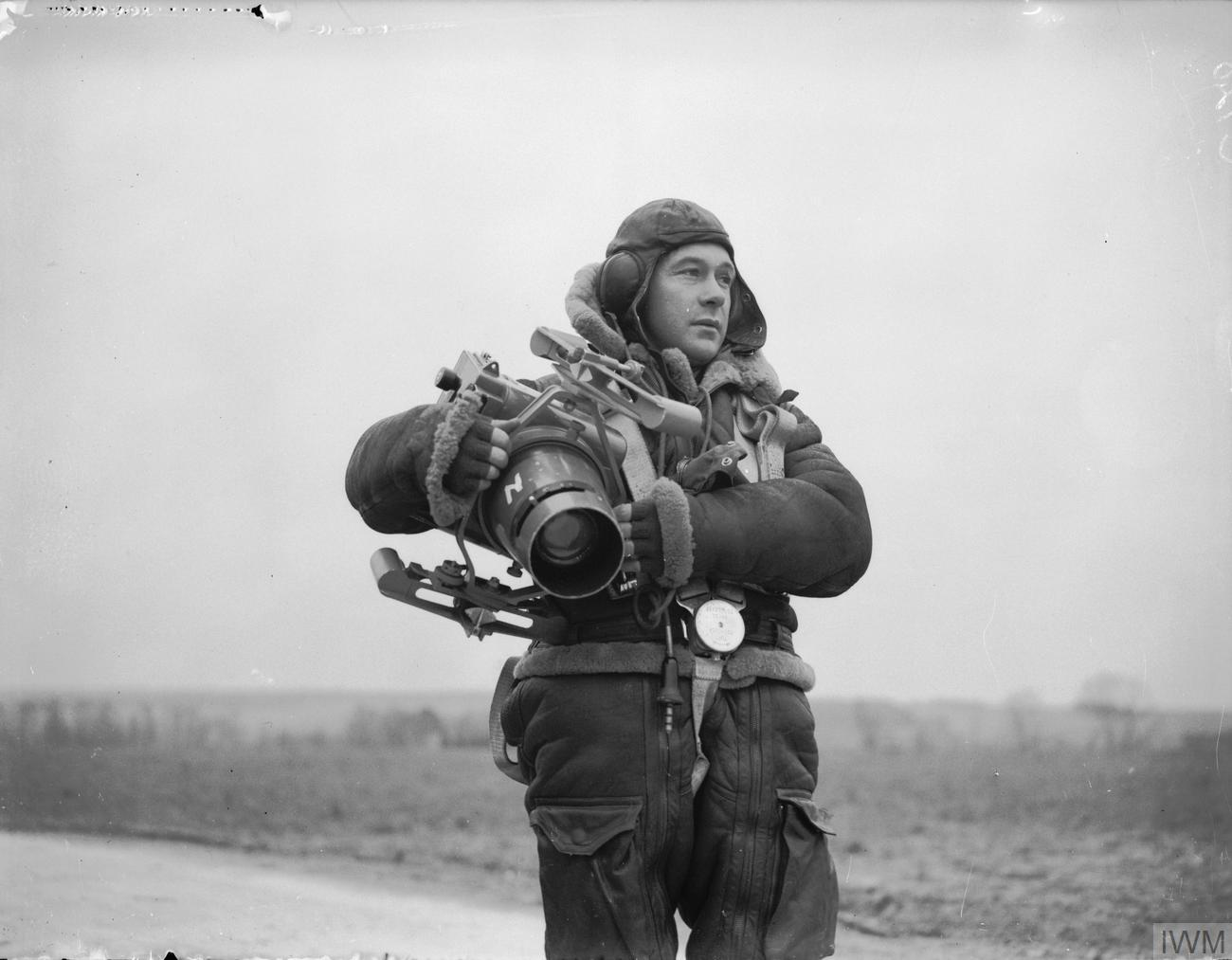
Großbritannien, ca. 1940–1945
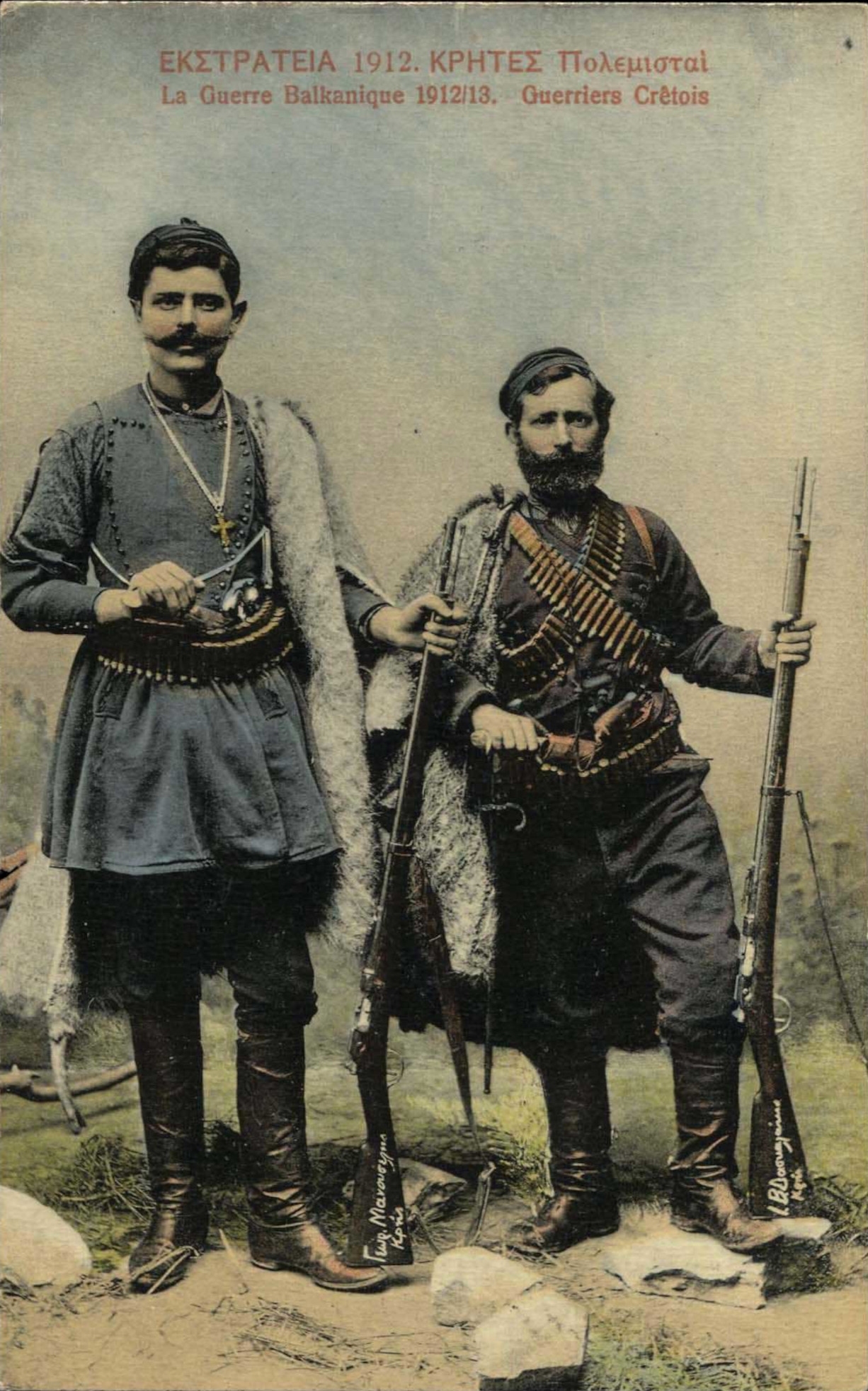
Kreta 1912
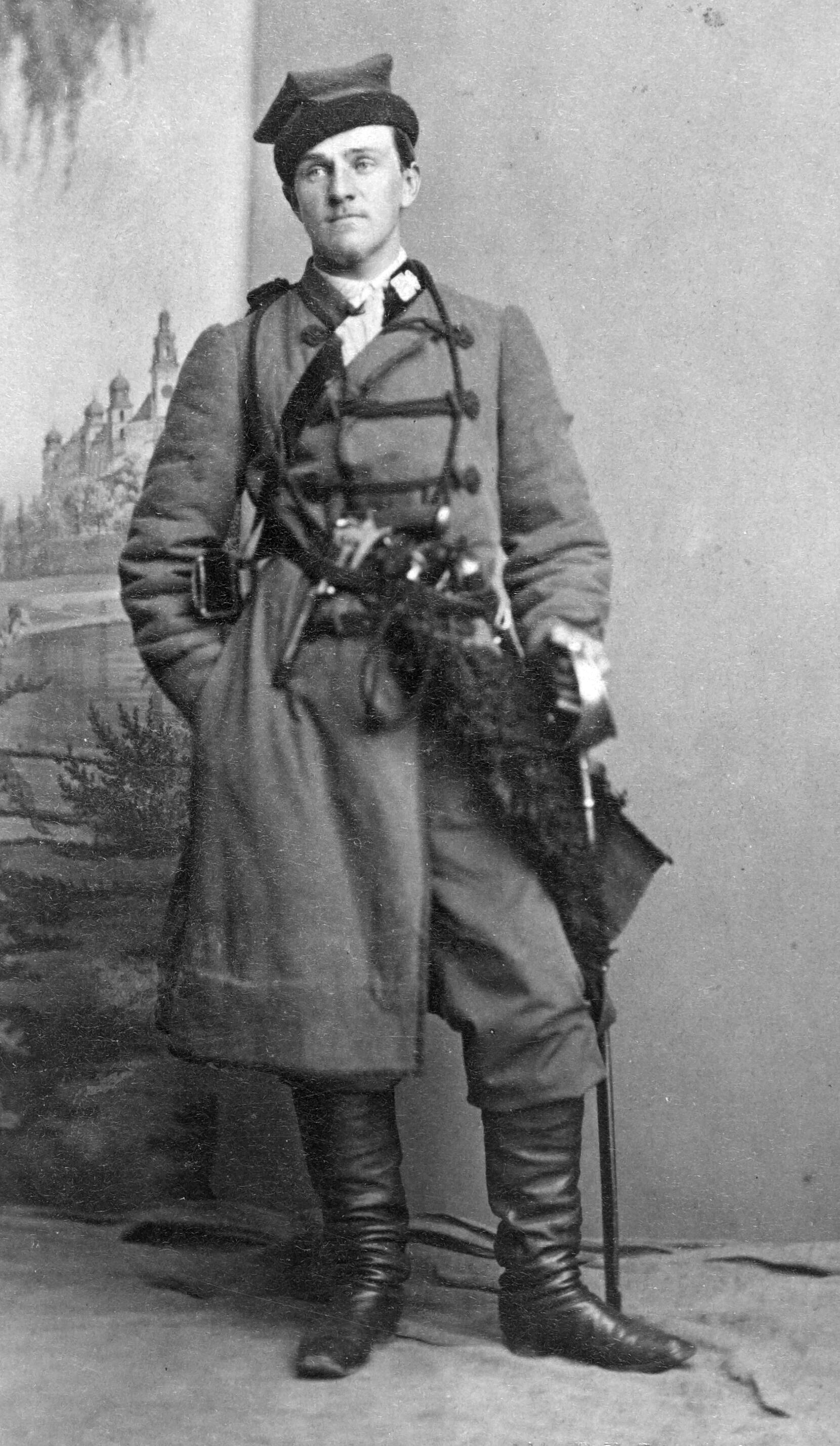
Polen 1863
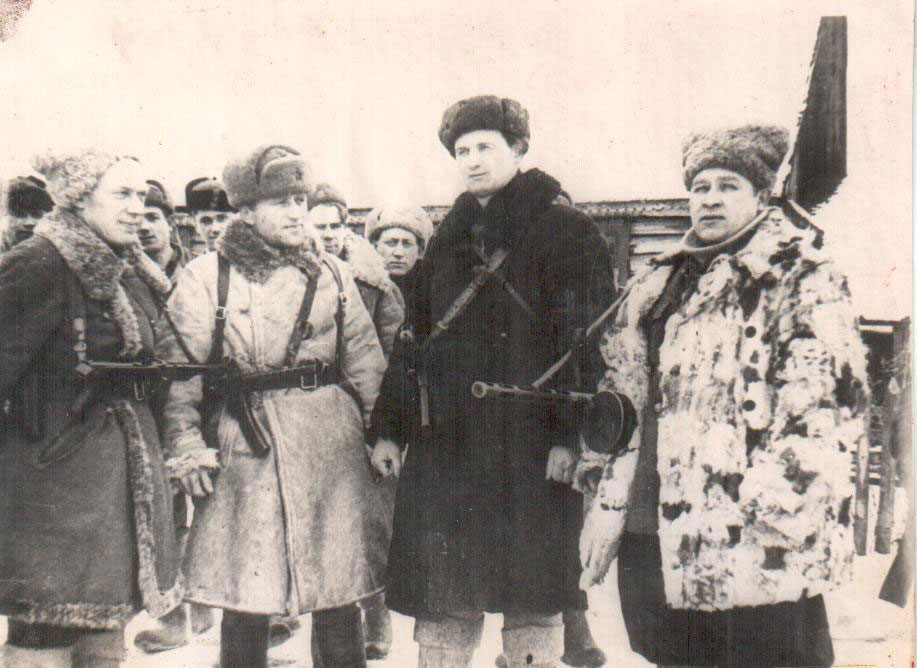
Russland 1944
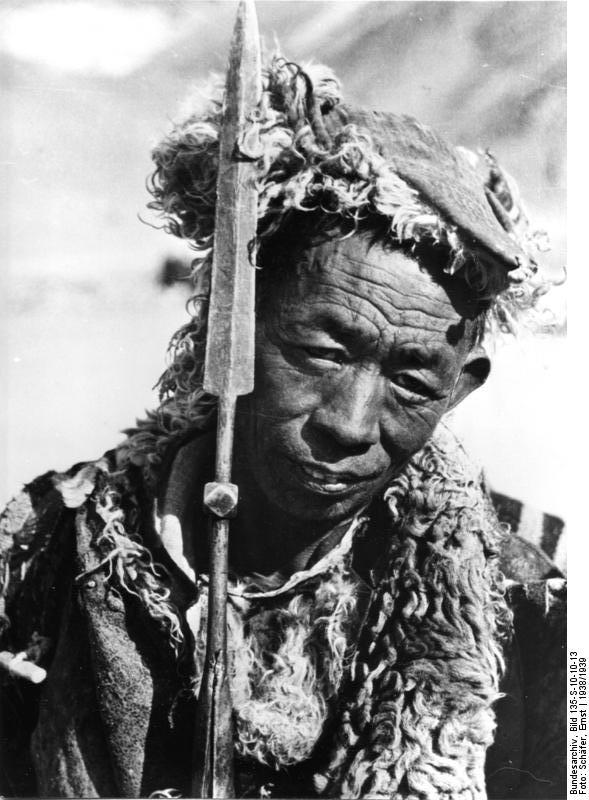
Tibet 1938

## Beschreibung der Lammfellarten nach Handelsbegriffen

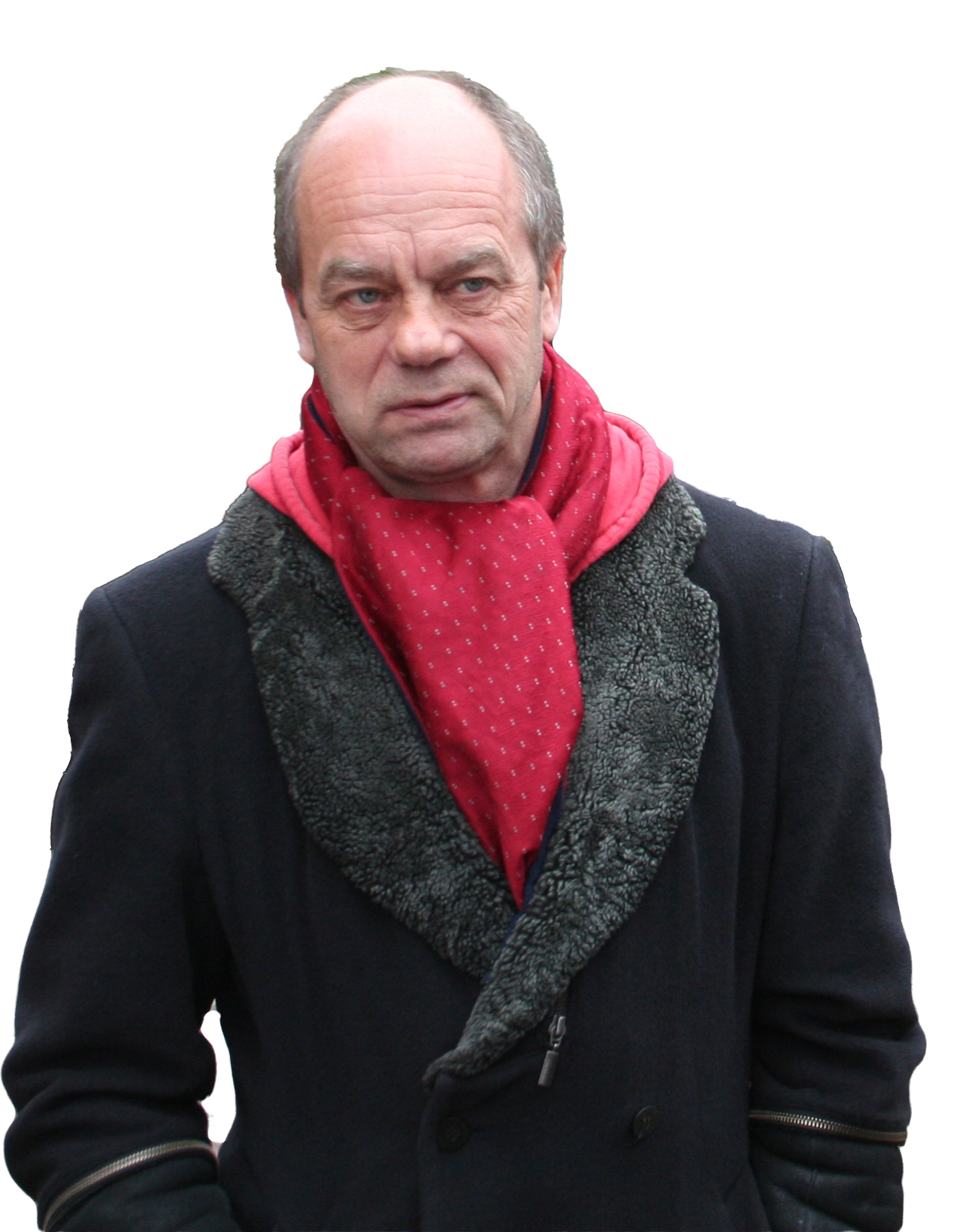
Gotlandlamm-Herrenmantel, veloutiert (2009)

Nachfolgend die Beschreibung der Lamm- und Schaffellsorten unter ihren Handelsbegriffen.
- Velours(oder Nappalan-)lamm- oder -schaffelle stellen eine besondere Veredlungsart dar, nur ein kleiner Prozentsatz unbeschädigter Felle eignet sich für die Verarbeitung mit der veredelten Fleischseite nach außen. Die Haarqualität spielt für die Eignung eine untergeordnete Rolle. Für Velourslamm wird die, in der Regel gefärbte, Lederseite samtartig geschliffen und gegen Wasseraufnahme imprägniert. Im Gegensatz zum Nappaleder, bei dem die ehemalige Haarseite beschichtet wird, trägt man bei der eventuell nachfolgenden, nappalederähnlichen Nappalanveredlung die Farbe auf die Fleischseite des Velourslammfelles auf. Die Beschichtung kann farblos oder in einer, eventuell vom Haar abweichenden Farbe erfolgen.
- Biberlamm, auch Mouton doré (Mouton d'Oré)

Beide Begriffe sind, seitdem die Veredlungsart fast nur noch für Velours- und Nappaveredlung angewandt wird, im Sprachgebrauch rückläufig. Offenbar wird das Produkt meist nur als Merino-Lamm angeboten. Für diese Veredlungsart muss die Wollfeinheit mindestens 58° betragen. Biberlammfelle sind auf 12 bis 16 mm Haarlänge geschorene Schaffelle, bei denen die natürliche Kräuselung dauerhaft durch mehrfaches Bügeln und Fixieren entfernt wurde, so dass auch Schnee und Regen keine Rückkräuselung bewirken.
Als erste hatte die Firma Liftschütz & Zickerow die Idee, Lammfelle zu bügeln. Sie gilt deshalb als Initiatorin der Biberimitation, genannt „Mouton d'Oré“. Wenn auch der Artikel veredlungstechnisch weiter entwickelt wurde, blieb das Hauptproblem lange ungelöst, dass das Fell bei Regen leider seinen Glanz verlor und wieder lockig wurde. Der Ungar Fogl wurde zufällig mit einem Pelzveredler bekannt, der ihm das Problem schilderte. Er entwickelte daraufhin ein Mittel, das alle Schwierigkeiten beseitigte. Das Mittel roch unangenehm und stechend, wurde jedoch von allen Veredlern, denen er es anbot mit sehr großem Interesse aufgenommen. Nur niemand wollte es ihm abkaufen, jede Firma hoffte von allein hinter das Geheimnis zu kommen. Jedoch ohne Erfolg, letztlich erwarb das Rezept für das sogenannte Fixierverfahren noch vor dem Zweiten Weltkrieg die Firma Pannonia aus Budapest. Es gab anschließend eine große Zahl von Nachahmungen, wegen derer das ungarische Unternehmen viele Patentschutzprozesse führte. Das im Vergleich zum Fellwert teure, weil aufwändige Veredlungsverfahren wird im Prinzip noch heute angewandt, es wurde jedoch seitdem ständig verbessert.
Die Verwendung der Lamm- und Schaffelle erfolgt insgesamt zu Bekleidung jeglicher Art, der Schaffelle außerdem zu (Auto-)Sitzbezügen, Teppichen und anderem.
Geschorene Schaffelle werden in der Krankenbehandlung gegen das Wundliegen verwendet. Sie wirken druckentlastend, reduzieren Scherkräfte und haben eine sehr gute Feuchteableitung, die der Hautmazeration vorbeugen kann. Klinische Studien sollen einen Rückgang der Dekubitusfälle belegen, wenn die Schaffelle gemäß dem australischen Standard 4480-1,1998 verwendet werden. Da diese Felle bei bis zu 95 °C waschbar sind, ist die Hygiene kein Problem mehr.

Geschorenes Lamm- und Schaffell
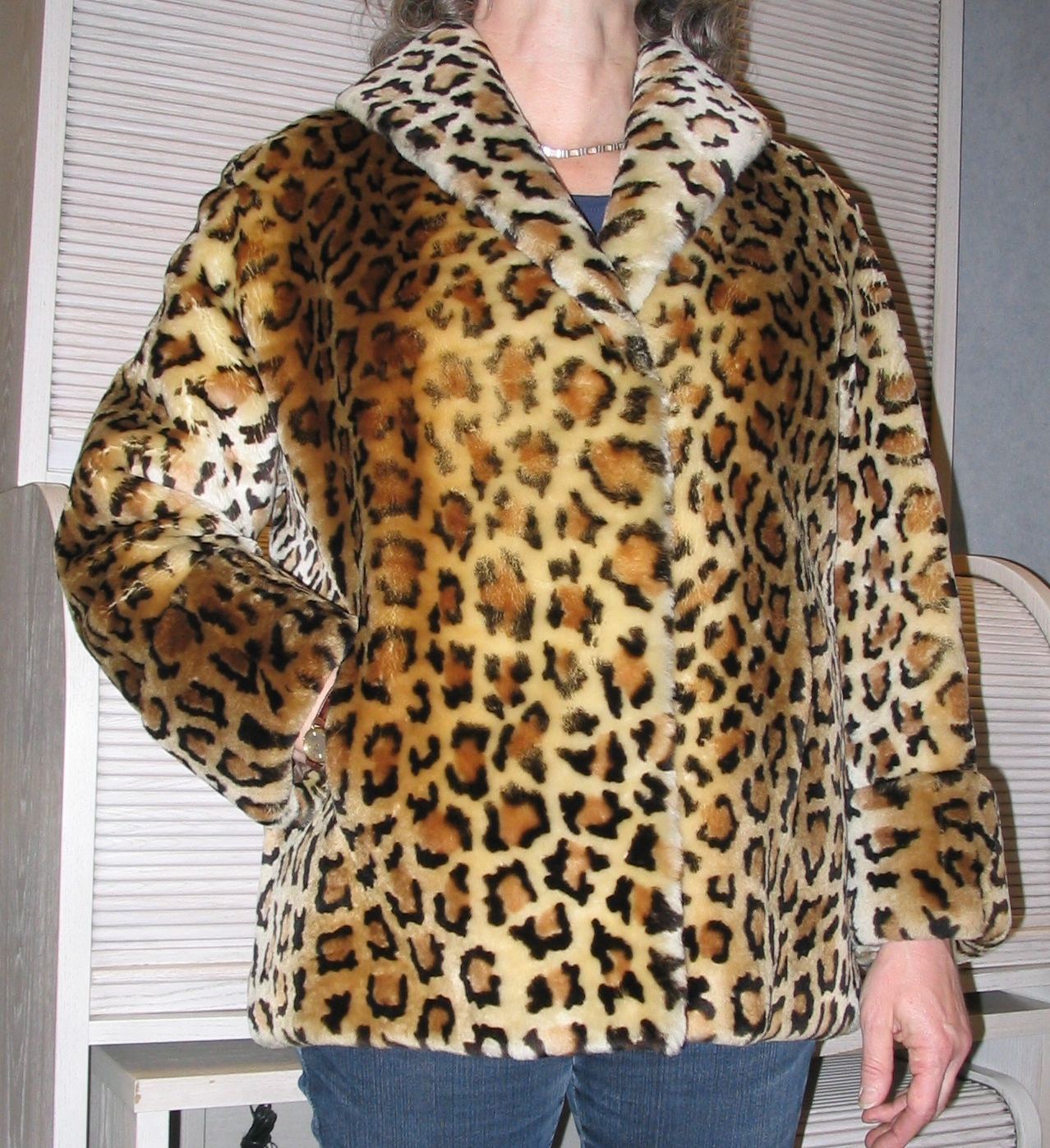
Biberlammjacke (leopardgefärbt) (1955)
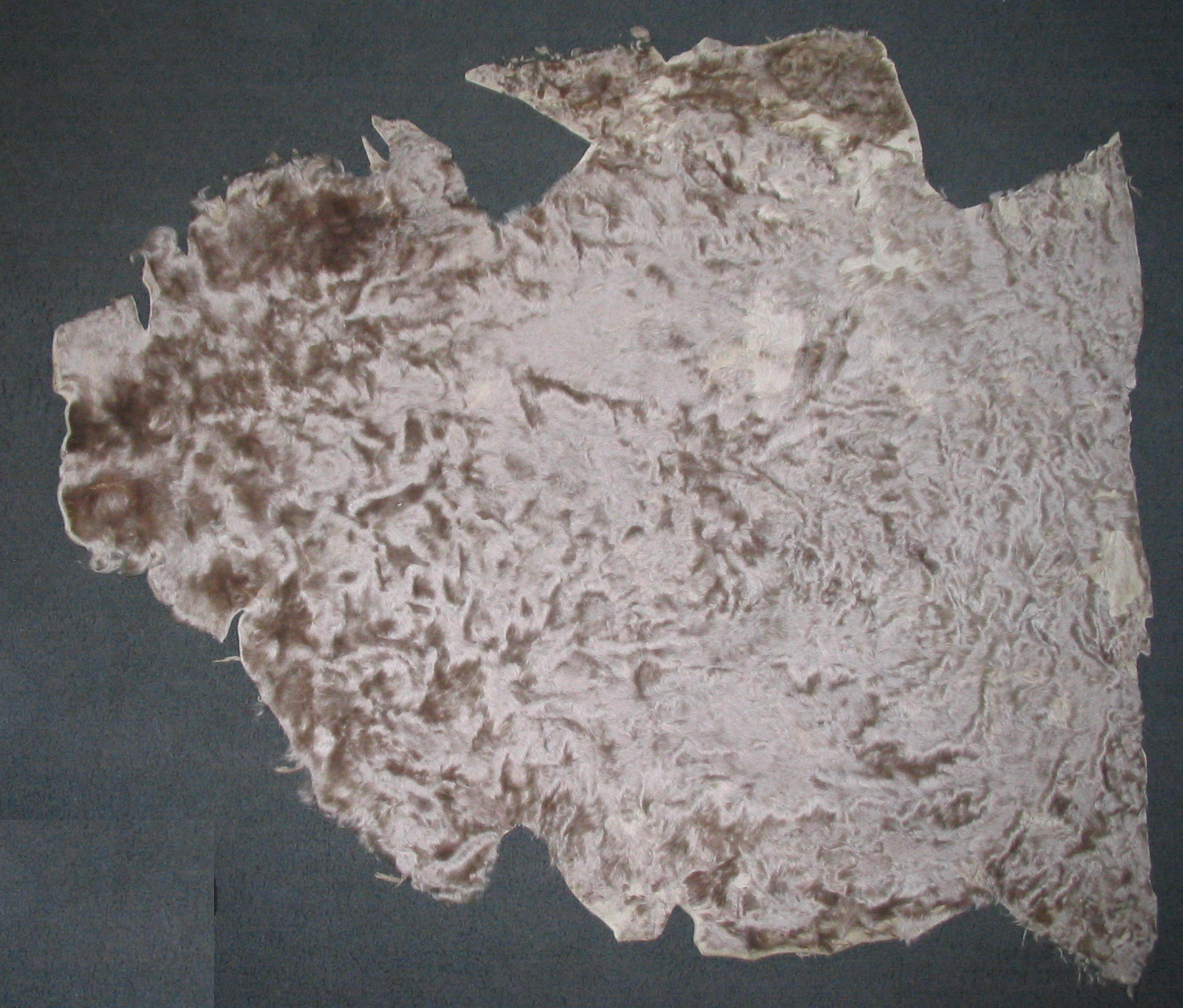
Borregos-Lammfell, gefärbt
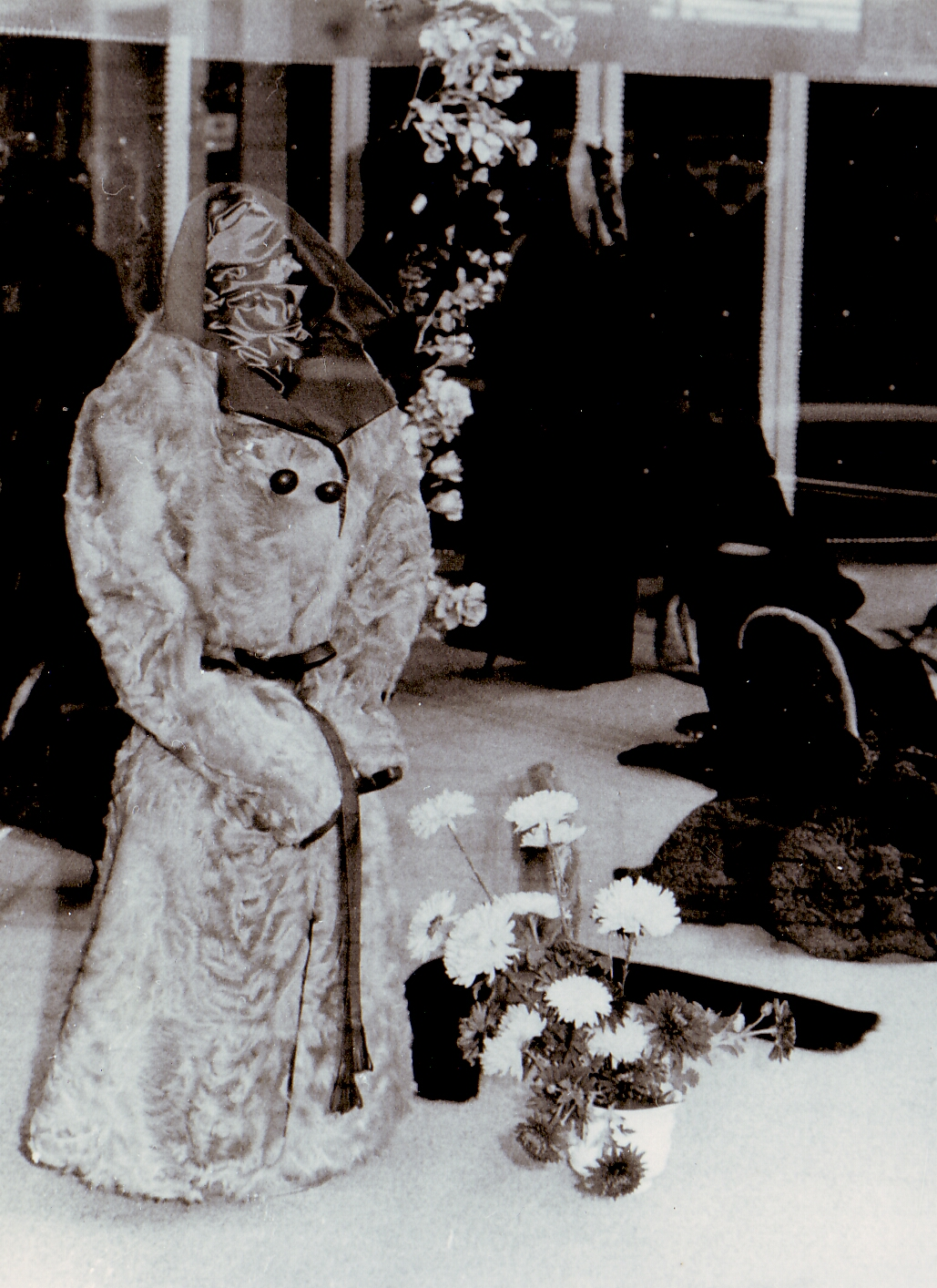
Borregos-Mantel (1965)
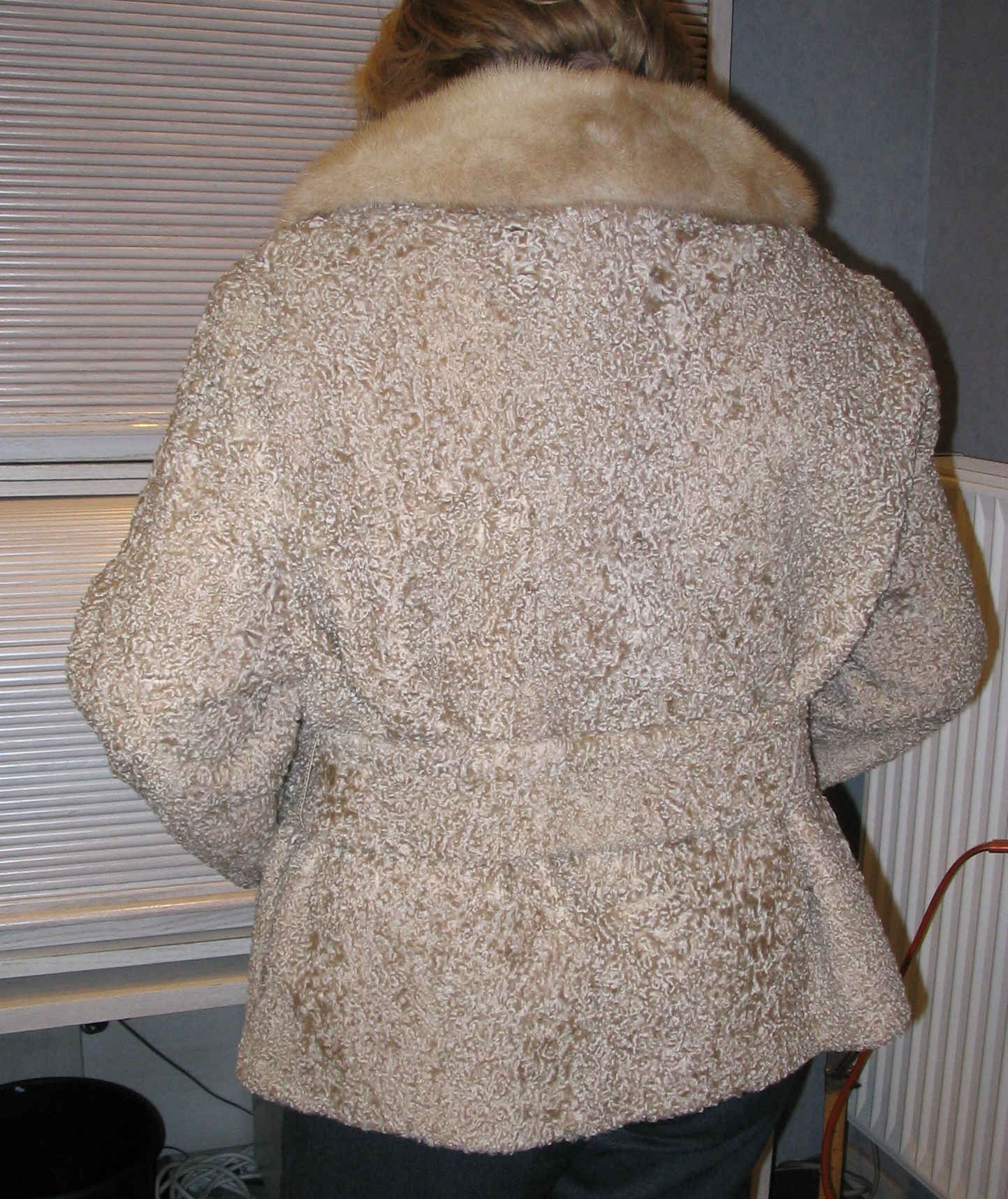
Jacke aus beige gefärbten, ungeschorenen Buenolammfellen mit Nerzkragen (ca. 1970)
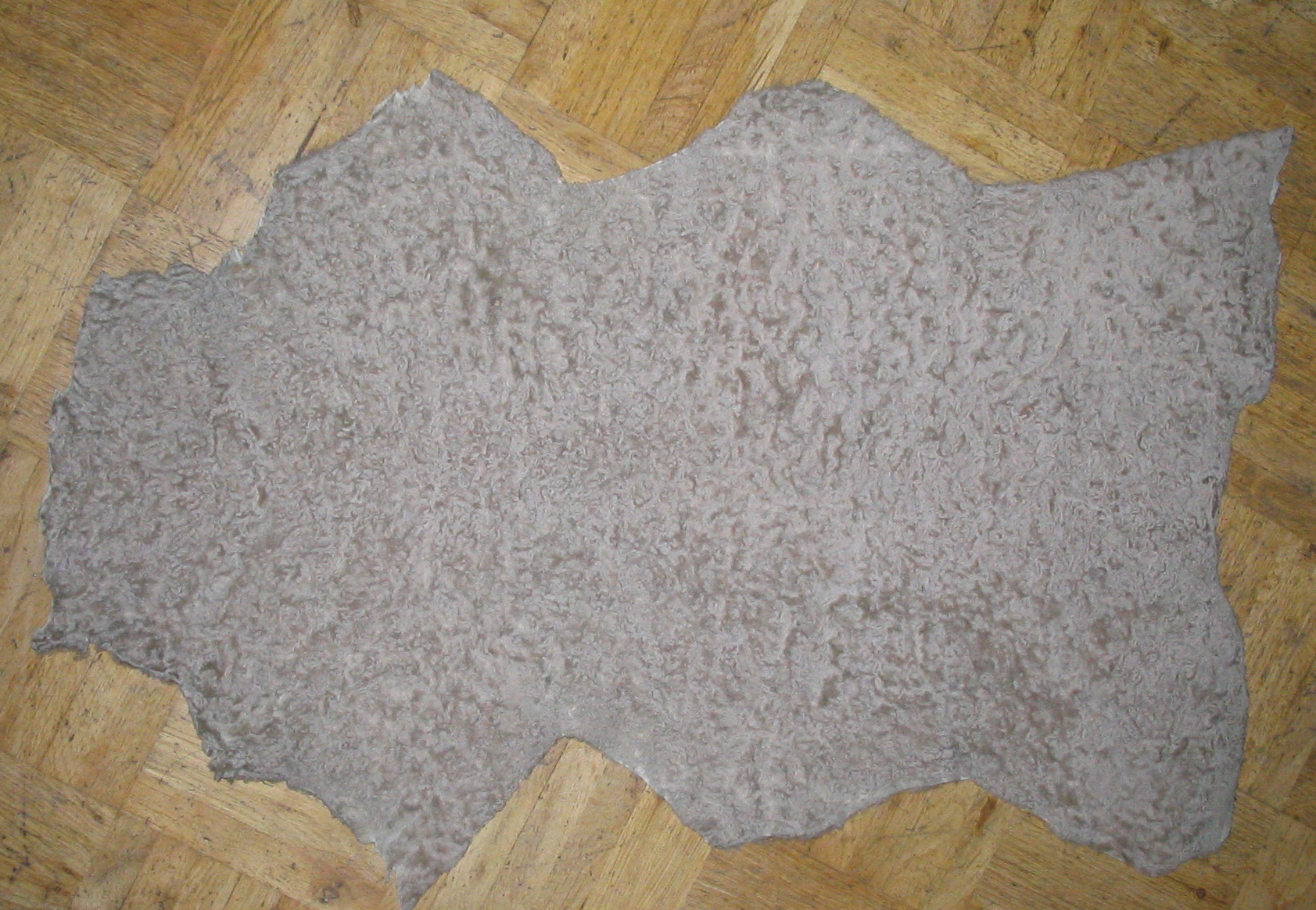
Cumafix-Lammfell
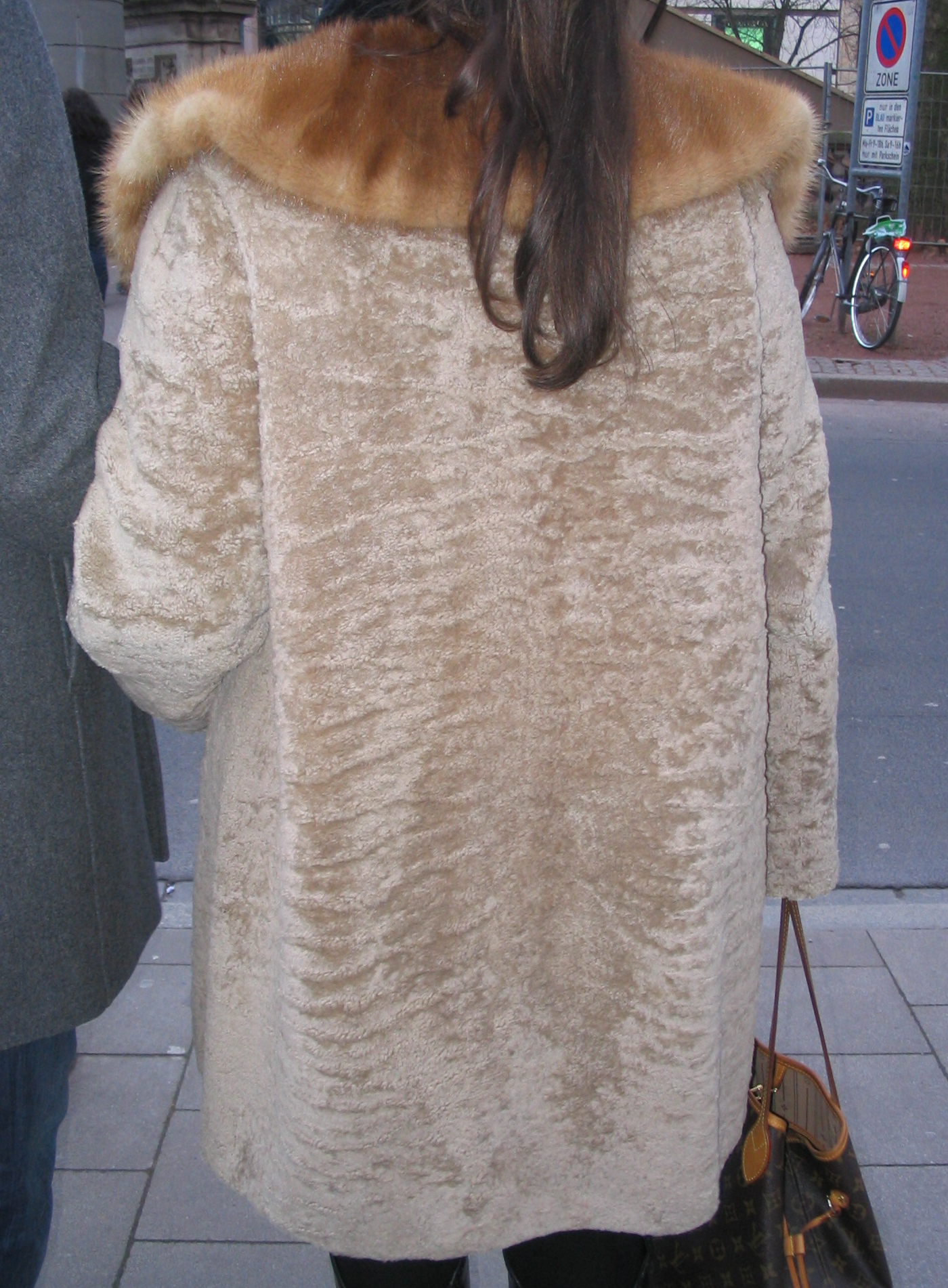
Cumafixmantel mit Nerzschweifbesatz (2012)
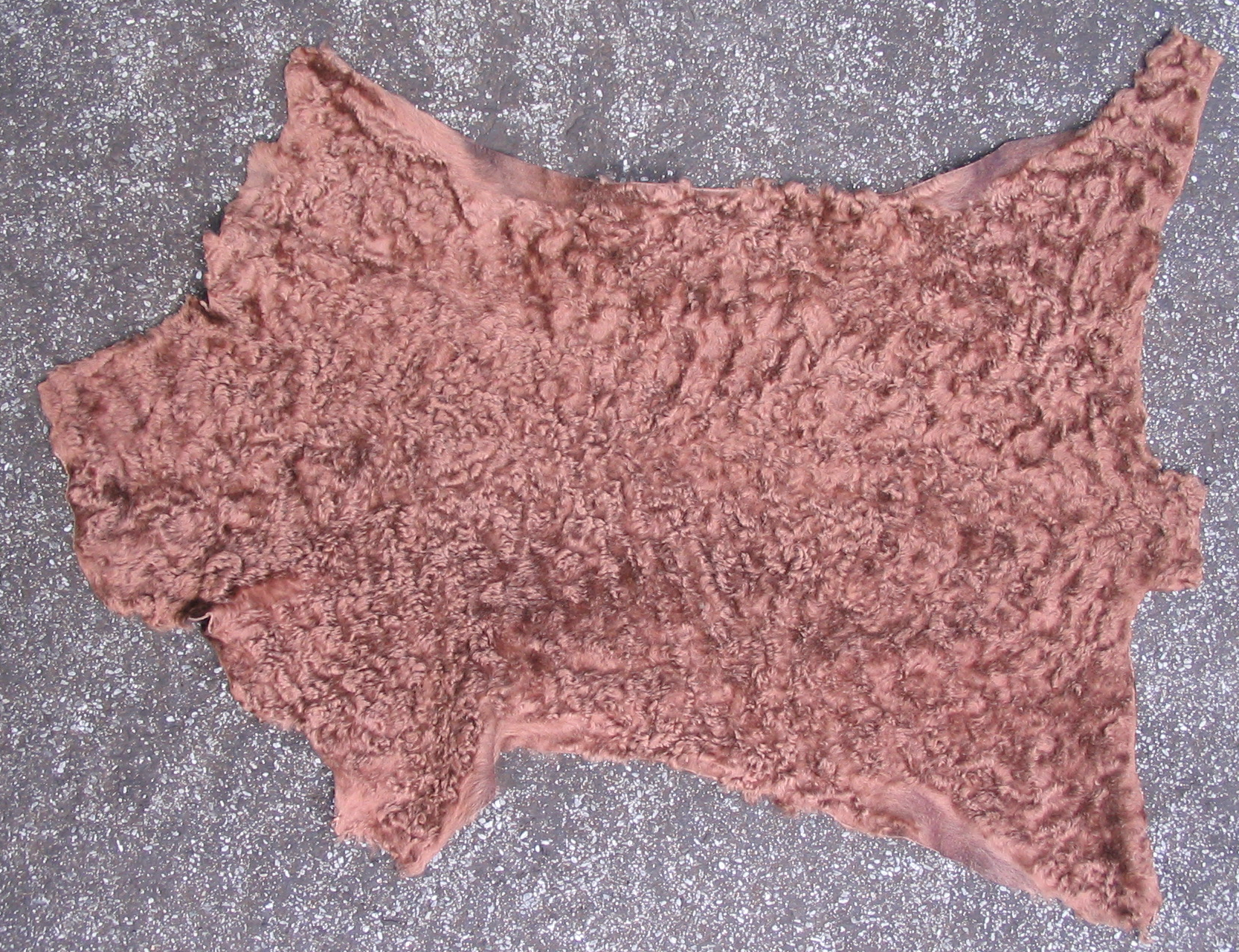
Lincoln-Lammfell gefärbt

### Indisch Lamm und Pakistanisch Lamm
Als Indisch Lamm werden in der Pelzbranche die Felle junger Lämmer einer Fettsteiß-Schafart aus dem früheren nordwestlichen Indien bezeichnet, seit der Gründung der Republik Pakistan umfasst das im Branchenjargon weiterhin auch die Felle aus dem Norden Pakistans. Im Rauchwarengroßhandel sind inzwischen ausschließlich die differenzierenden Benennungen Indische (Delhi-)Lamm und Pakistanische (Multan-)Lammfelle gebräuchlich.

### Karakul oder Persianer
→ Ergänzende Artikel: Karakulschaf und Persianer
Das Karakulfell oder Persianerfell ist das Fell des Lamms des Karakulschafs. Es unterscheidet sich von anderen Lammfellen durch seine besonders gelockte oder moirierte Behaarung.

#### Breitschwanz, Persianer-Breitschwanz
Breitschwanzfelle ohne zusätzliche Herkunftsbezeichnung stammen von zu früh geborenen, nicht normal ausgetragenen Karakullämmern russischen oder afghanischen Herkommens.

### Merinolamm und Schmaschen

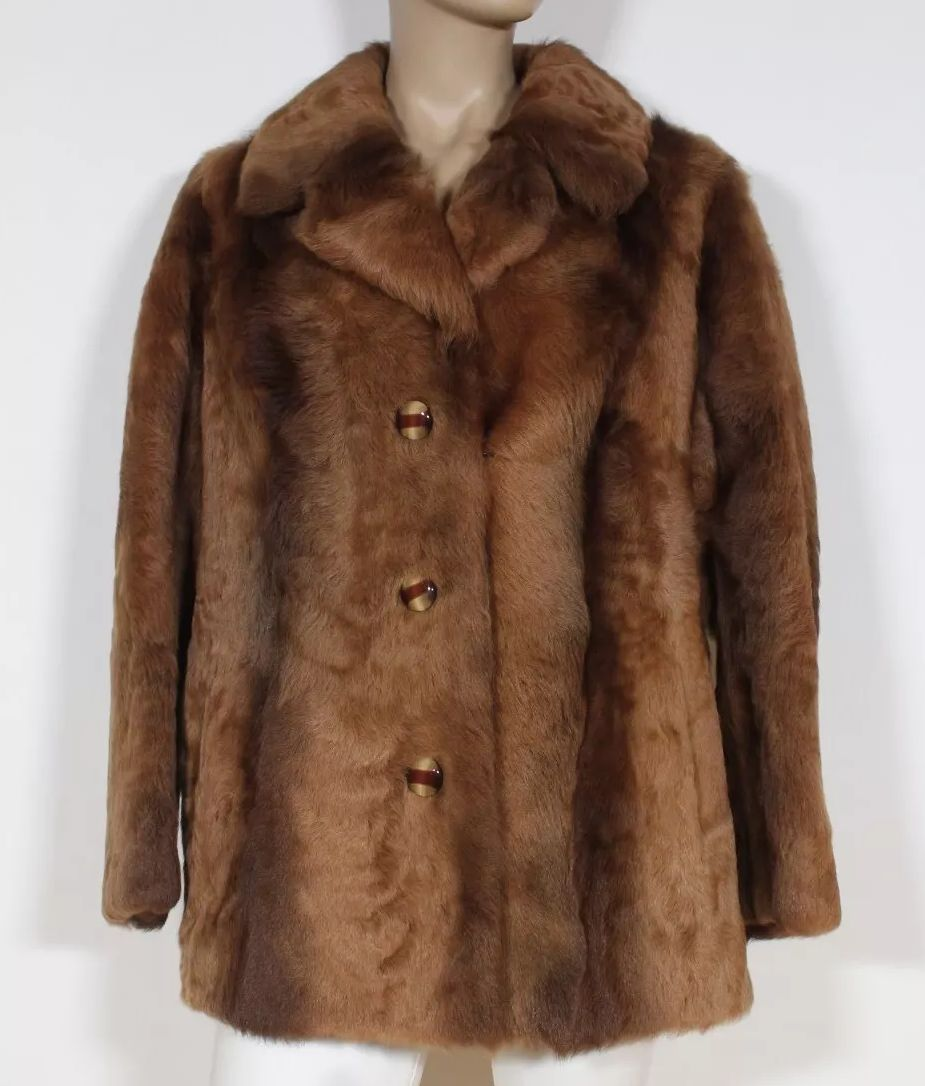
Calayosjacke, gefärbt und grotziert (etwa 1985)

Die Felle der Jungschafe sind unter den verschiedensten Bezeichnungen im Handel, dieses Kapitel behandelt die Felle der so genannten Wollschafrassen.
A: Schmaschen

Lammfell-Schmaschen. Historische Arbeitsskizzen.
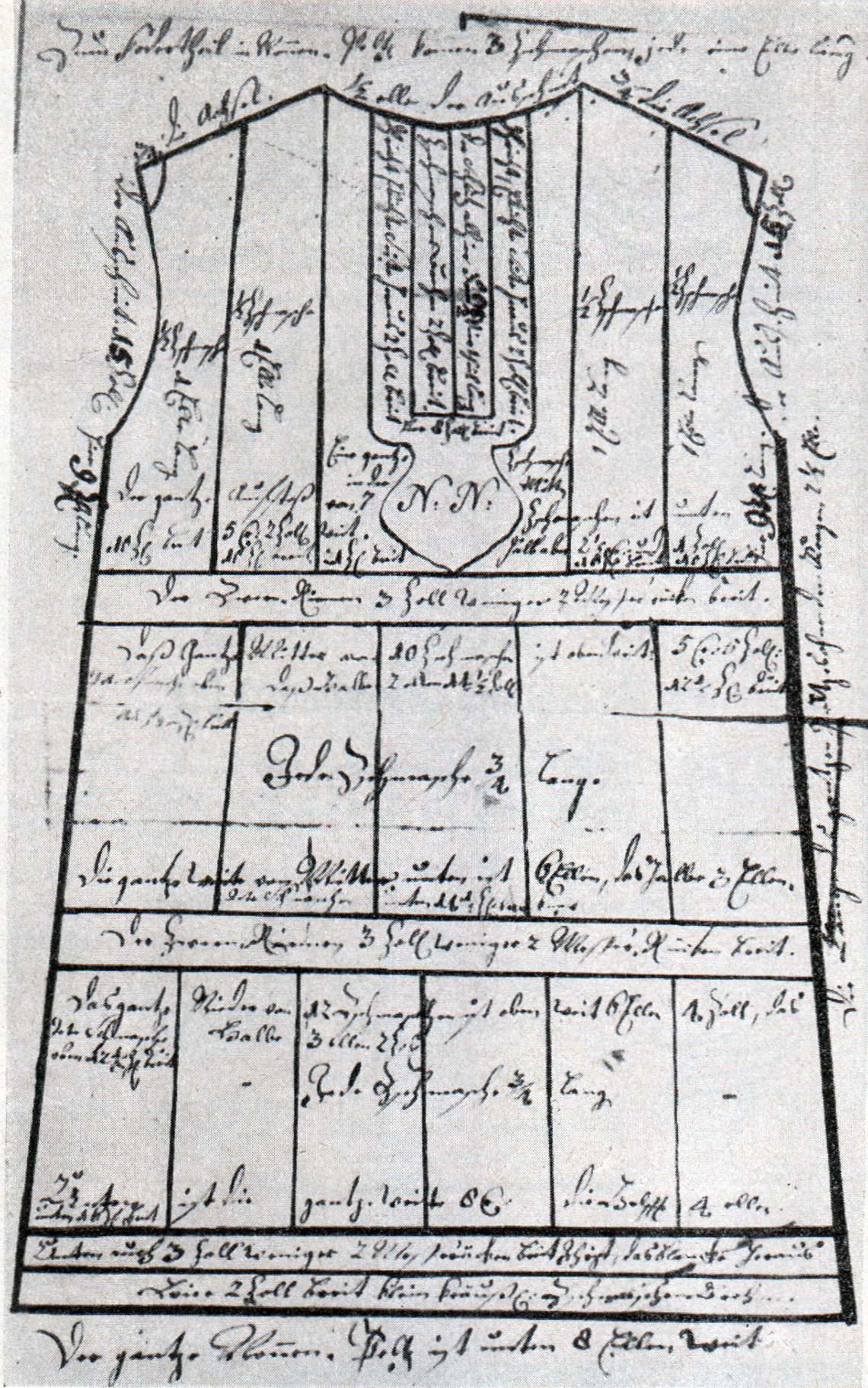
Vorderteil eines Frauenpelzes (Meisterstück, Leipzig 1755)
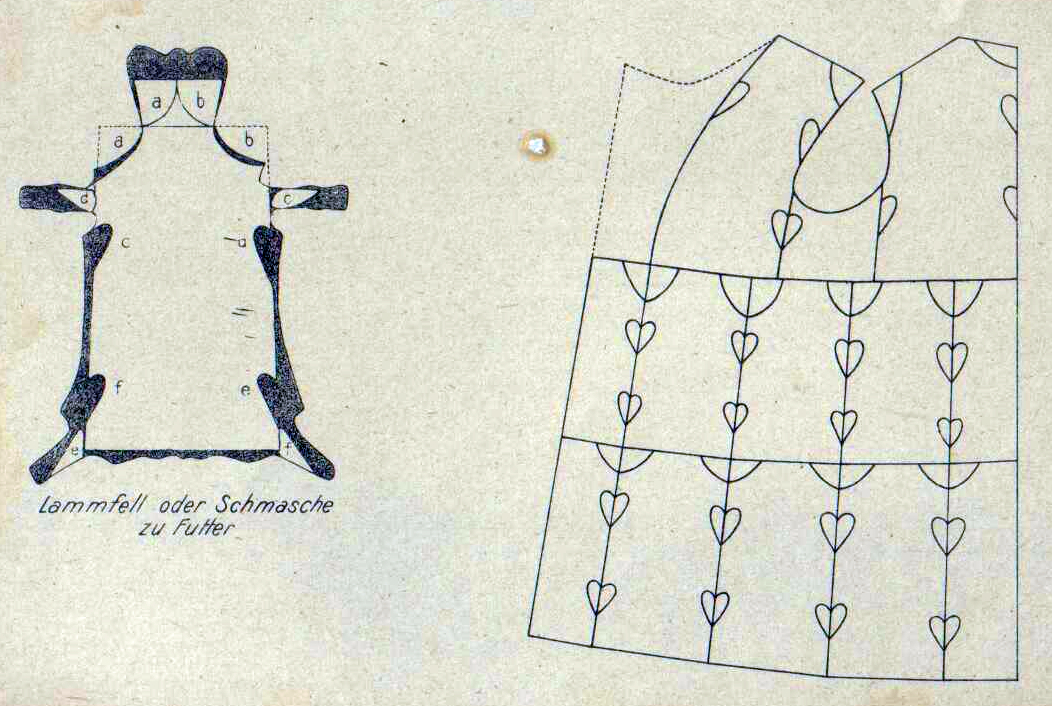
Fellzuschnitt und Innenfutter (1895)

Schmaschen (früher auch Schmosen) sind die Felle ein bis zwei Tage alter, auch früh- oder totgeborener Lämmer. Sie sind klein bis mittelgroß; die Behaarung je nach Rasse unterschiedlich, doch meist kurz und flach, niederlockig und dünn. Felle einige Tage alter Tiere haben eine den Caloyos ähnliche Zeichnung, sie werden als Forsche. bezeichnet.
1. Hauptsächlich kommen die Felle aus Südamerika.
2. → Hauptartikel: Buenolamm
Die zum Tiefscheren verwendeten Felle haben eine Felllänge von etwa 40 bis 60 cm, das weiße Haar hat eine knöpfchenartige Locke. Am Haargrund weisen sie ein besonderes Moiré auf, das an die Zeichnung besonders ausgeprägt gezeichneter Breitschwanzfelle oder Swakara-Persianer erinnert. Indem man sie tiefschert kommt dieses attraktive Haarbild zum Vorschein.
Im Handel waren sie unter Namen wie Bueno- oder Bueno-Aires-Breitschwanz-Schmaschen, gut gezeichnete als Amerikanischer Breitschwanz oder Bueno-Breitschwanz, heute meist einfach als Bueno oder Bueno-Lamm gehandelt. Noch tiefer geschorene Felle älterer Tiere werden als Borrequito (Medianito) bezeichnet, die noch älterer Tiere als Borrego (Mediano). Unter dem Fabrikausdruck Tuky-(Tucky)-Breitschwanz (spr. Taki) kamen Breitschwanzimitationen mit etwas breitstreifiger Maserung in den Handel.[30] Je ausgewachsener das Fell ist, umso dicker ist das Leder und desto verschwommener ist die Zeichnung.
  - Große Mengen liefert Argentinien. Die sehr scharf gelockten, breit gezeichneten, grobhaarigen Lammfelle werden als Lincoln-Schmaschen gehandelt. Beginnend etwa seit den 1930er Jahren waren sie ein bedeutender Handelsartikel, mit Absatz insbesondere in Europa und Amerika.

 Borregos, in Argentinien Borregos-Lincoln nach der Schafrasse. Borregos-Finos nennt man dort feinwollige Felle, die für Biberlamm, Westenfutter und anderes verwendet werden können. Um 1969 fielen jährlich etwa 200 bis 240 Tausend Stück in den Monaten November/Dezember an, etwa die gleiche Menge als späterer Nachfall Ende Januar, Anfang Februar. Die Fellgröße der sechs bis neun Monate alten Lämmer beträgt überwiegend 5 bis 7 Quadratfuß. Nach Angabe eines damaligen Spezialhändlers für südamerikanische Rohfelle liefern nur gesunde Felle bester Fleischqualität das moirierte, seidige und im Leder leichte Fell. „Campos“-Felle stammen von Landschlachtungen und sind oft nicht so sorgfältig behandelt, nicht gespannt oder rahmengetrocknet, wie die aus den großen Schlachthäusern, den Fricaderos, man kann sie allenthalben über den Gartenzaun zum Trocknen gehängt sehen. Die meisten Felle kommen luftgetrocknet in den Handel, nur selten gesalzen, aus Platzmangel von den großen Schlachthäusern. Fast immer wurden die Felle zur Wollverwertung (Glanzwolle, vorwiegend für die amerikanische Teppichindustrie) und zur Frachtkostenersparnis in Buenos Aires auf eine Wollhöhe von 1 bis 2 cm mit kleinen Handschermaschinen bereits vorgeschoren, die Haarlänge beträgt in dem Alter bereits 10 bis 20 cm. In Ballen zu 400 bis 450 Kilogramm gepresst, mit einem Volumen von etwa einem Kubikmeter, damals bereits seit Jahrzehnten Usus, obwohl die Fracht längst nicht mehr nach Rauminhalt, sondern nach Gewicht berechnet und dann exportiert wurde.[31]
Criollos wurden Lincolnfelle kreolischer Züchter genannt, die qualitativ als geringer galten und von denen nur die besten Qualitäten exportiert wurde, die sich trotzdem nur für zweitklassiges Handschuhleder eigneten.[32]
Córdoba-Schmaschen sind mehr ziegenartig grob im Haar und werden hauptsächlich zu Pelzinnenfuttern verarbeitet.
  - Felle aus Uruguay sind als Montevideo-Schmaschen im Handel. Sie sind sehr feinwollig; engrippiger gezeichnet als die Montevideo-Schmaschen; das Leder ist dünner als bei anderen Provenienzen. Weniger dünnledrige Sorten können entlockt werden, sie wurden braun gefärbt und waren dann als Nutriette-Schmaschen im Handel. Sie werden als Futter für Stoffmäntel, für Handschuhe und andere Kleidungsstücke verarbeitet.

Auch von diesen wurden die besten Sorten als Bueno-Breitschwanz bezeichnet
  - Peru, Chile und Brasilien

Von hier kommen feinseidige Schmaschen, insbesondere die aus Peru sind wegen ihres flammigen Charakters gut für Mäntel geeignet, jedoch gelangen nur geringe Mengen in den Handel (1988). Die unter der Bezeichnung „Perusianer“ gehandelten Schmaschen kamen dagegen aus Kleinasien.
Nachdem die Anlieferungen aus Spanien aufhörten waren nur noch peruanische Caloyos im Handel (1988). Spanische Caloyos sind im Körper etwa zehn Prozent größer, stärker im Leder und haben eine kräftigere Unterwolle. Die Haarlänge eines typischen Caloyo beträgt etwa zehn Millimeter. Das Gewicht spanischer Ware soll nach Angaben eines damals führenden Caloyoshändlers pro 100 Felle 11,5 kg, das von südamerikanischen Fellen 6,2 kg nicht übersteigen. Nach seinen Angaben beginnt die Wirtschaftlichkeit eines einzigen Manipulationsgangs für diesen Artikel wegen der Differenziertheit in der Struktur und Farbe der Felle bei 20 Tausend Stück.[33]
3. Europa

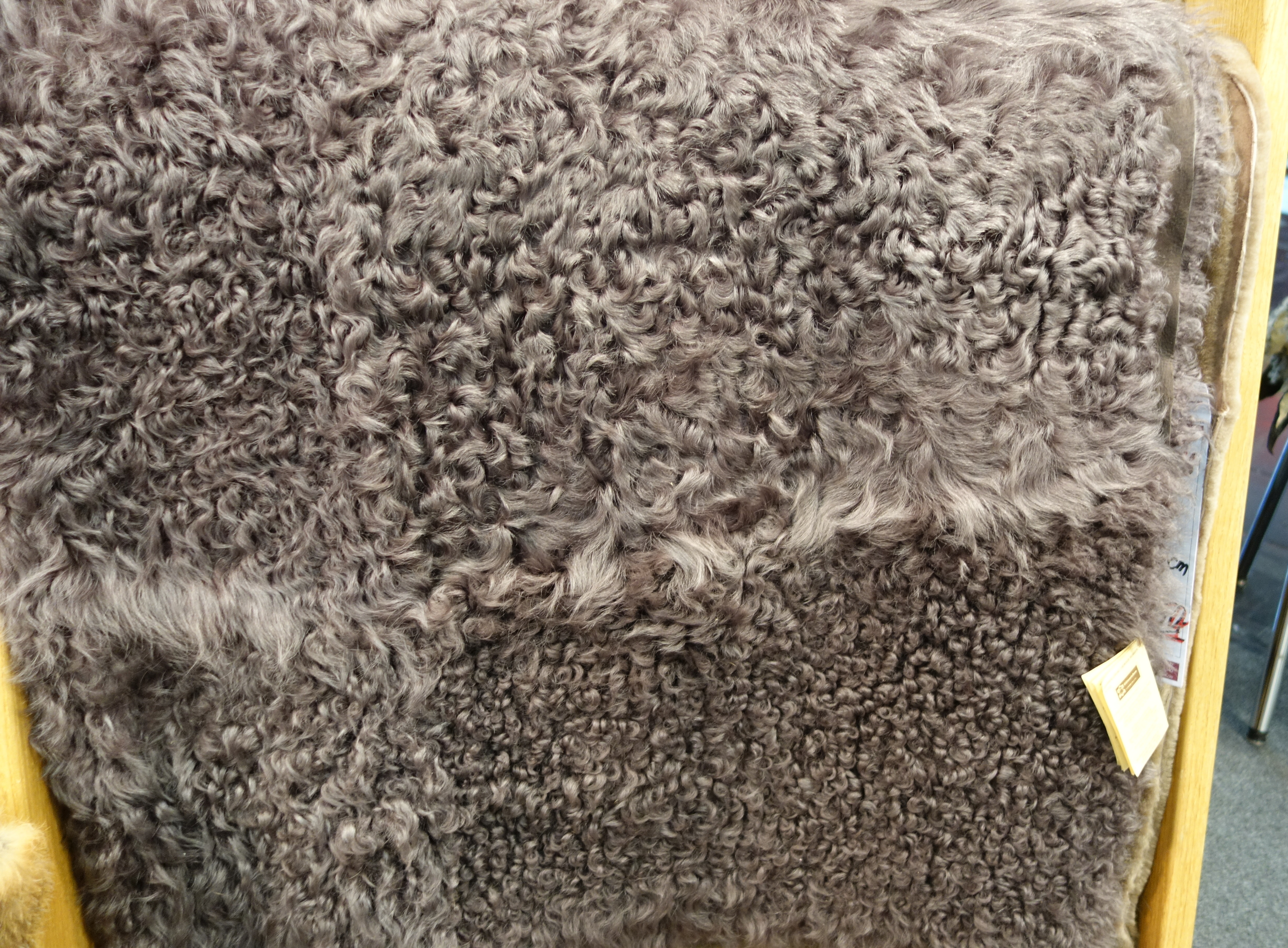
Tigrados-Felltafel, gefärbt

1. - Aus Spanien kamen kleinere und im Leder dünnere Felle, 1988 hieß es bereits, die Lieferungen seien inzwischen fast ganz ausgeblieben.

Um 1900 wurden Schmaschen außer zu Innenfutter häufig zu Fuß- und Handwärmern aller Art verarbeitet. Eine Sorte, die nur aus Spanien kam, war auch schwarz. Diese waren unter dem Namen spanische Socken oder Bearner Socken im Handel.[34]
  - Tigrados, spanische gelockte Lamm bzw. Schaffelle.

Handelsnamen weiterer Sorten sind:
1. Calayos (Caloyos). Sie sind teils sehr seidig, teils grobwollig und meist geflammt.
Die raucheren Sorten mit mehr Lammfellcharakter werden als Pellicones gehandelt. Die besten kommen aus Aragonien und sind als Aragon-Calayos im Handel.
Geringere Qualitäten kommen auch aus Italien und Griechenland.
  - Gute, seidig glänzende Calayos werden für Jacken und Mäntel verwendet; die feinwolligen, im Leder stärkeren Sorten, die als Innenfutter Verwendung finden, werden als Merinillas gehandelt (auch die italienischen und deutschen Schmaschen).
2. Italien, Sardinien, Korsika
Die Qualität ist wegen der vielen Schafrassen sehr unterschiedlich, der Anfall ist erheblich. Um 1925 kamen jährlich etwa eine Million der kleinen, glatthaarigen Kalabreser in den Handel.[35] Verwendung für Innenfutter, Handschuhe und Ähnliches.
3. Belgien, Schottland, Island
Die lincolnähnlichen Felle sind infolge der mit Teerfarbe aufgemalten Nummern nur bedingt brauchbar.
4. Türkei –– Syrien
Die oft seidigen und rauchen Aleppo-Schmaschen sind für Pelzzwecke gut geeignet, sofern sie nicht scheckig sind.

Insgesamt unterscheidet man bei Schmaschen zwischen Tanners = Gerberfelle (für Handschuhfutter und Lederproduktion) und Furriers = Pelzfelle.

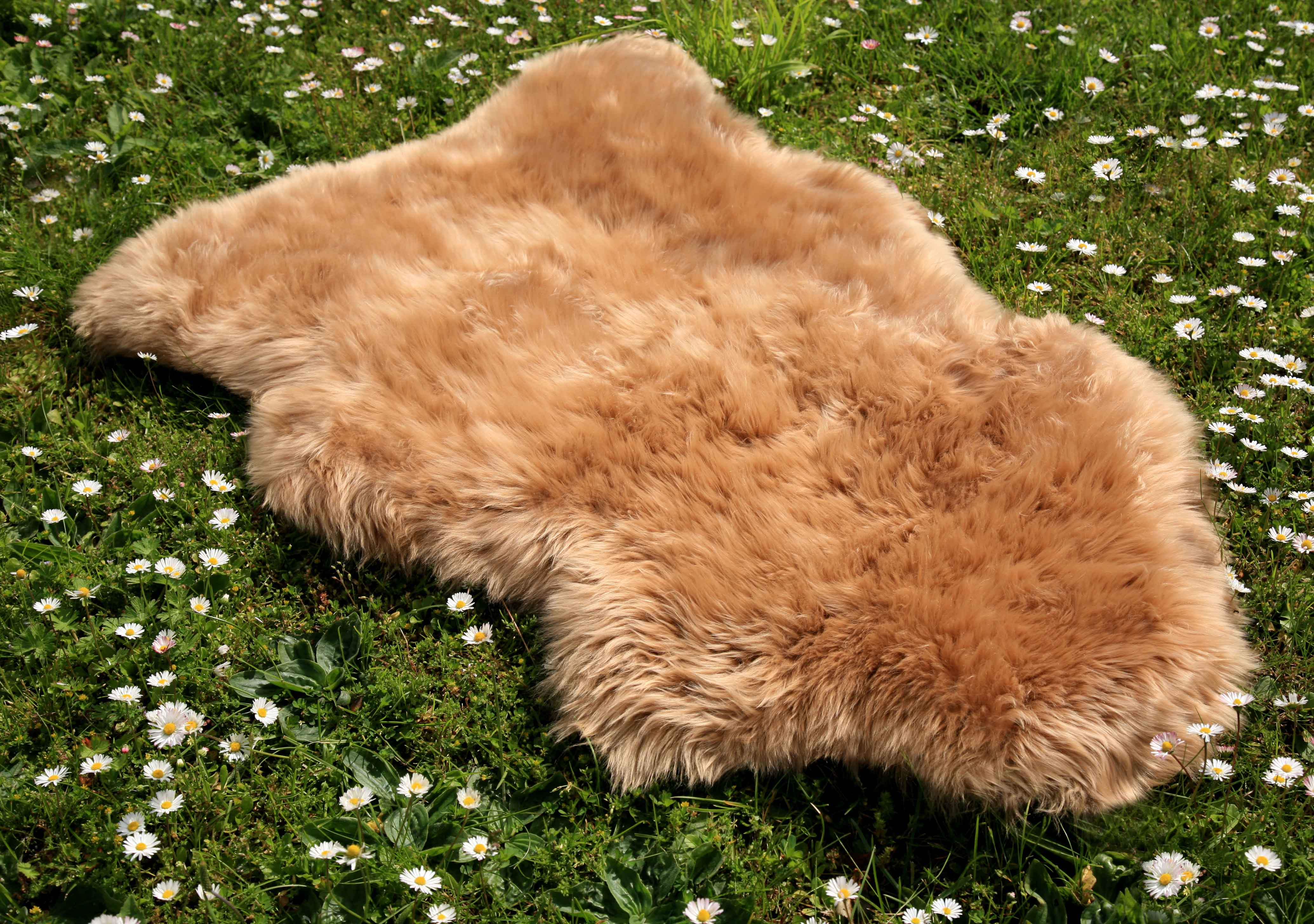
Australisches Merinolammfell, gefärbt

B: Merinos

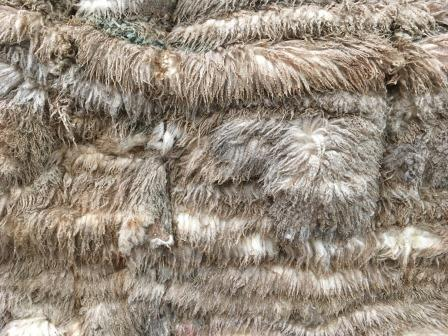
Original Australische Merino Lammfelle, gesalzen

sind die Felle von bis zu einem Jahr alten Lämmern. Sie müssen nicht unbedingt von reinrassigen Merinoschafen stammen, teilweise werden auch Felle von Kreuzungen oder von anderen Wollschafen unter dem Namen gehandelt.
- Die Felle aus Frankreich und Spanien sind teils seidig und gut im Leder, teils glatt, manchmal gröber. Lechales sind sehr kleine Felle spanischer Lämmern die noch nicht geweidet haben.
- Italien unterscheidet drei Hauptsorten, die langhaarigen Lammfelle (Italienisch Lamm, Oberhaarware), Bastards (Crossbredschaf, aus Kreuzzuchten; merinoartig; für Scherzwecke oder als Futterware) und Merinos (meist zum Scheren).

Die besten Felle sind die Toskaner; die Abruzzen sind wolliger; die Römer sind am Fellboden moiriert und werden nach dem Scheren als Embros gehandelt („woher der Name stammt, weiß man nicht“).
Weitere Handelsnamen sind Triestiner (meist für Leder), Abruzzen (wolliger, auch gut langhaarig), Manfredonier (sehr seidig, gut geeignet für Biber oder Nutriaimitationen (Biberlamm, Nutrialamm)); Sizilien, Sardinien (mehr gewellt, teils schöner Glanz).
- Aus den Balkanländern kommen Hochschurfelle vor allem aus Bulgarien und Ungarn, für Innenfutter geeignete Ware aus Rumänien, Bulgarien, Jugoslawien und Griechenland.

Siebenbürgerfelle aus dem heutigen Rumänien zeichnen sich durch eminente Dauerhaftigkeit aus. Sie haben ein dickes Leder und eine nach der Spitze zu in Löckchen zusammengedrehte, außerordentlich dichte und warme Wolle.
Die seidigen Merinos waren 1891 noch nur für die Wollproduktion begehrt, denn sie repräsentieren nicht genug als Fell, als Pelzwerk weil das Fell vollständig wollig, grannenlos und ohne jede Zeichnung keinen Charakter hat. Gerade diese Eigenschaften machen das Material heute für die Velours- und Nappalammbekleidung so geeignet.
- Felle aus Nordeuropa werden geschoren, naturell oder gefärbt verarbeitet.

In den 1920er Jahren wurde man in Schweden darauf aufmerksam, dass das dortige „gotländische Freigangschafs“ sich gut für Pelzzwecke eignete. Da die mittelgraue Farbe am begehrtesten war, verlegte sich die Zucht von den anfangs auch noch schwarzen und weißen Schafen ausschließlich auf diesen Typ, nur Kopf und Beine sind schwarz. Beginnend in den 1940er Jahren wurde die Fellart unter der Bezeichnung Gotlandlamm, später offiziell „schwedisches Pelzschaf“ genannt, auch unter dem Fellhandelsnamen Viking-Lamm, als strapazierfähige Pelzkonfektion mit dem Haar nach außen, über zwei Jahrzehnte lang sehr beliebt. Für einen Mantel von 110 Zentimeter Länge werden etwa 6 bis 6 ½ Felle benötigt. Ein entscheidender wirtschaftlicher Vorteil gegenüber den dazu noch bedeutend kleinflächigeren Fellen jüngerer Lämmer ist, die Fellreife tritt gleichzeitig mit der Schlachtreife, im Alter von vier bis fünf Monaten, ein. Der Artikel „Heidschnucke“ erwähnt das Gotlandpelzschaf als eine „Spezialität der ehemaligen DDR: Umzüchtung des Gotlandschafes mit Karakulschafen“.
Die Amerikaner bezeichnen die zugerichteten Schaffelle aus Mitteleuropa als Alpine Lamb, ehemals mit dem Phantasie-Handelsnamen Mandel Lamb.
- Deutsche Schaffelle waren früher wegen des strohigen Haars und einer stärkeren Fetthaltigkeit des Leders für die Hochschur-Veredlung nicht zu verwenden. In der Nachkriegszeit gelang auch hier die Veredlung für einen Großteil der anfallenden Ware in eine einwandfreie Qualität.

Deutsche Schaffellanlieferungen werden gewichtsmäßig übernommen. Gesalzene Ware eignet sich für Pelzzwecke besser als getrocknete. Seidige Felle ergeben eine bessere Qualität als wollige. Dickledrige und stark natur-fetthaltige Ware ist geringer im Preis. Weitere Wertminderungen sind Farbstempel und Blutflecken, da bei letzteren an den Stellen oft Haarlässigkeit auftritt.
Dort wo man Schafzucht betreibt, fallen Lamm- und Schaffelle an. Teils werden sie als Fell verwendet, teils als Leder. Sie stammen von den verschiedensten Rassen, die zunächst für die Woll-, Fleisch- und Milchgewinnung gehalten werden.
- Aus Übersee – außer Südamerika, siehe am Anfang des Artikels – kommen Felle, die je nach Veredlung andere Handelsnamen haben, aus denen man die Herkunft nicht ohne weiteres erkennen kann.
- Aus Island kamen früher großlockige Felle unter dem Handelsnamen Clondyke, später kleinlockige Felle die meist schon im Land zu Konfektion verarbeitet wurde (Stand 1988). Um 1925 waren sie ein beliebtes Material für Kinderjacken und -garnituren (Muff, Mütze, Schal, Handschuhe). Der Export betrug zu dieser Zeit selten mehr als 20 Tausend Felle.
- Vor dem Ersten Weltkrieg waren Felle der so genannten Angoraschafe für Bettvorleger und Felldecken sehr beliebt. Sie hatten eine etwa 20 cm lange Wolle, die meist in Fantasiefarben eingefärbt wurde. Die Felle stammten von englischen Lincoln- und Leicesterschafen. Kurzgeschorene Angoraschafe hießen in England Kavalleriefelle, weil sie für Schabracken der Reiterei verwendet wurden.

Schafrassen in Deutschland
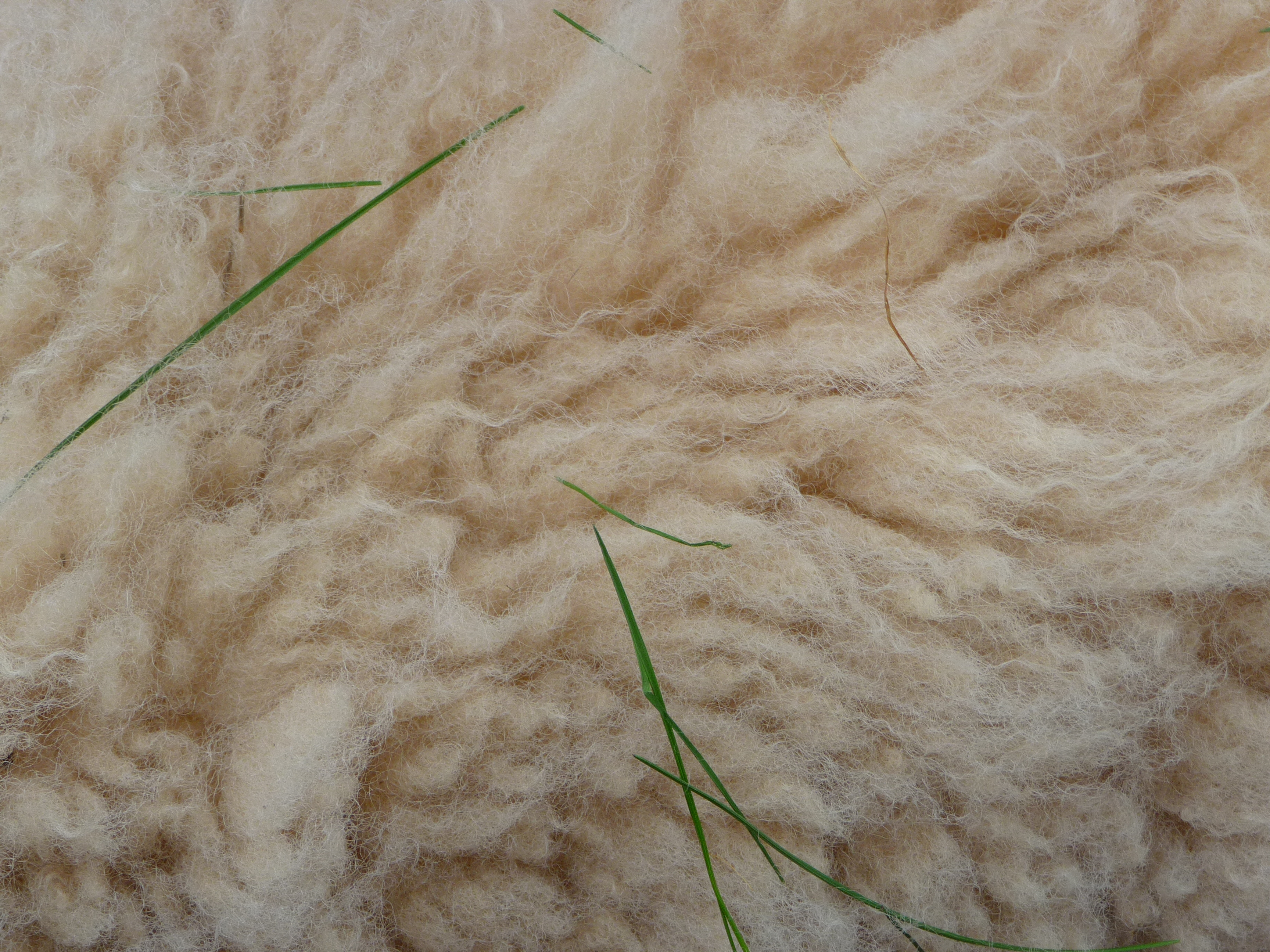
Bretonisches Zwergschaf, Detailaufnahme
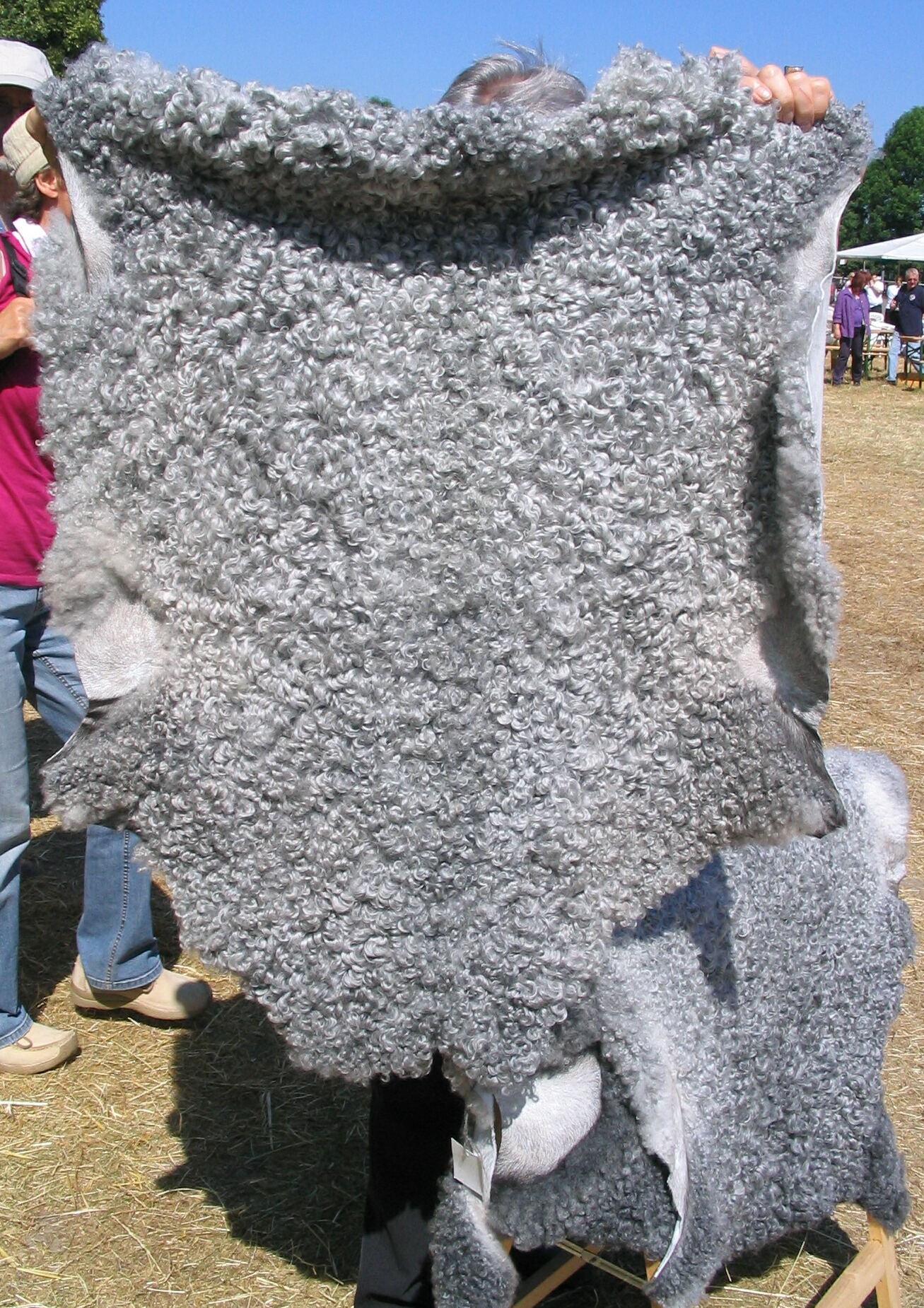
Deutsches Gotlandlammfell
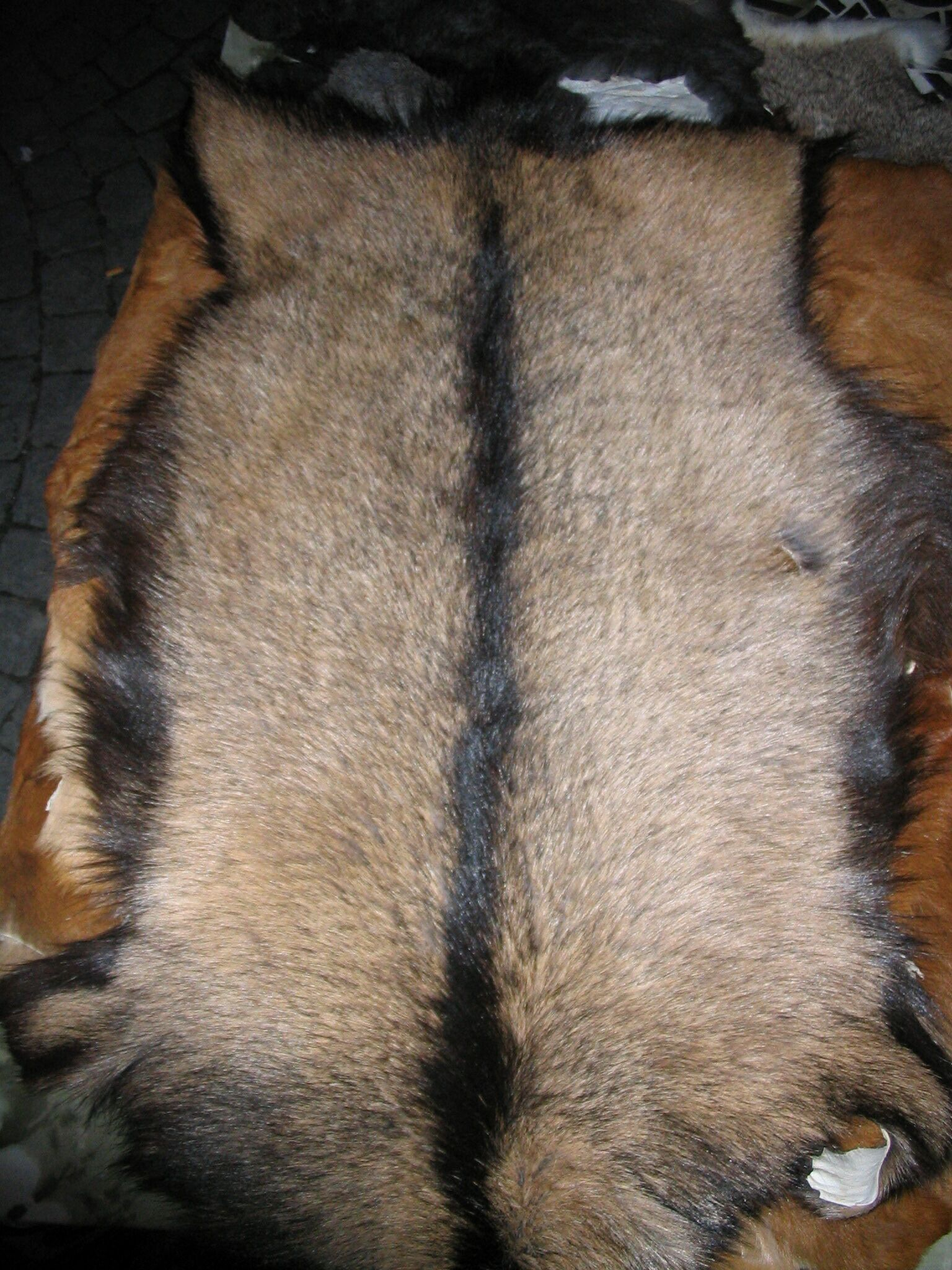
Kamerunschaf-Fell
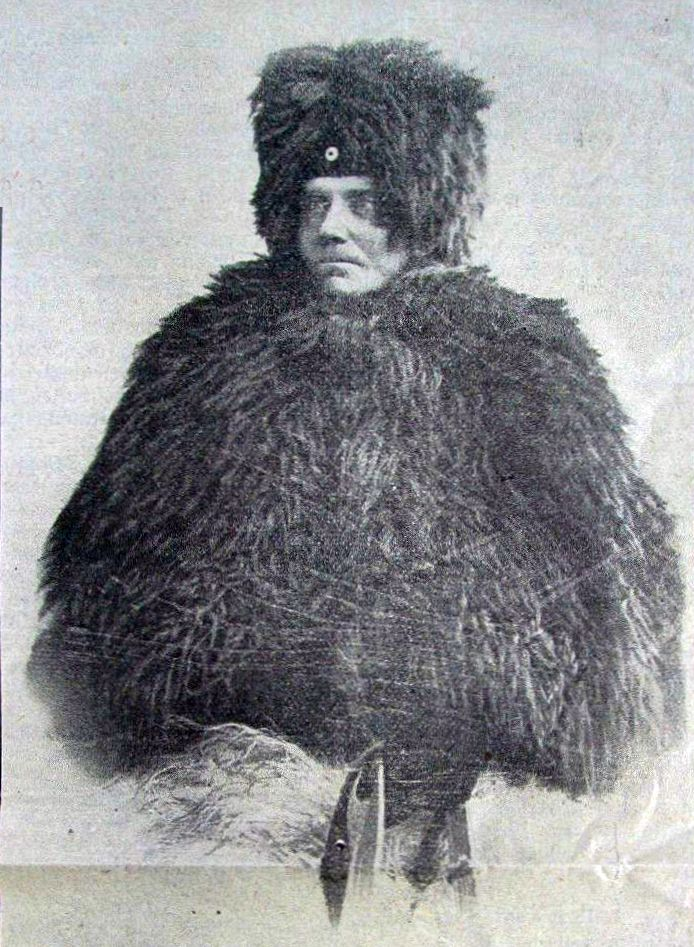
Heidschnucken-Kutschergarnitur (1903)
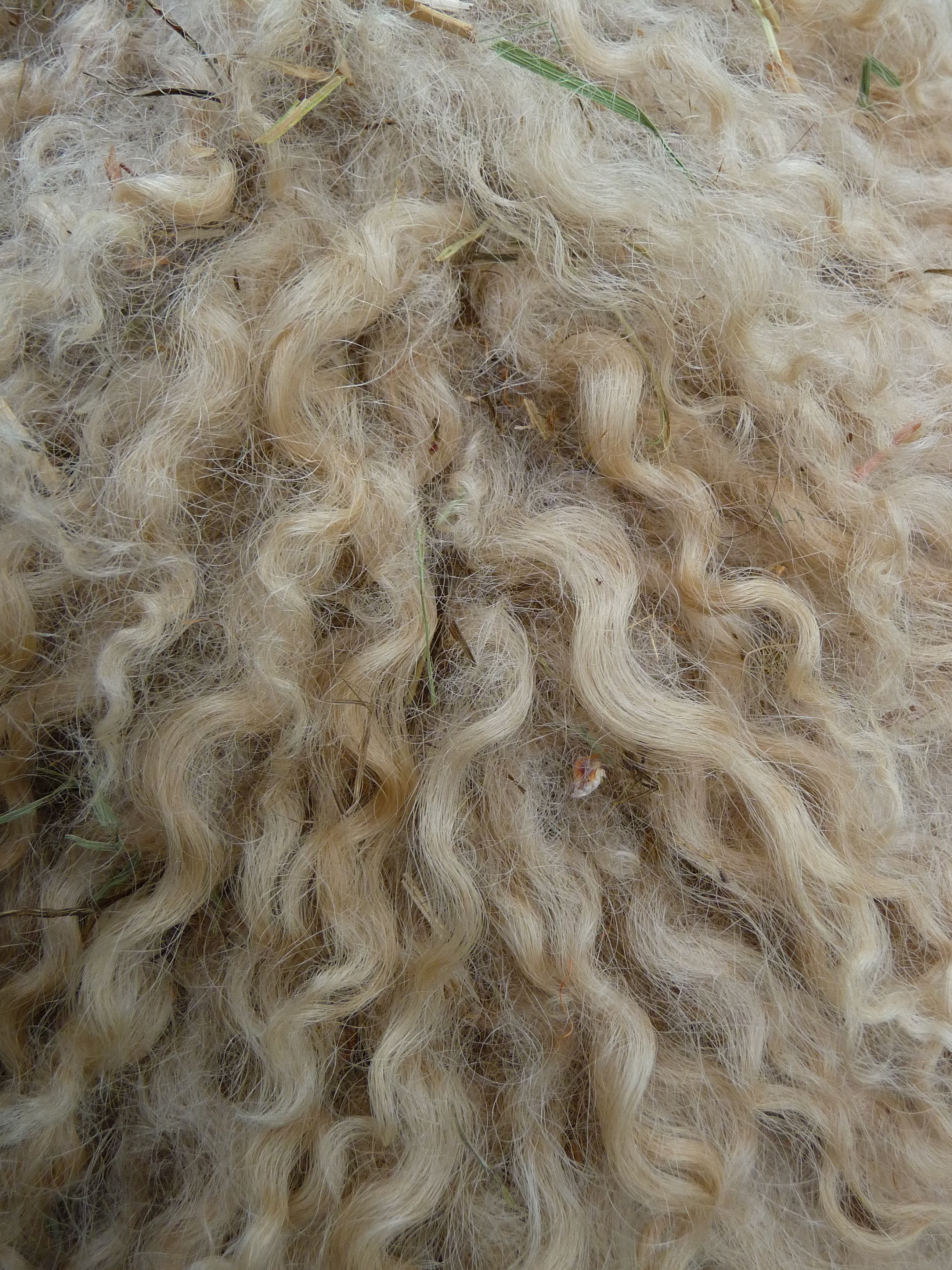
Walliser Schwarznasenschaf, Detailaufnahme

Zugerichtete Felle werden nach Quadratfuß gehandelt (Rohfelle meist, nach Gewichtsklassen). Sie werden geschoren, gefärbt, bedruckt, zu Velourslamm veredelt oder nappiert zu Konfektion aller Art verarbeitet.
- Durchschnittliches Gewicht europäischer, für Pelzzwecke am besten geeigneter Schaffelle per 100 Stück (1936):[41]

Italien:
Toskana = 48 bis 50 Kilogramm
Abruzzen = 70 bis 72 Kilogramm
Merino Bastarde = 40 bis 45 Kilogramm
Bulgarien = 55 bis 60 Kilogramm
Griechenland = 55 bis 60 Kilogramm
Spanien:
Navarra = 45 Kilogramm
Katalonien
Erste = 65 bis 70 Kilogramm
Mittlere = 85 bis 90 Kilogramm
Zweite = 100 bis 110 Kilogramm (bis zu 120 Kilogramm)
Rumänien und Südrussland
Südrussland = 100 bis 110 Kilogramm
Zigaya-Schaf usw. = 100 bis 110 Kilogramm
Nordafrika
Früher Anfall = 60 bis 75 Kilogramm
Hauptsaison = 100 bis 110 Kilogramm

Diese Gewichtsangaben sind mit Vorbehalt zu betrachten. Nicht nur kamen die Felle unterschiedlich verschmutzt in den Handel, sie können neben anderen Faktoren in unterschiedlicher Höhe angeschoren sein. Während die Felle aus den Abruzzen mit den Kopffellen angeliefert wurden, waren sie bei anderen Herkommen abgeschnitten.
Als Nacktpelz oder ungarisch Bunda bezeichnete man Lammfellmäntel (auch ebenso gearbeitete Ziegenfellmäntel), die ohne Stoffhülle im Winter mit der Lederseite nach außen getragen wurden, von den Hirten im Sommer mit dem Haar nach außen. Ein bäuerliches Kinderrätsel weist auf diese Doppelnutzung hin: „Was ist das: Im Sommer kühl, im Winter warm?“ Im ganzen europäischen Südosten, insbesondere in Ungarn und den angrenzenden Ländern waren sie, oftmals reich bestickt, ein Teil nicht der Hirten- und Bauerntracht. Die Stickereien gehörten mit zu der Arbeit der dortigen Kürschner und wurden von Männern in Heimarbeit ausgeführt. Besonders geschätzt wegen ihrer kunstvollen Stickarbeit waren auch die Produkte der Kürschner aus Mošovce in der Slowakei. Vorläufer der Bunda war der Suba  (sprich: „Schuba“), ein einfacher geschnittenes ärmelloses Cape, jedoch häufig ebenfalls bereits mit kunstvollen Stickereien versehen. Eine urtümlichere Variante des Nacktpelzes war der in der ostdeutschen Bauernschaft verbreitete Zippelpelz mit seinem vorn und hinten verlängerten Saum (Frackschöße).
Die Siebenbürger Sachsen im heutigen Rumänien trugen den Kirchenpelz, einen bis zu den Waden reichenden Schaffellmantel, dessen Ränder, Ärmel und Kragen eine sorgfältig gearbeitete Verbrämung aufwies.
Als Curly Lamm werden Felle junger, gelockter neuseeländischer Lämmer gehandelt, bei denen die Locke noch geschlossen ist. Sie sind besonders leicht.

Bestickte Schafspelze aus Osteuropa
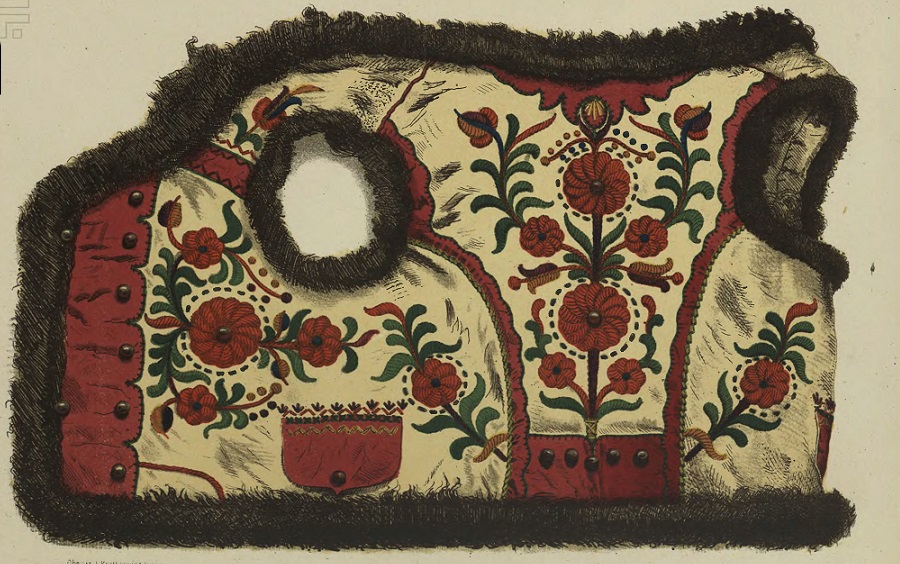
Ungarn (vor 1889)
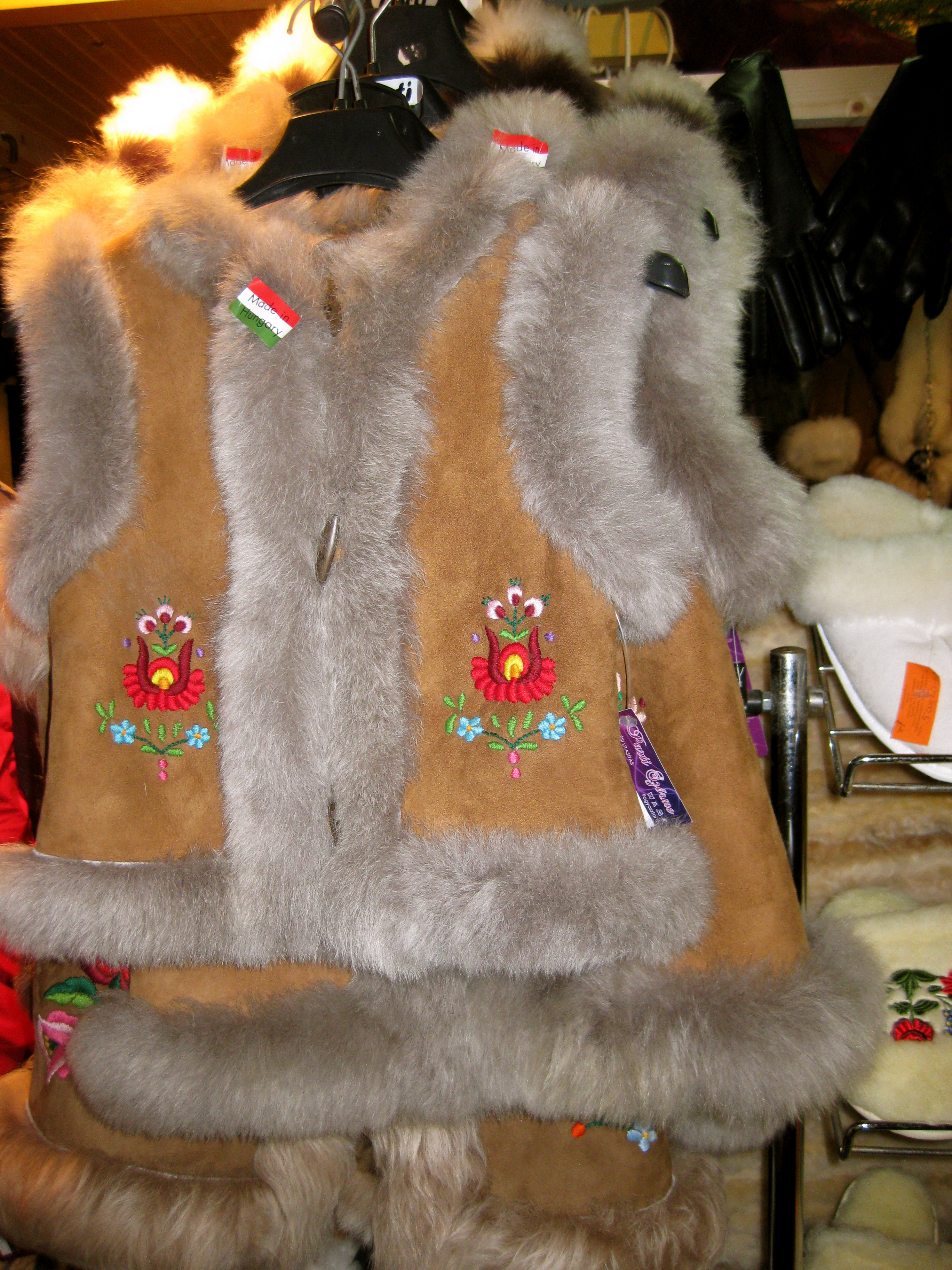
Ungarn (2012)
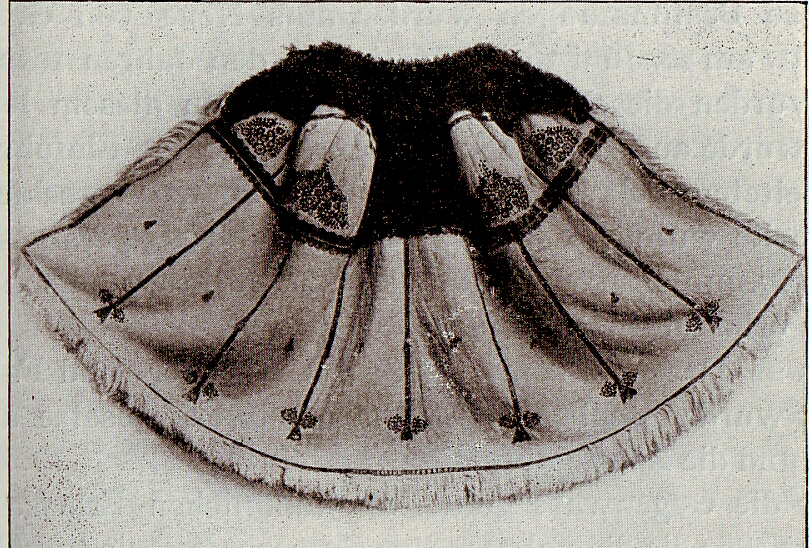
Siebenbürgen (1900)
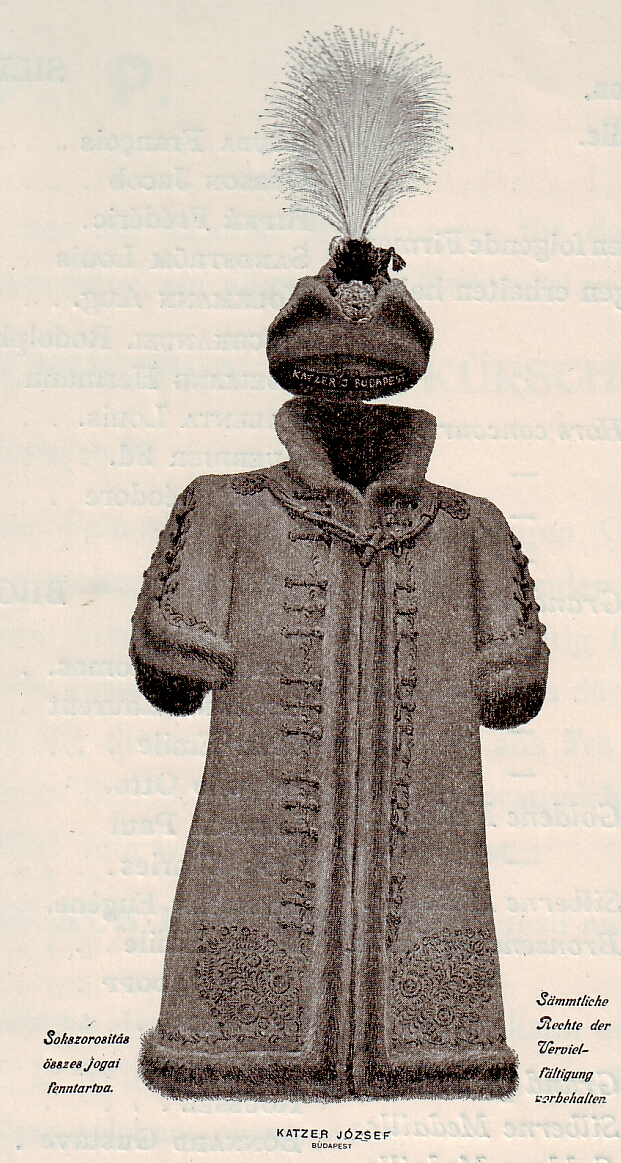
Ungarn (1900)
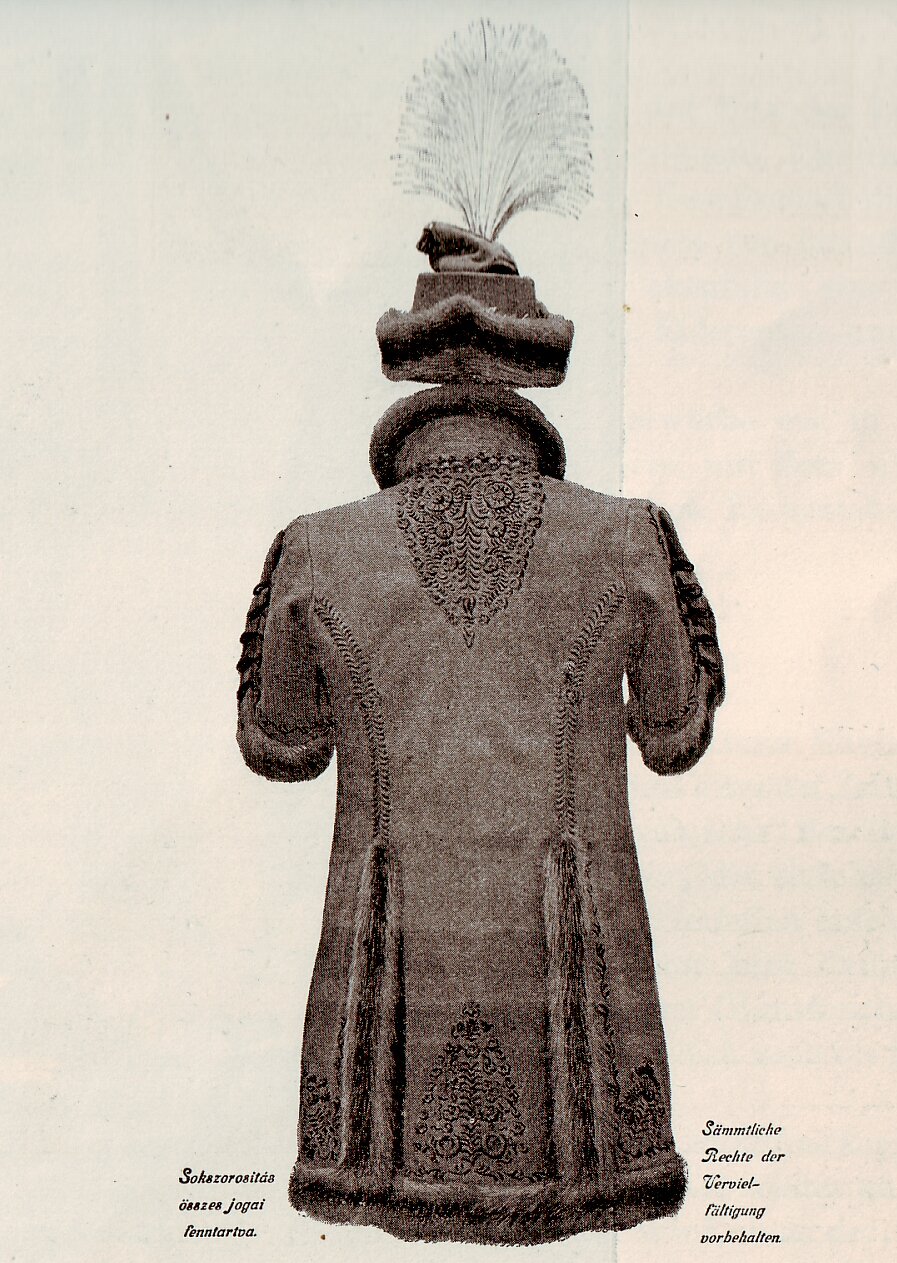
Ungarn (1900)

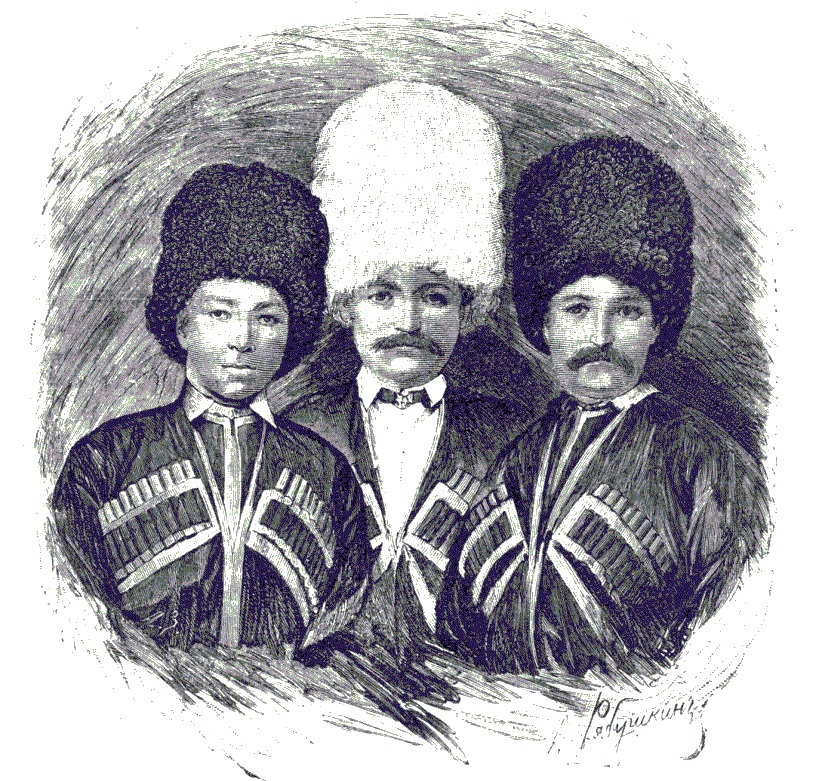
Drei Georgier mit Papachi (1895)

König Matthias Corvinus bestellte sich, bevor er 1476 die Feste Sabác belagerte, bei den Kürschnern für 8000 Soldaten Ködmöns, das sind hüftlange Jacken, und Pelzhandschuhe. Vor dem Ersten Weltkrieg fand man Nacktpelze noch im Osten des damaligen Deutschlands, in Oberschlesien, Posen usw. Während des Krieges dürften wohl zwei Millionen Stück von deutschen Kürschnern für den Winterfeldzug gefertigt worden sein. Als Weste, Wachpelz und später als Fliegerjacke nahmen sie in beiden Weltkriegen eine besondere Stellung ein.
Im europäischen Russland gab es Farbvorlieben, an denen bestimmte Stände strikt festhielten. Russische Bauern trugen nur weiße, Kalmücken nur kaffeebraune (Kalmützki Tulubi), Tataren nur silbergraue und Russinen nur schwarze Lammfelle (1841).
Die Papacha ist eine auffällige, traditionelle kaukasische Kopfbedeckung für Männer, die meist aus Schaf- oder Lammfell gefertigt wird.
Felle aus Kreuzungen von Karakulschafen mit einheimischen Schafen sind mehr oder weniger persianerähnlich, deshalb wurden sie als Karakul-Metis und Halb-Karakul gehandelt.

Die RAL-Bestimmungen sagen, dass Felle aus der Sowjetunion nur als Metispersianer, aus Afghanistan als Dubar und aus Bessarabien nur als Bessaraber oder rumänische Halbpersianer gehandelt werden dürfen.
1. Russische Metis-Persianer sind kleiner als die Felle reinrassiger Karakulschafe; die offenere Locke ist seidig und glänzend.
2. Die Bessaraber oder Rumänischen Halbpersianer sind feinste, persianerähnliche Felle; kleiner als die Buchara-Persianer. Meist schwarz, teils grau, braun und gescheckt. 1928 schrieb ein Fellhändler, dass der reine bessarabische Halbpersianer nicht die sogenannte „Negerlocke“ der schwarzen und grauen Schmaschen hat und damit wertvoller ist, er ähnelt mehr dem echten Bucharafell, wenn auch die Locke weniger hart ist. Allerdings wurden die bessarabischen Herden nicht frei von den rumänischen Schafen gehalten, so dass die Gefahr bestand, dass die Felle in wenigen Jahren stark an Wert einbüßen könnten.[49] Felle zu früh geborener oder ungeborener Bessarabischer Lämmer Felle wurden „Klitschen“ genannt, im Unterschied zu „Breitschwanz“ bei den Karakulschafen.[50]

Die erste Einfuhr von Karakulschafen aus dem russischen Stammgebiet in Turkestan nach dem damals ebenfalls russischen Bessarabien erfolgte 1880. Im Jahr 1884 wurden dann in Bessarabien die ersten Vollblutkarakulzuchten erwähnt. Nach der Vereinigung Bessarabiens mit Rumänien nahm diese Zucht einen beträchtlichen Aufschwung. Es wurden die Karakuls mit den einheimischen Zackelschafen gekreuzt, das Ergebnis war der Halbpersianer. 1972 bestand eine bereits jahrelange Vereinbarung mit der rumänischen Außenhandelsorganisation für Rauchwaren und einer Rauchwarenhandelsgesellschaft der Bundesrepublik, durch die so gut wie alle der für den Export bestimmten Bessaraber an das Unternehmen gingen, das dadurch praktisch ein Monopol für diese Fellart besaß.
1. Die Dubar aus den Zuchtgebieten Heradj und Massar in Afghanistan sind gröber und schwächer als die Felle reinrassiger Tiere.

Weitere gelockte Felle von Fettschwanzschafen bzw. Fettsteißschafen, die nach den RAL-Vorschriften die Bezeichnung Persianer in keiner Form tragen dürfen sind:
1. Sowjetische Provenienzen
  - Krimmer von der Krim (größte, beste) und aus der Ukraine (schwerer, langhaariger). Die große offene und hohe Locke ist weich und fedrig. Meist grau, grau-weiß, seltener braun; persianergroß, teils größer.[41]
  - Ukrainer aus dem Raum Poltawa sind dem Krimmer ähnlich mit einer offeneren Locke; grau und schwarz. Die bessere gelockte, graue Qualität heißt Post, die geringere, groß- und weichlockige Tesser (Tescher).
  - Schmuschka aus Südrussland sind pudelartig grob; schwarz und grau; kleinkörnig.
  - Merluschka aus der Kirgisensteppe, vom Ural bis nach China, haben eine offenere Locke, sind etwas grob, gekräuselt; teils schön im Muster; braun, teils weiß, schwarz und gescheckt.

Rohfelle (Kreuzungen mit tatarischen Schafen) wurden in Deutschland als Treibel (Dreibel) gehandelt, veredelte Felle als Astrachan. Siehe → Hauptartikel: Astrachan
2. Orientlammfelle

Schafe dienten in den orientalischen Ländern, vor allem in früheren Jahrhunderten, in besonderem Ausmaß der Wollproduktion für die Teppichweberei. Deshalb hängt der jährliche Anfall von Lammfellen hier ganz besonders vom jeweiligen Marktpreis ab, ist er zu niedrig, werden die Lämmer nicht geschlachtet, sondern zur Fleisch- und Wollgewinnung großgezogen.
1. - Iran-Lammfelle weisen sehr unterschiedliche Lockentypen auf, oft sind sie persianerähnlich. Sie sind kleiner als Persianer, insgesamt seidiger als die irakischen.
    - Schiras aus dem südwestlichen Iran bis zum Persischen Golf sind dem Persianer sehr ähnlich, jedoch schwächer in der Qualität. Insgesamt sind sie seidiger als die irakischen. 1941 setzten sich die Sortimente im Allgemeinen aus 25 Prozent grauen, 10 Prozent farbigen und 65 Prozent schwarzen Fellen zusammen.[53]
    - Mesched vom nordöstlichen Iran bis zur Grenze von Turkmenistan haben eine etwas offenere Locke und sind qualitativ etwas geringer als Schiras.
    - Kum, auch Qum, älter auch Chum, nach ihrem Handelsplatz, der Stadt Ghom benannt, 1950 auch als Koompersianer bezeichnet.[54] Die Felle kommen aus dem nordwestlichen Zentral-Iran. Sie liefern große, schwerere Felle mit teils sehr guter Locke, sind aber geringer im Glanz. Teils haben sie eine hervorragende, breitschwanzartige Zeichnung.

  - Irakische und andere kleinasiatische Lammfelle

Die Qualitäten sind recht unterschiedlich, in der Hauptzeit der Mode gelockter und moirierter Pelze kamen jährlich 60 bis 70 Tausend Felle in den Handel.[2]
  - Bagdads, die besten sind die Mossul; große Felle mit großer offener Locke. Breitschwanzähnliche Felle werden als Bagdad-Moiré gehandelt. Meist sind sie schwarz, auch grau, braun oder gescheckt.
  - Syrer werden meist unterteilt in Syrische Lammfelle, die kleinlockigen auch als Bagdads und die geringeren Felle als Salzfelle. Etwa 60 % der Felle sind weiß.
  - Arabische, sie sind die geringsten Sorten und werden ebenfalls meist als Salzfelle gehandelt.
  - Salzfelle nennt man die kleiner gelockten Lammfelle, die in der Regel schwächer in der Qualität und noch weniger glänzend als Kum sind. Der Name „Salzfelle“ wurde in der damaligen Pelzhandelstadt Leipzig gebildet, weil die Felle im Gegensatz zu der Schrotbeize (Kleienbeize) mit Salz konserviert waren. Anlieferungen kommen aus dem Irak, die Qualitäten werden zur arabischen Grenze hin immer schlechter. Farbvarianten sind schwarz, braun, grau, weiß, teils gescheckt. Frühgeburten werden als Takir bezeichnet.

- Als Perusianer wurden Felle einer kleinasiatischen Lammfell-Schmaschen-Art mit kleiner Locke gehandelt. Sie dienten als Ersatz für die wesentlich teureren Indisch-Lamm-Felle.[55]

Die Verarbeitung aller Sorten erfolgt wie bei den übrigen Lammfellen.
Anfallzahlen waren 1988 nicht zu ermitteln, durch die Kriegsereignisse waren praktisch keine frischen Partien am Markt.

Halbpersianer
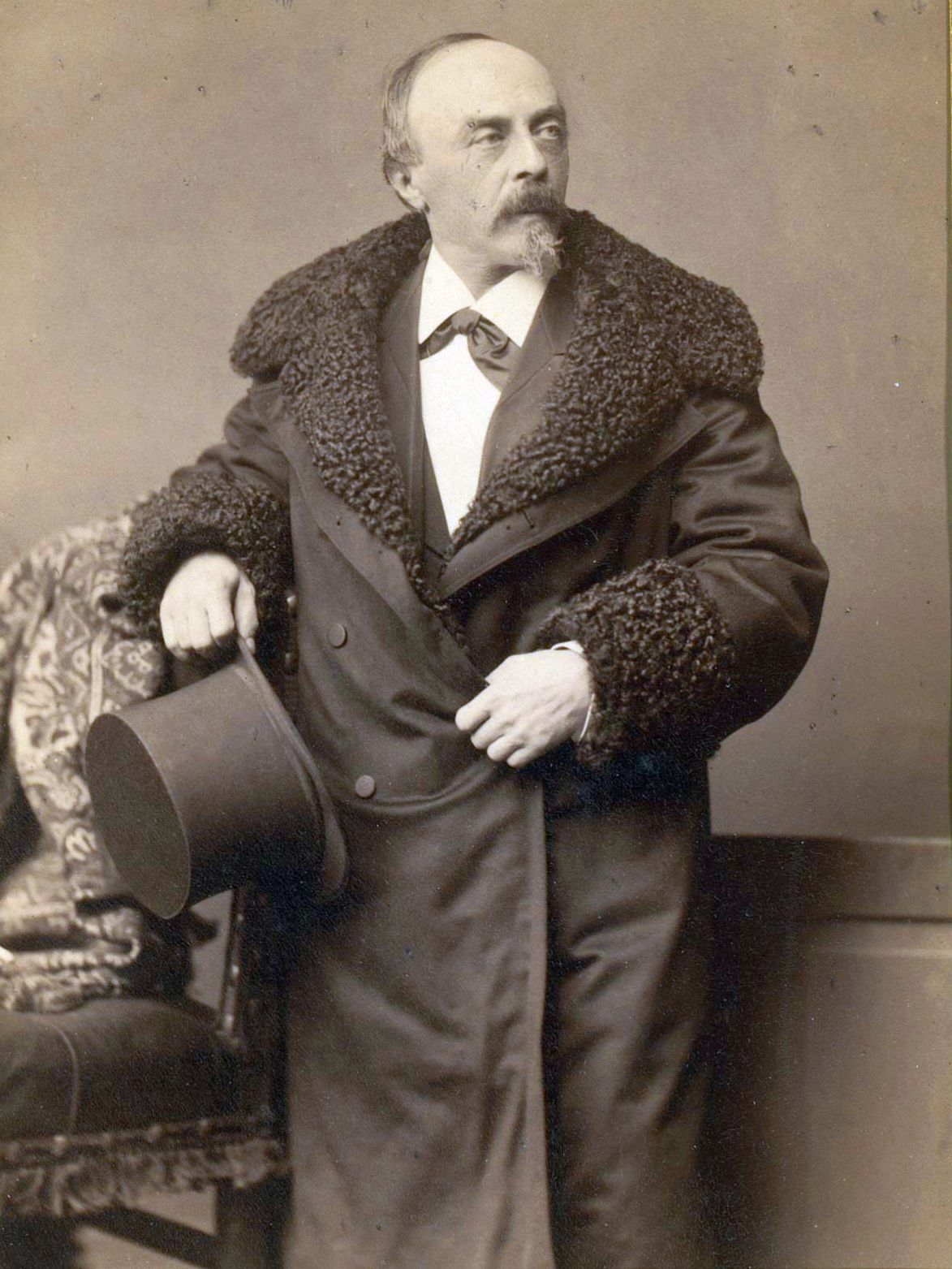
Halbpersianer-Kragen- und Ärmelbesatz (1880er Jahre)
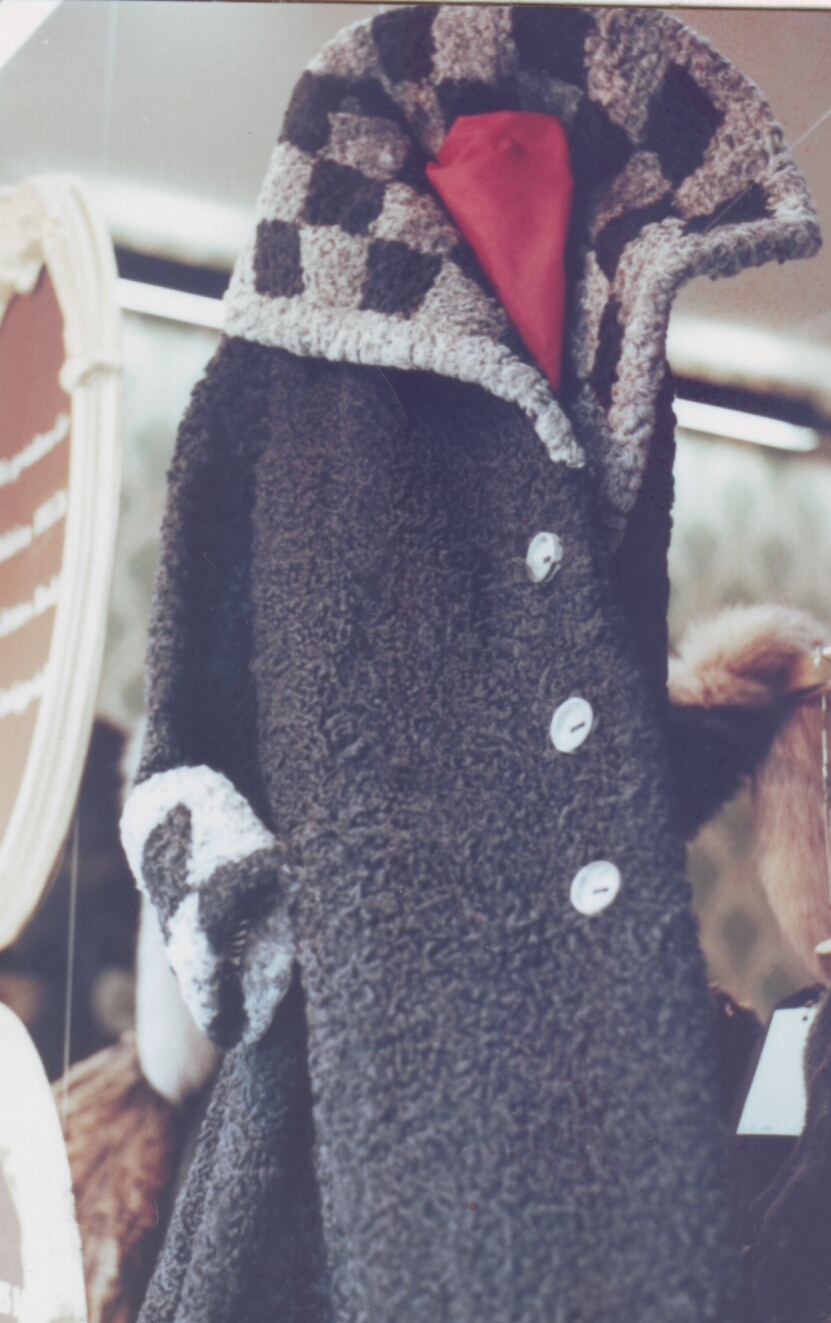
Bessarabisch-Lamm-Mantel (etwa 1977)
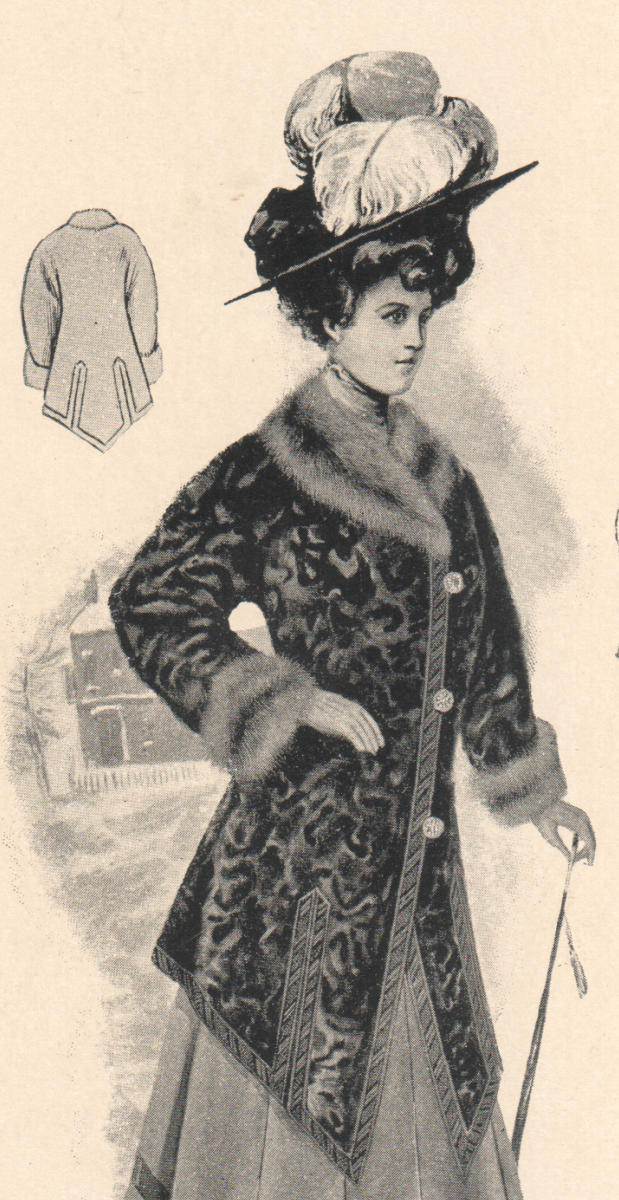
Astrachan-Jacke mit Zobelbesatz (1908)

Orientlamm
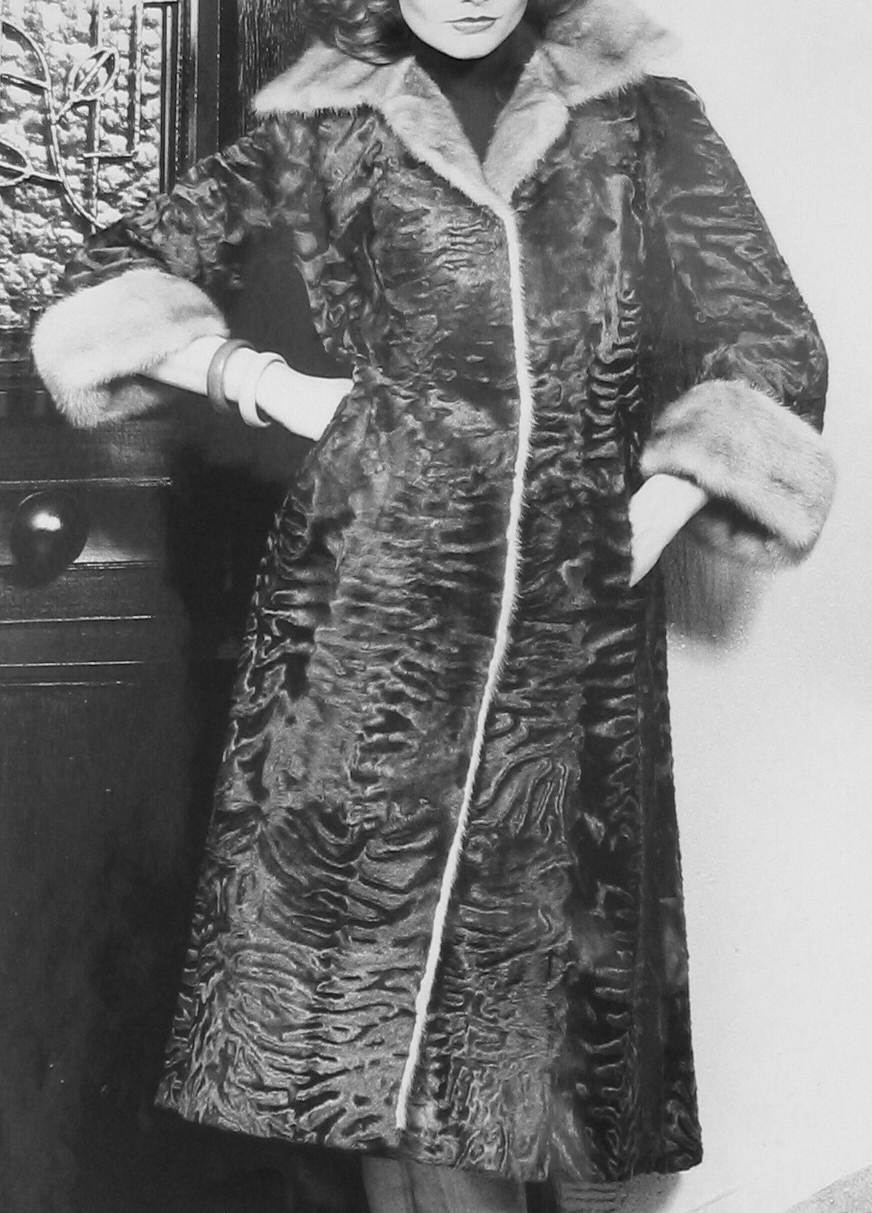
Bagdad-Breitschwanz-Lamm-Mantel, nerzgefüttert (etwa 1977)
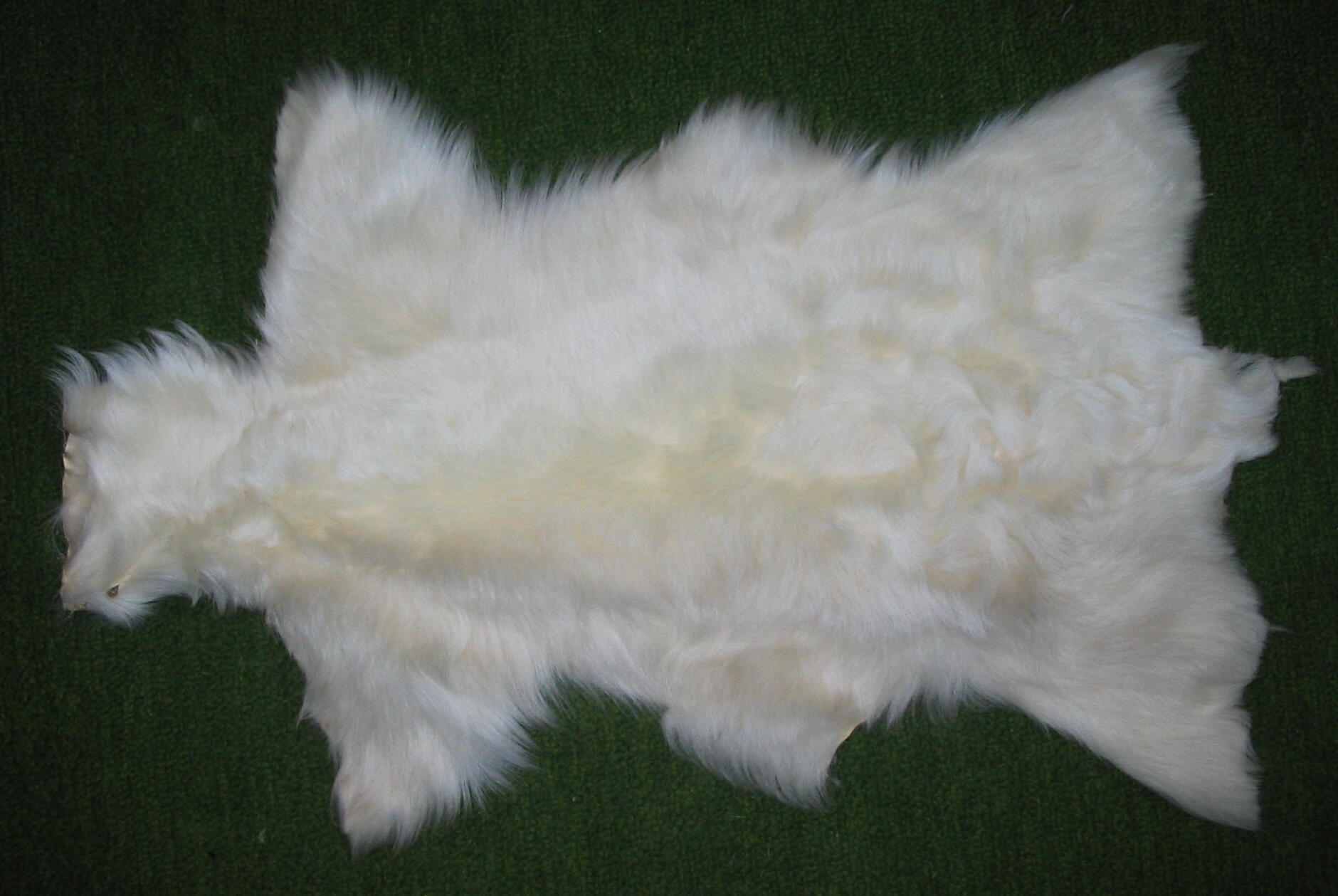
Chekiang-Lammfell, gebleicht
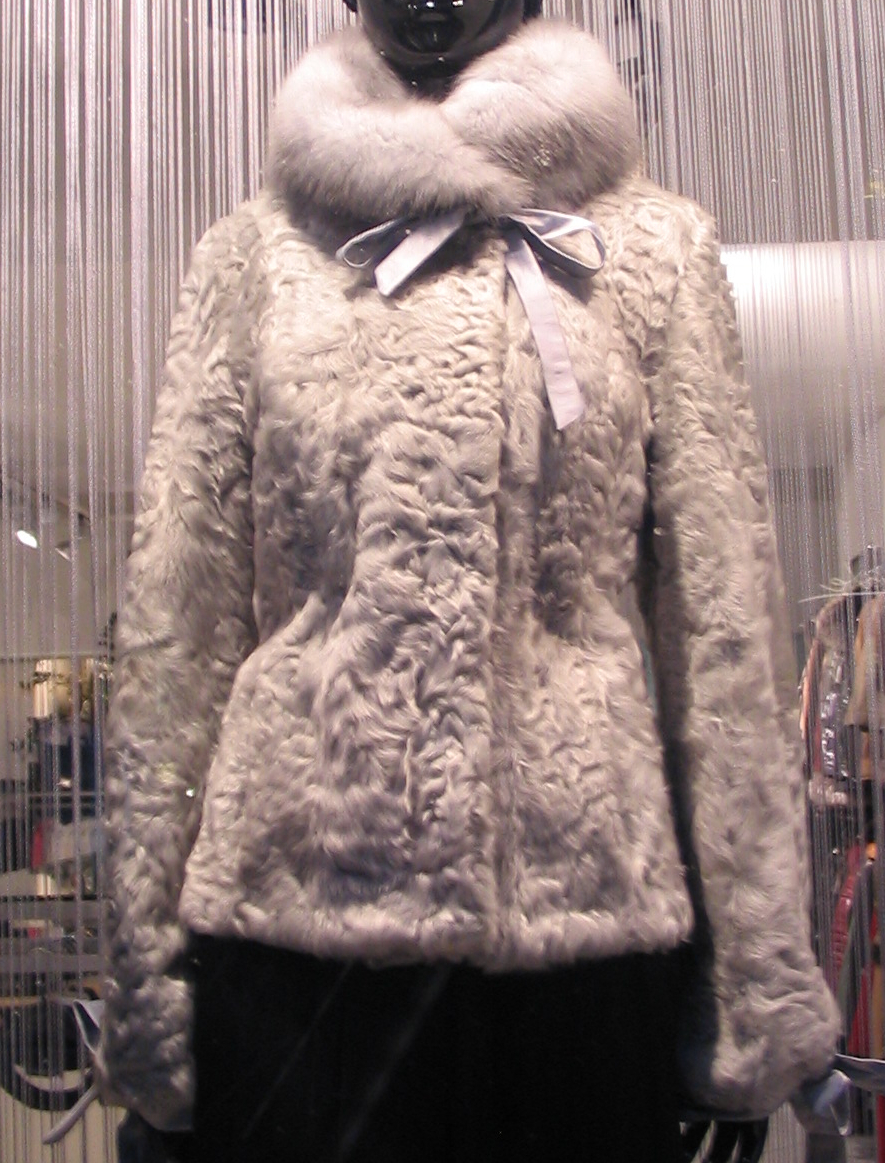
Chekiang-Lamm-Jacke mit Kragen aus Blaufuchsfell (2010)
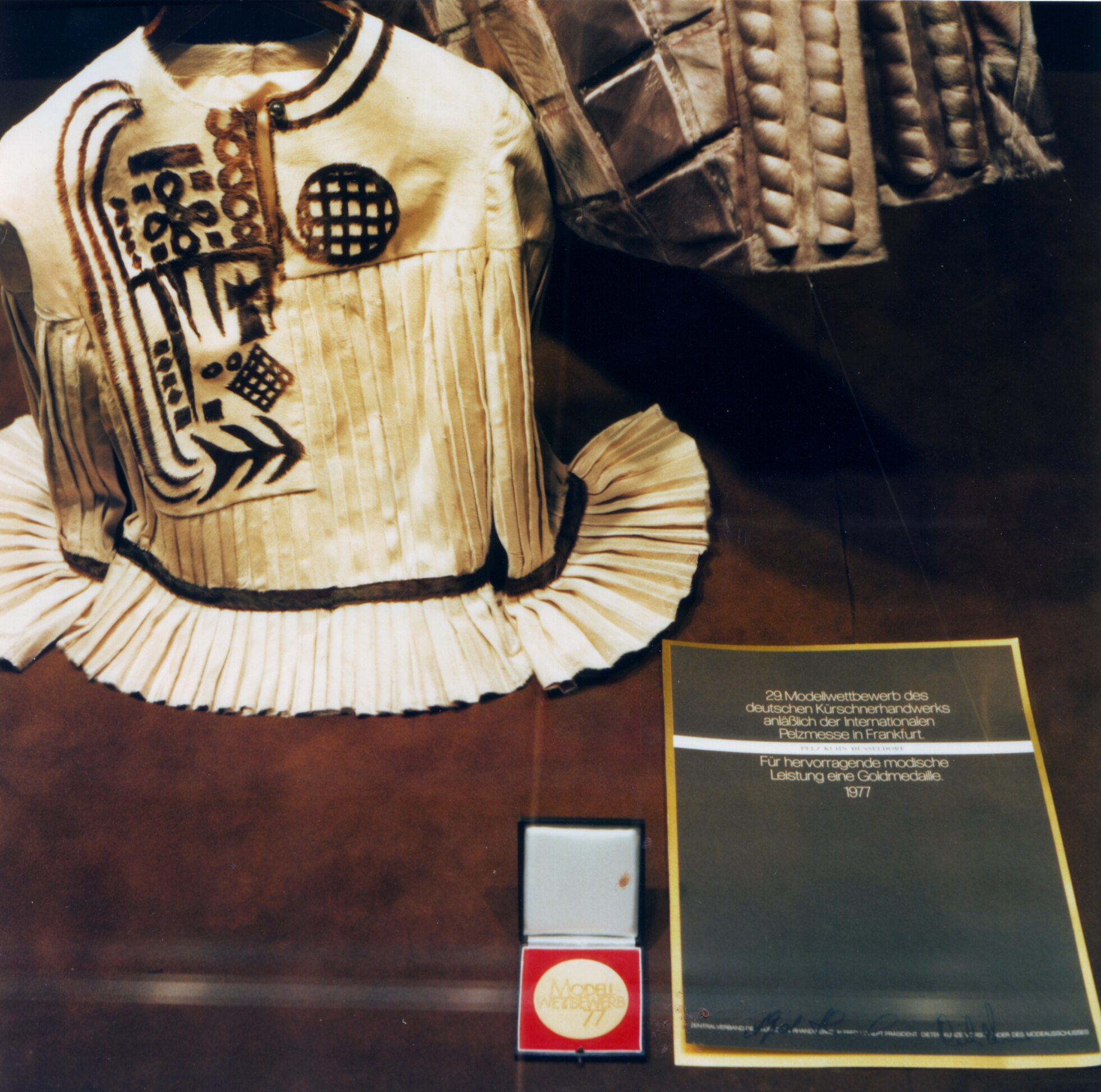
Iran-Breitschwanz-Pullover (vorn), gefärbt, Intarsien-Näharbeit; Mantel (hinten), gefärbt, Reliefarbeit (1977)
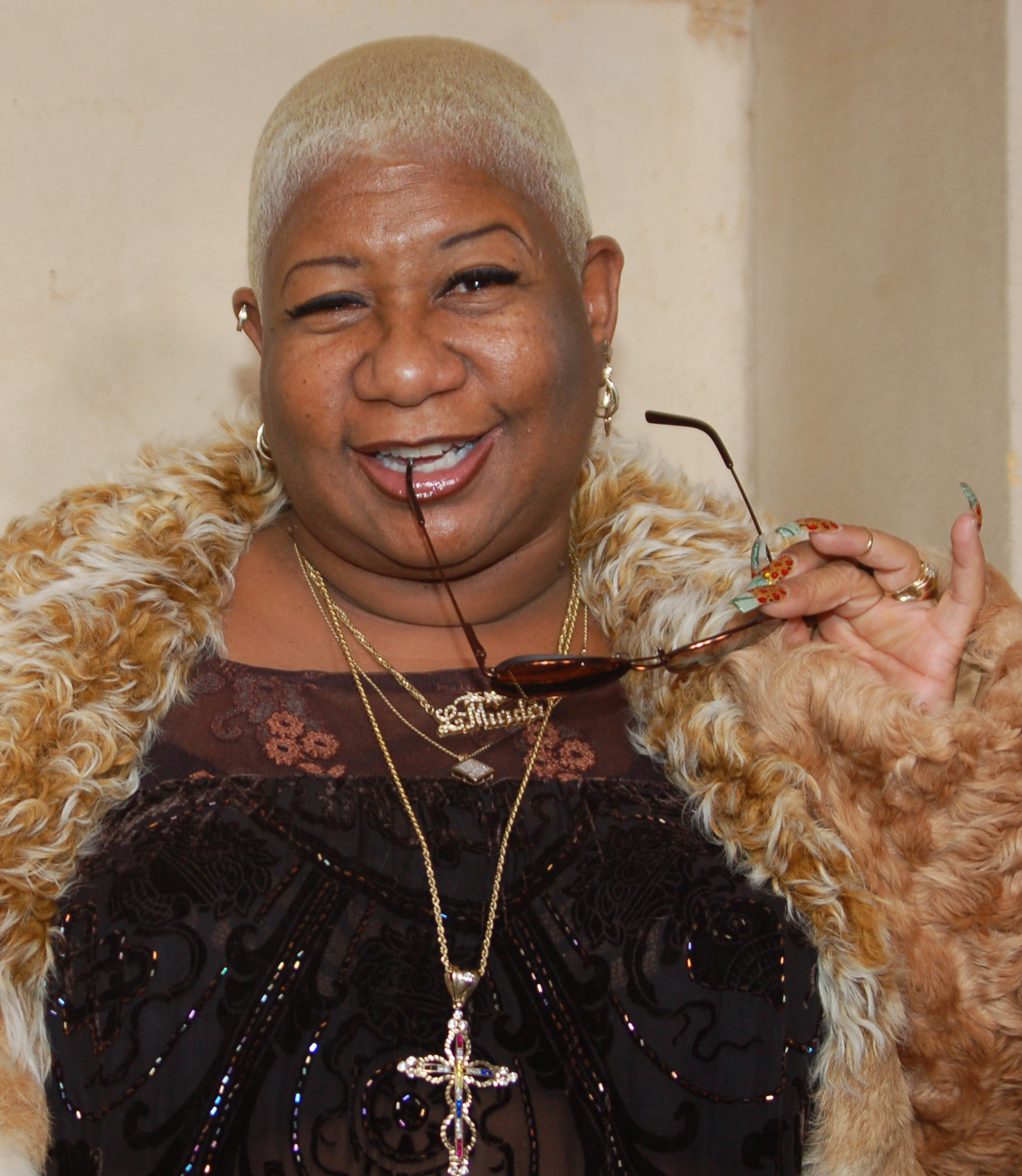
Kalgan-Lamm, biton gefärbt (2010)
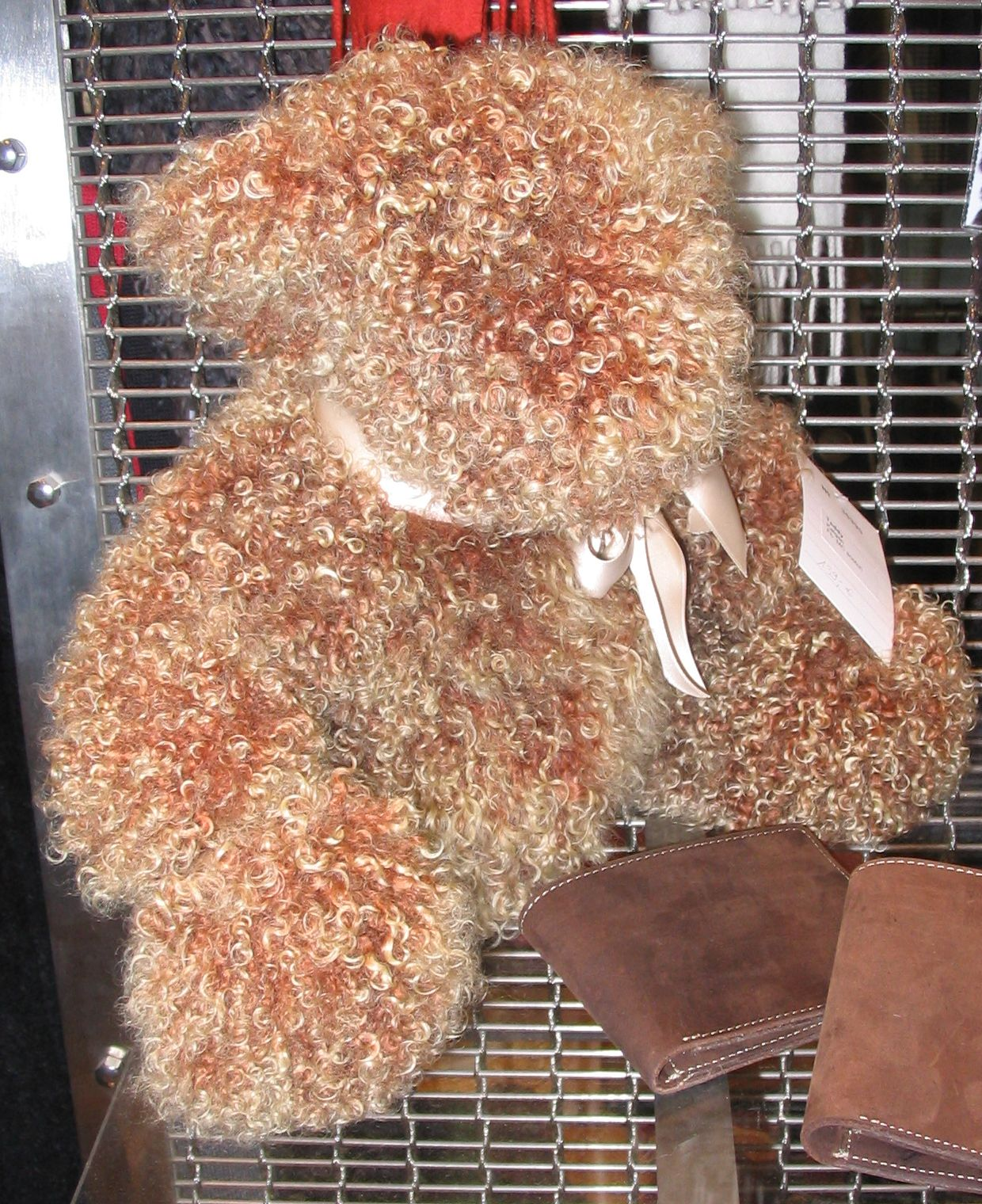
Teddy aus gefärbtem Kalgan-Lamm (2011)
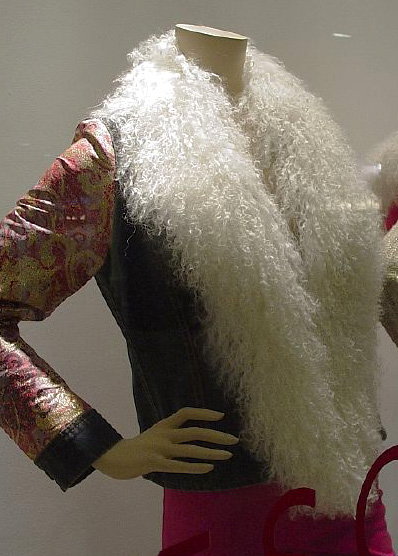
Tibetlamm-Kragen (2005)

### Ostasiatische Lamm- und Schaffelle

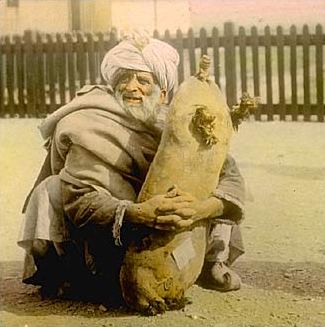
Schaffell als Wasserbehälter (Belutschistan, 1895)

Die Anlieferungen durch den chinesischen Pelzhandel erfolgen hauptsächlich aus dem östlichen und nordöstlichen Teil Chinas sowie der Mongolei.

#### China
Aus China kommen vor allem Felle junger Lämmer, je nach Herkommen moiriert oder etwas gelockt; seidig und hochglänzend.
In der Regel als bereits zur Weiterverarbeitung vorbereitete Tafeln (meist ca. 60 × 120 cm).

##### Chekiang-Lamm

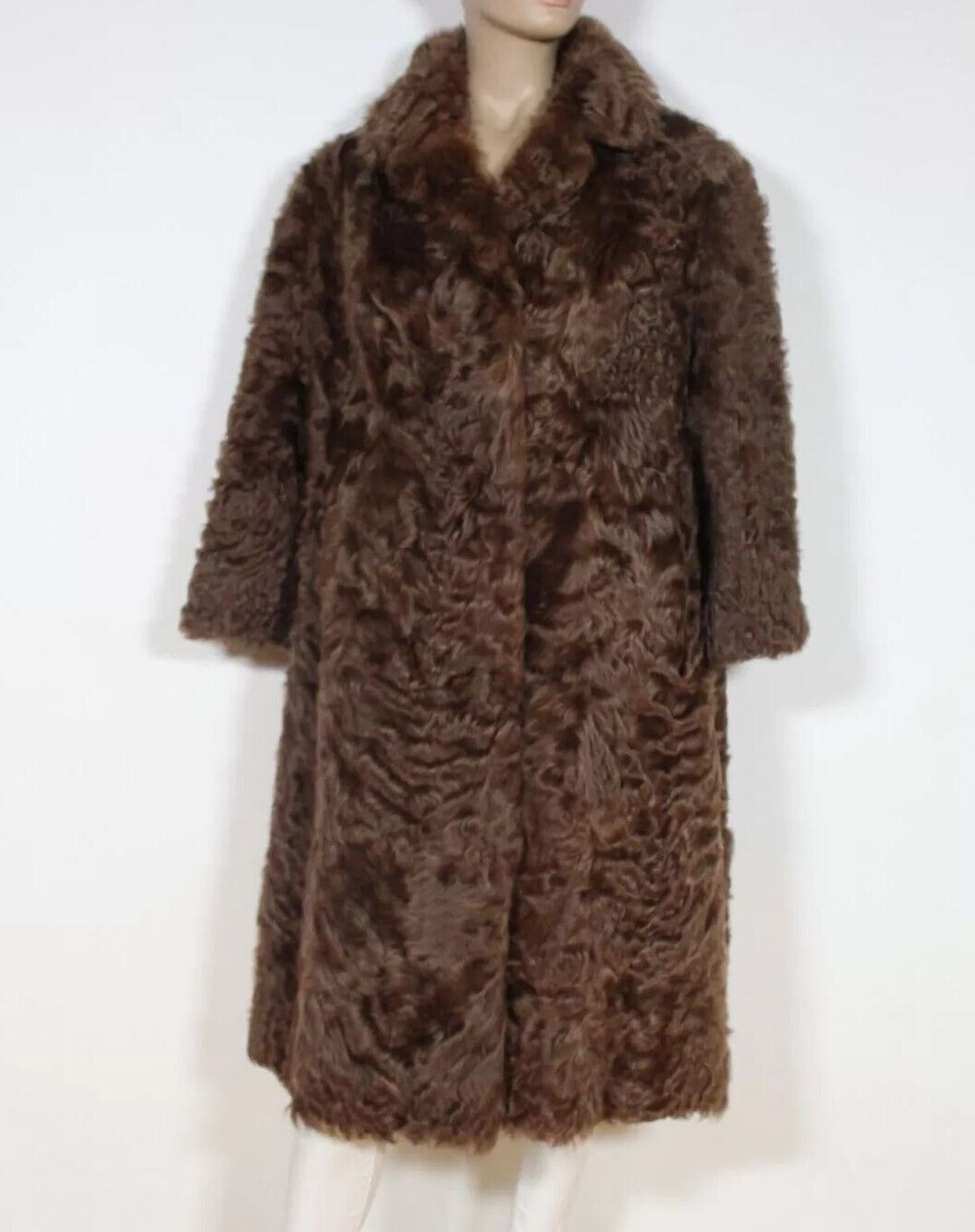
Chekiangmantel (etwa 1985)

Chekiang, veraltet Chekiang-Karakul, stammen von Shanghai-Mufflons. Sie sind weiß, ganz selten auch gefleckt; die Locke ist geflammt.

##### Shantafoo-Lamm
Shantafoo-Lamm kommt aus Hebei (Tschilli), insbesondere aus dem Gebiet nördlich von Tianjin – Peking – Kalgan. Die etwas dem Astrachan ähnelnden Felle sind seidiger und feiner als Chekiang-Lammfelle.

##### Tsining-Moiré-Lamm
sind flach im Haar, zum Teil breitschwanz- bis galjakartig und weniger seidig. Das Leder ist manchmal sehr dünn. Ihr Wert ist geringer als Shantafoo-Lammfell (Tsining, Tsinnin, alte Namen des Verwaltungsgebiets und der Stadt Jining in der ostchinesischen Provinz Shandong).

##### Peking-Moiré-Lammfell
ist ähnlich dem Tsining-Moiré-Lamm, hat aber ein dickeres Leder. Wegen des kräftigeren, tragfähigen Leders verwendet man es lieber als Tsining-Moiré.

##### Tientsin (Tianjin-)-Lamm, Silklamm

Tientsin-Lamm
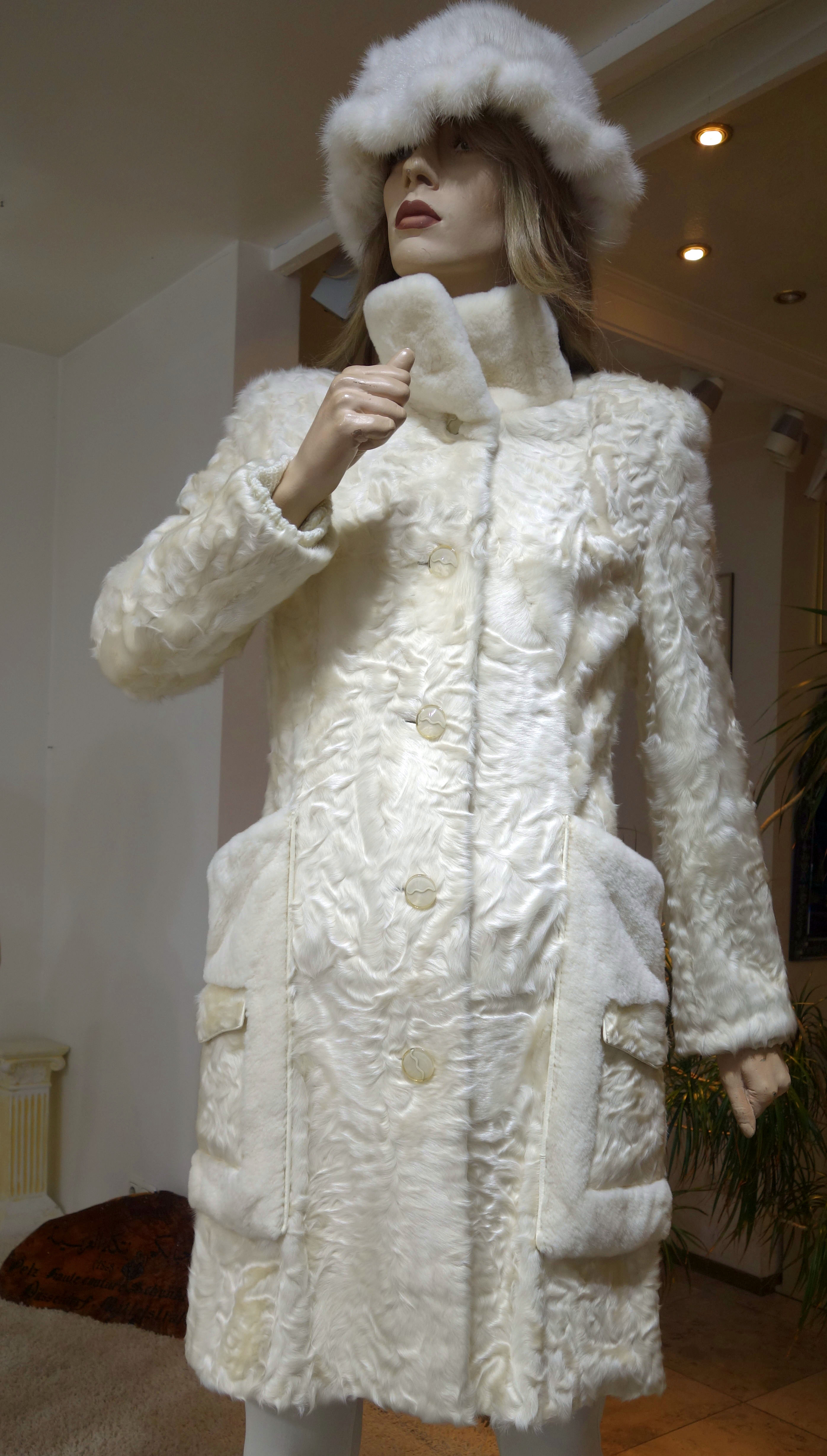
Mantel und Kappe mit Samtnerz (Schenkenbach, Düsseldorf, 2016)
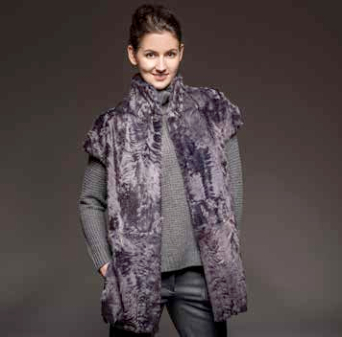
Fliedergefärbte Weste (Dössegger, Bern, 2016)
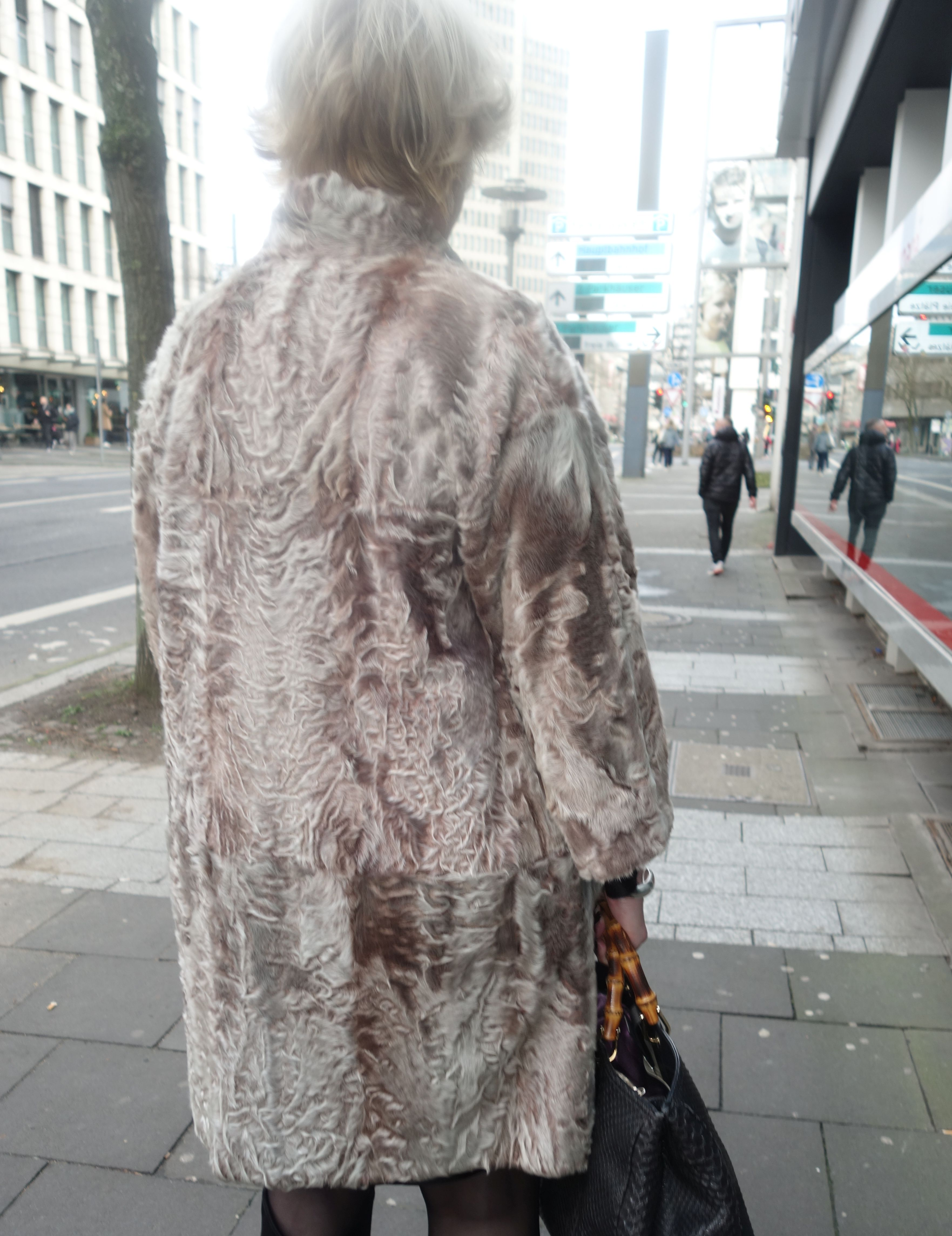
Mantel (Buchheim, Hamburg, 2025)

Silklamm, Moiré-Lamm, Washed Lamb, auch Chinesischer Breitschwanz, vor allem aus Tientsin; moirierte weiße oder gefleckte Lammfelle.

##### Shantung-Lamm
Shantung sind sehr flach, moiriert, teils breitschwanz- oder galjakartig (der Frühgeburt des Karakulschafs ähnlich), weniger seidig; mitunter sehr dünnledrig.

##### Kalgan-Lamm
Kalgan, weiß und gefleckt.

##### Sinkiang-Lamm
Sinkiang, weiß, braun, schwarz und gefleckt; jedoch selten im Angebot.

##### Persianer
in unbedeutender Menge, wenig schön.

##### Schwarzer Chinesischer Breitschwanz
Die kleinflächigen Felle aus dem Hailar-Distrikt haben ein breitschwanzähnliches Moiré, meist kommen sie als Tafeln in den Handel.

##### Tibet-Lamm
Tibetlamm, fachsprachlich auch kurz „Tibet“, chinesisch Tan-Pih (Pih = Fell), amerikanisch auch Tibetin, ist das Fell von sechs Wochen bis zu zwei Monate alten Lämmern des jungen Shanghai-Mufflons. Es kommt – entgegen dem Handelsnamen – nicht aus Tibet, sondern aus Nordchina. Für das Fell charakteristisch ist seine korkenzieherartige Lockenstruktur. Die Felllänge beträgt etwa 80 bis 110 Zentimeter; das seidige Haar ist weiß bis gelblich.
Das Fell wird für Decken und Bekleidungszwecke verwendet, insbesondere für Besätze, kleinere Pelzteile und Accessoires. Tibet gilt als außerordentlich stark der Mode unterworfen.

##### Slink-LammfellundSchaffell

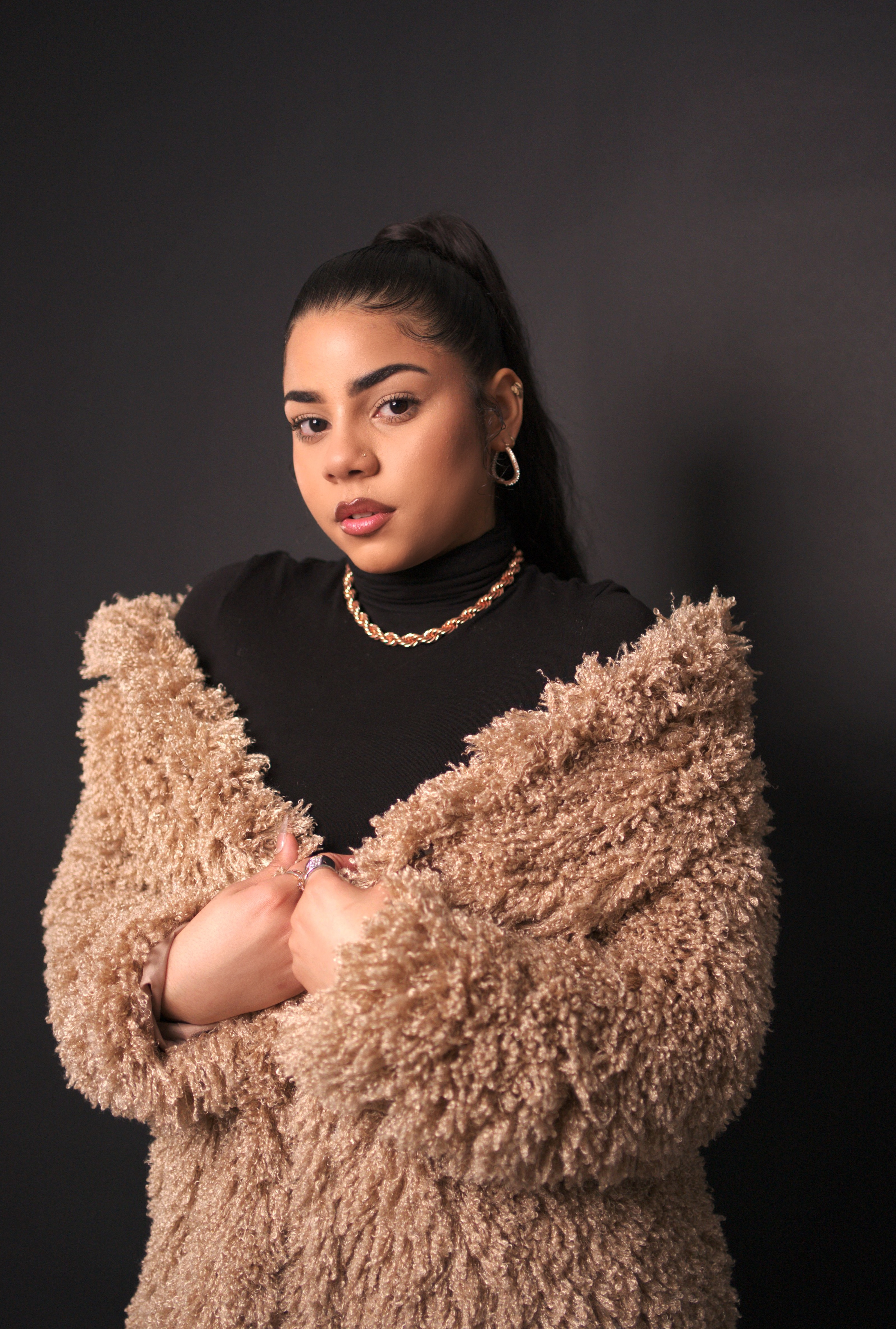
Jacke aus Slinkfell (2020)

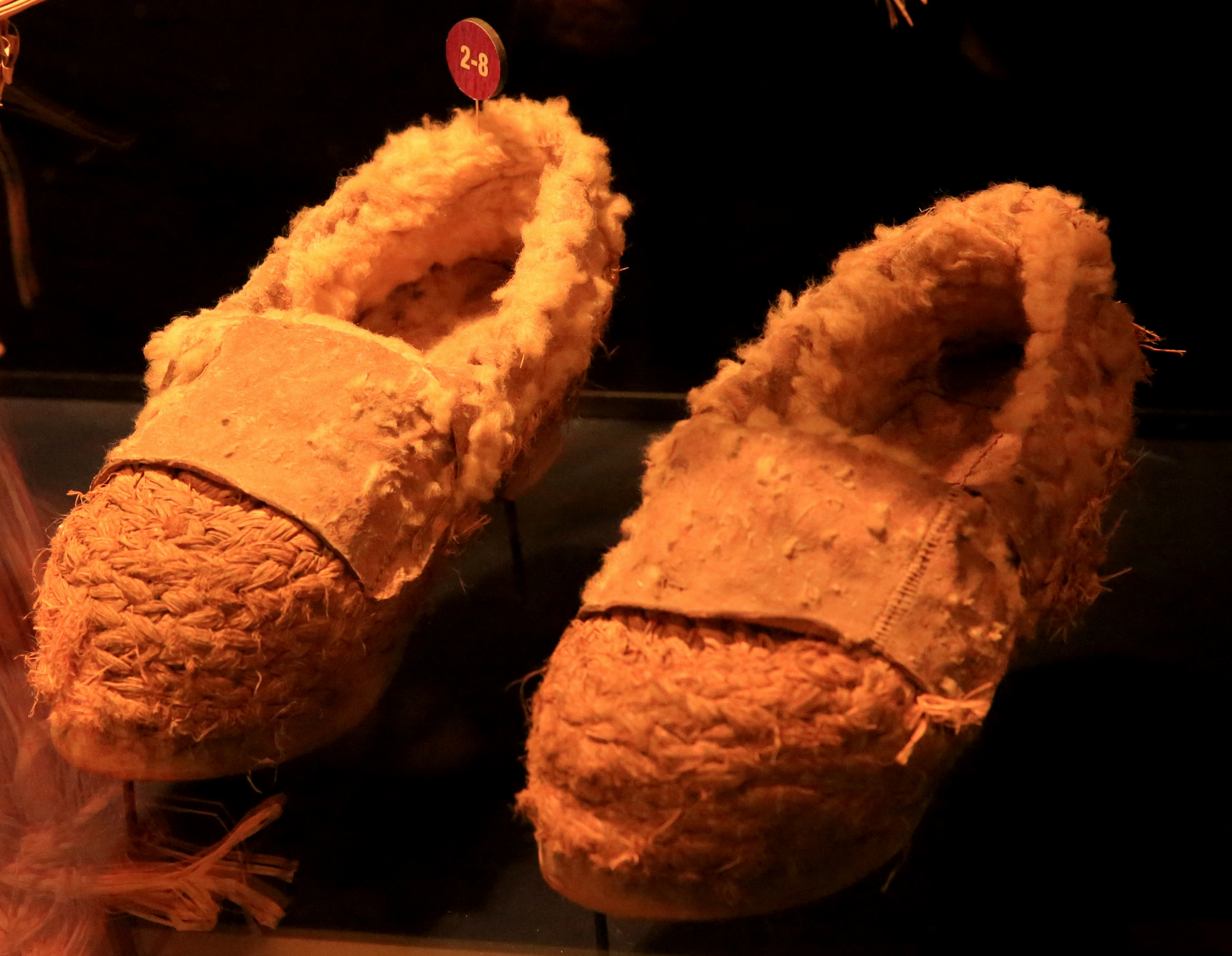
Bastschuhe, mit Lammfell gefüttert (Frankreich, Zweiter Weltkrieg)
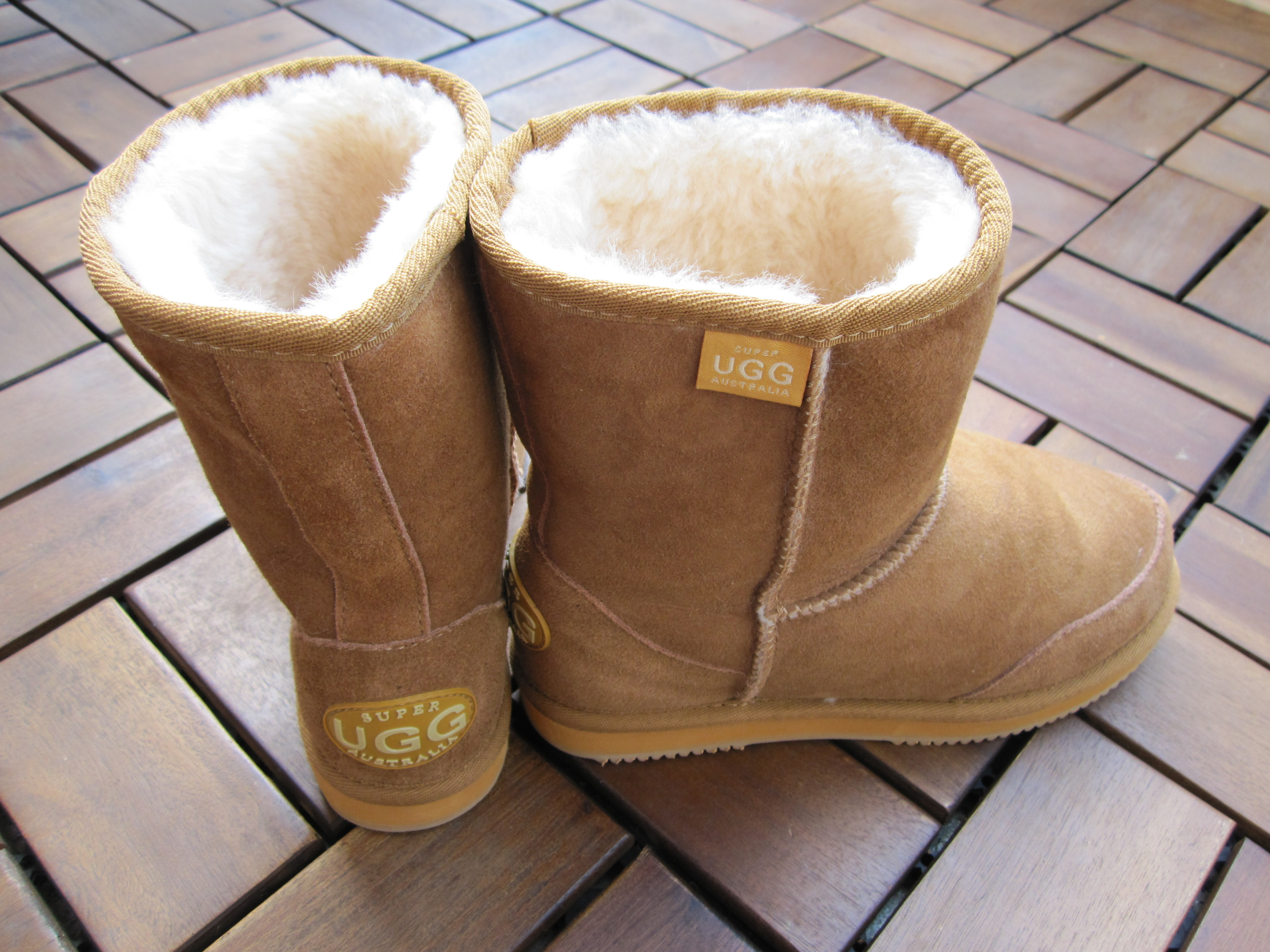
Stiefel, sogenannte Ugg Boots, aus australischem Lammfell (2011)

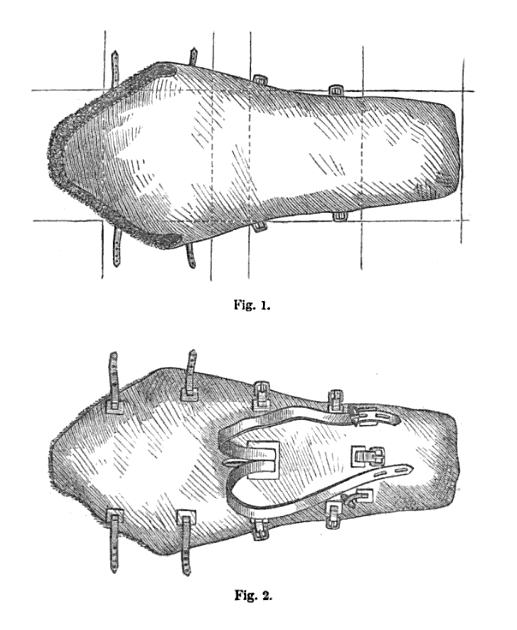
Schlafsack aus Schaffell (England, 1872)

Die Felle kommen aus den Provinzen Shanxi, Shaanxi und Hebei (Tschilli). Der chinesische Name ist Tseo-Ko. Slinks sind kurzhaarig und haben eine glänzende, weiß bis elfenbeinfarben, fein gekräuselte Locke (Perllocke).
Man unterscheidet nach den Provinzen zwischen
Hsinchecs (Hsinchis), sehr dickwollig mit guter Unterwolle und
Linchis (Lienshengs), etwas schütteres Haar, breitlockiger und raucher.
Diese Arten kommen als Tafeln in den Großhandel, und zwar sowohl die Felle wie auch Klauen, Kopf-, Ohren-, Nacken- und andere Stückentafeln., um 1930 auch teilweise noch in der traditionellen chinesischen Kreuzform. Sie stammen aus den Provinzen Kalgan, Shantung und einigen südlichen Provinzen.
Die Felle ausgewachsener Tiere wurden einmal mit dem für ein Hausschaf zoologisch falschen Namen Shanghai-Mufflon (Mufflin, Tibetine) gehandelt, auch mongolische und nordchinesische Ziegenfelle waren unkorrekt als Mufflon im Handel. Eine amtliche russische Standardisierungsvorschrift der 1930er Jahre sagte dazu aus: „Als Mufflon naturell werden Ziegenfelle mit Unterhaar bezeichnet, bei denen das Oberhaar ausgerupft ist“.
Die Schaffelle wurden in größeren Menge nach Amerika exportiert (bis etwa 1931), in Europa war die etwas offenere, lockige, strähnige Ware weniger gefragt, überhaupt wurde sie von der Mode zeitweise stark vernachlässigt.
1952 bezeichnete ein Rauchwarenkaufmann als Mufflon Wildschafe, deren Felle aus dem Altaigebiet kamen, auch aus der Ostmongolei und dem nördlichen Teil von Shanxi. Die Felle kamen in weiß, braun, gelblich und bläulich und in gerupftem Zustand auf den Markt. Zu der Zeit waren sie allerdings bereits länger nicht mehr im Handel.

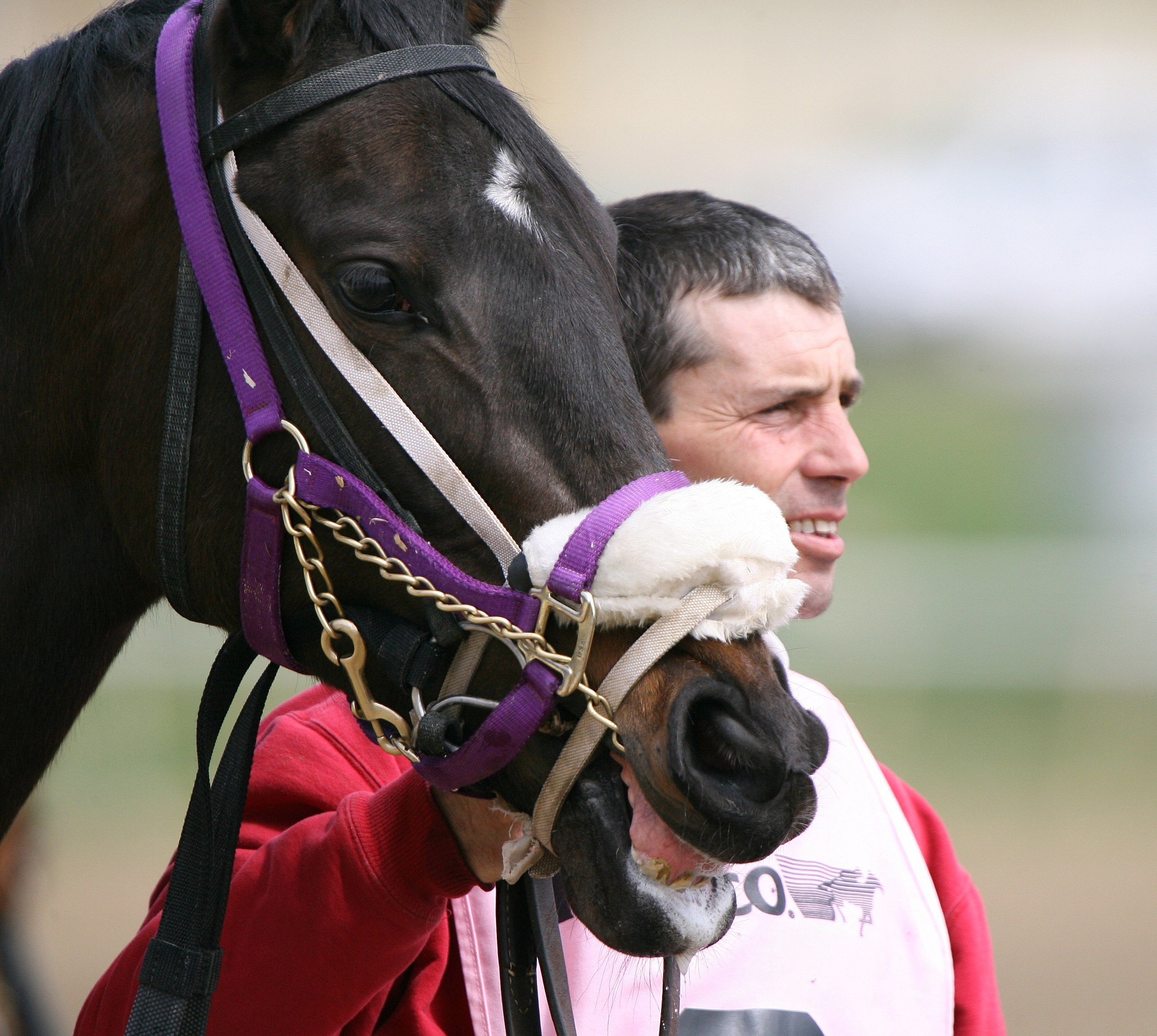
Eine Bodenblende ist ein meist aus Lammfell oder ähnlich voluminösem Material hergestellter Nasenschoner für Pferde (2007)
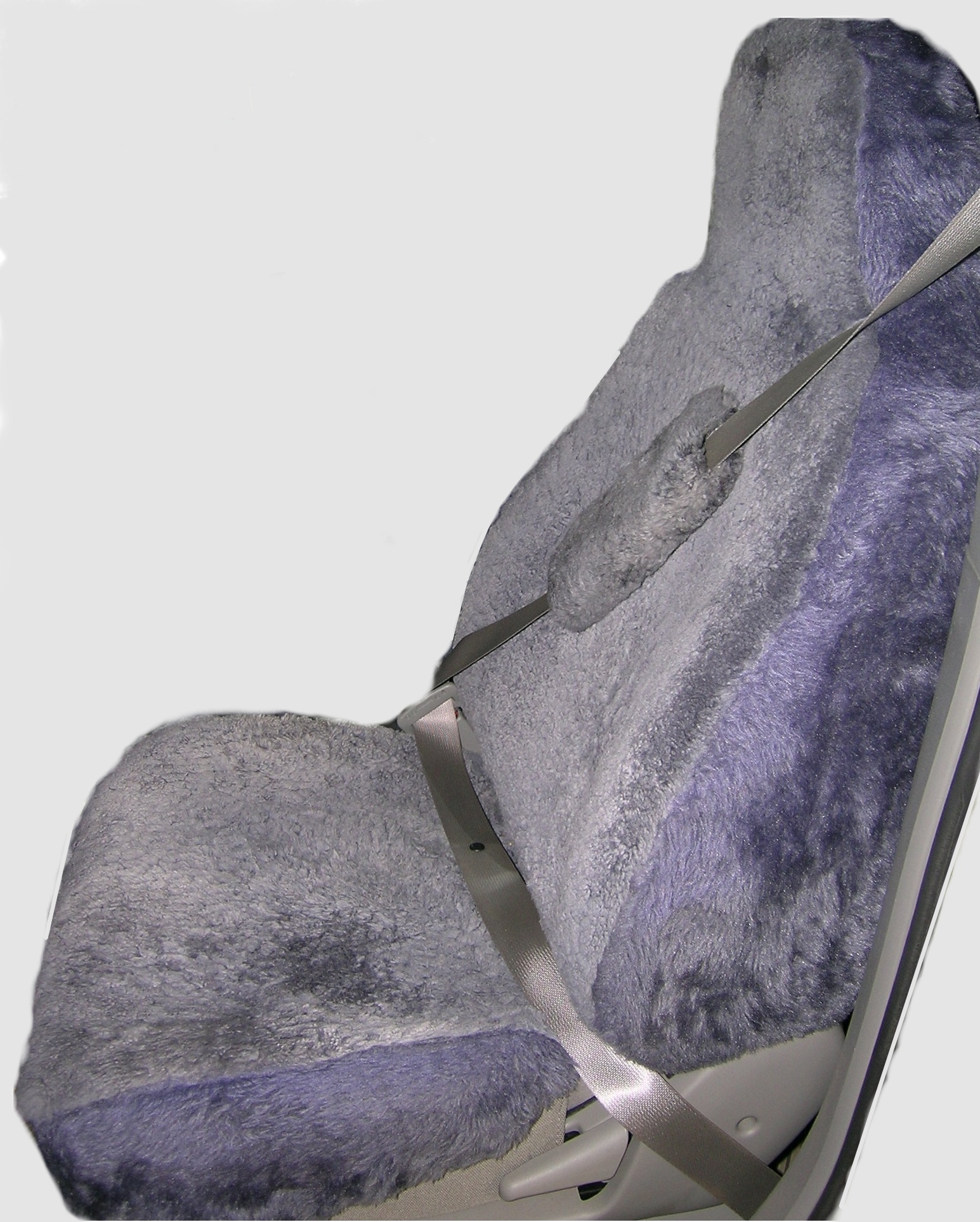
Sitz- und Gurtbezug aus Lammfell (2009)
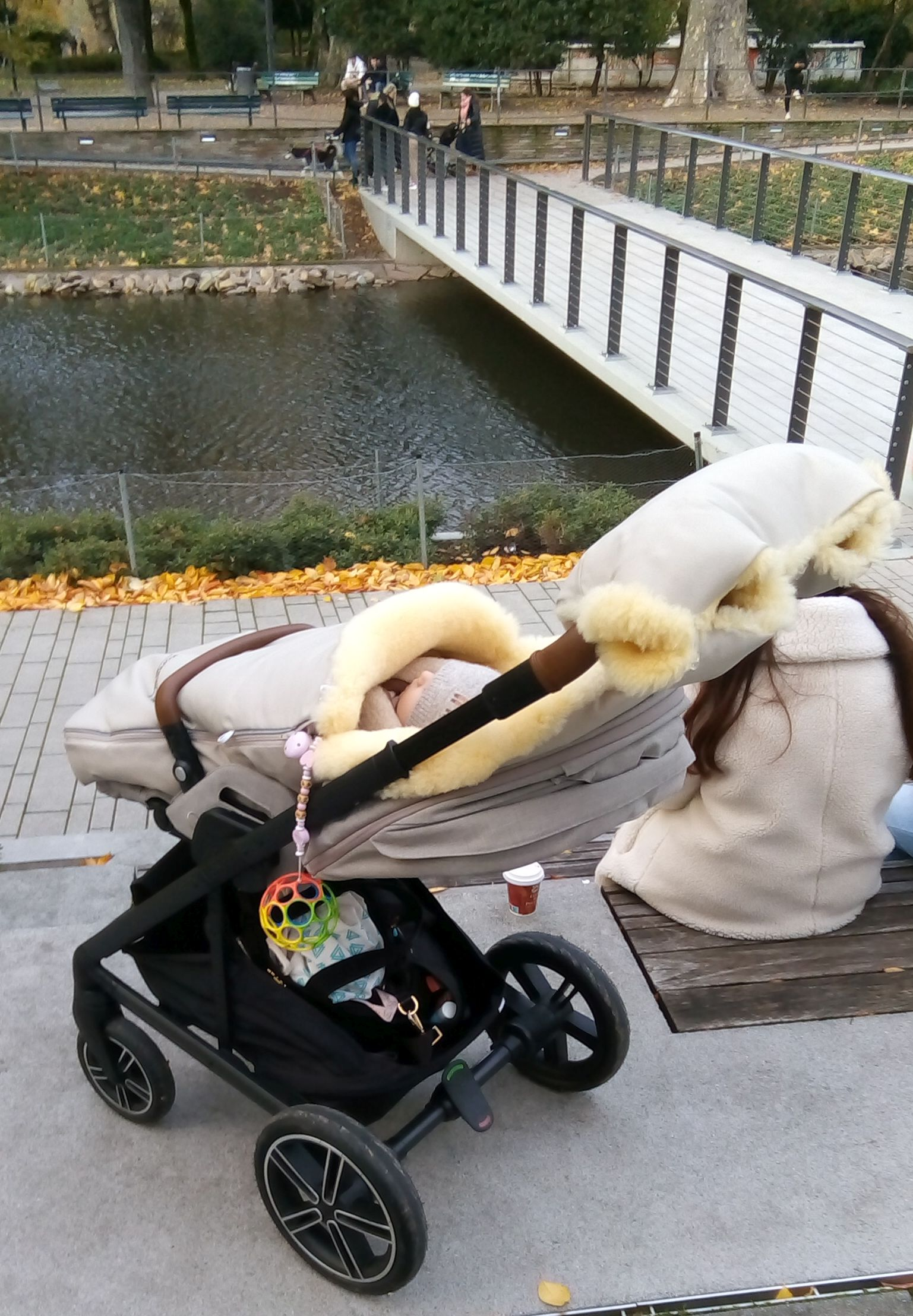
Kinderwagen-Muff und -Schlafsack aus Lammfell (2023)

Slinkfelle kamen ebenfalls um 1930 auch noch in der Kreuzform aus je drei Fellen zusammengesetzt in den Handel. Auch Schaffelltafeln sind seit einigen Jahrzehnten im Angebot, weiß oder gefärbt, geschoren, ausgekämmt und gebügelt, die Haarlänge beträgt 15 bis 20 mm. Als die Felle vor 1914 besonders niedrig im Preis waren, wurden sie in größeren Mengen zu Schuh- und Handschuhfutter verarbeitet, teils exportierte man sie nach Polen und Galizien zur Verwendung für Innenfutter.
In Leipzig gelang es sehr bald, Slinks in schöne Farben zu veredeln (persianergrau, braun-weiß, sowie Unifarben schwarz, braun, taubengrau usw.). Nach dem Zweiten Weltkrieg nahm das Interesse an der Fellart außerordentlich stark ab, nur noch gelegentlich kamen Slink-Schaffelle in den Welthandel. Diese und auch Slink-Lammfelle wurden ungefärbt leicht geschoren, um gleichmäßige Flächen zu bekommen. Eine Zeitlang kam auch deshalb wenig Ware auf den Weltmarkt, weil man die Felle für militärische Winterkleidung verarbeitete. Heute werden die Schaffelle insbesondere für Autositzbezüge verwendet (1988).
Die Fellreste werden verarbeitet zu
- Chinesische Lammklauen-Tafeln  (Lamb Leg Plates), zum einen Karakulklauen-Platten und seltener, Lammbein-Tafeln (vor 1958). Sie entstehen aus den Klauen (Beinfellen) der Shantafoo-, Chekiang- und Tsining-Lammfelle. Je größer die Klauen sind, desto langhaariger sind die Tafeln. Als die beste gilt eine flache, seidige und leichte Ware, die von den Moirés stammen und deshalb eine besonders schöne Zeichnung aufweisen. Das meiste ging nach Nordamerika, von Anfang 1939 bis 1941 betrug der Export nach dort 130 Tausend Tafeln.
- Chinesische Lammstücken-Platten

a) Lammkopf-Tafeln (auch Stirnteil), Lamb Head Plates
b) Lammnacken-Tafeln, Lamb Neck Plates
c) Lammohren-Tafel, Lamb Ear Plates
Auch diese Halbfabrikate gingen hauptsächlich nach Amerika, von Anfang 1939 bis Mai 1941 waren dies 21 Tausend Lammkopf-Tafeln und 10 Tausend Stück Lammohr-Tafeln.
Als Jehol-Lammfell sind Tafeln im Handel, die nicht vom Schaf, sondern von der Ziege stammen (noch in den 1980er Jahren). Dies sind stark gelockte Kid-Tafeln. Mit weniger ausgeprägter Lockung bezeichnete man die Fabrikate meist als Chinesische Astrachan, Kid-Astrachan oder Tapanchang (eine Stadt in der Provinz Jehol (= Tangshan?)).

#### Mongolei
Die meisten aus der Inneren Mongolei stammenden Lammfelle sind als Mongolische Lammfelle im Handel. Die Lockung ist astrachanähnlich (krimmerartig, Kräusellocke), spiralförmig, doch offener; meist weiß; klein in der Fläche.
Auch diese sind meist als vorgefertigte Tafeln im Großhandel, unter anderem unter Bezeichnungen wie Mongolin-Tafeln oder als Kalgan-Tafeln.
Die Verarbeitung der zumeist besonders leichten ostasiatischen Lammfelle erfolgt zu Jacken, Mänteln, Innenfuttern und Decken. Da sie in der Regel in weiß anfallen, eignen sie sich besonders gut zum Färben in alle Modefarben. Daneben kommen Schaffelle in den Handel, die vor allem für Autositze Verwendung finden.

## Verarbeitung

### Velours-, Nappa-Lamm- und andere Schaffellbekleidung

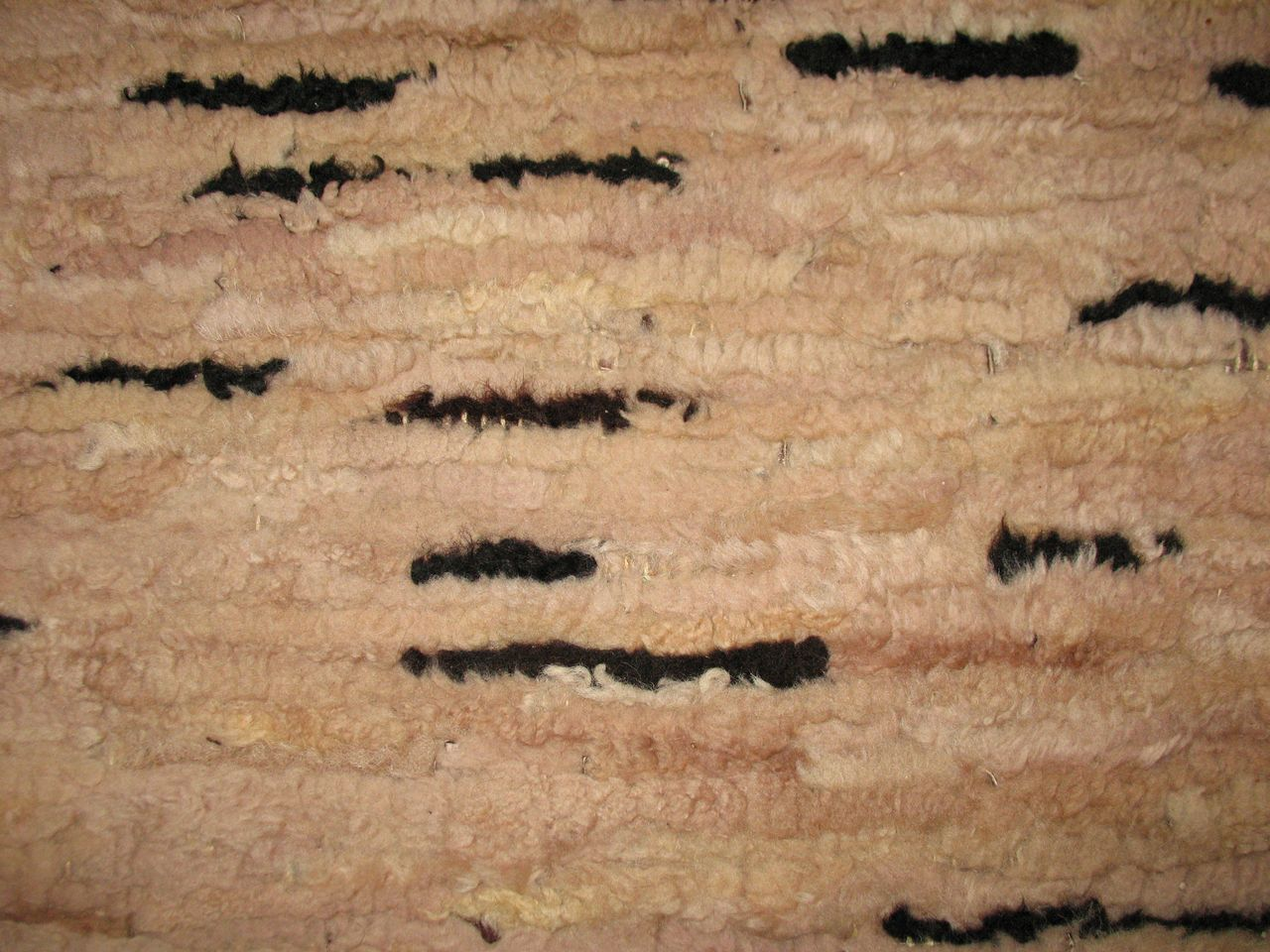
In einen textilen Netzschal eingewebte, schmale Streifen aus Lammfellresten (2007). Eine frühe Erwähnung findet 1962 der handgewebte Lammpelz, gefertigt aus australischem Lamm, eines deutschen Herstellers als Kinderwagengarnitur.

Die Felle ausgewachsener Schaffelle stellen keine außergewöhnliche Anforderung an den Kürschner oder Lederverarbeiter, außer dass sie eine ganz besonders saubere und sorgfältige Arbeit erfordern. Für den abgefütterten, mit dem Haar nach außen zu tragenden Pelz wurden die Felle, wenn sie zu Biberlamm veredelt wurden, vor dem Scheren häufig zu einfach weiter zu verarbeitenden Tafeln zusammengesetzt, das heißt die Schadstellen der Felle wurden repariert („angebracht“) und die schmaleren Kopfpartien und die kaum behaarten Stellen an den Extremitäten, vom Kürschner Diechen genannt, wurden vorher entfernt und ausgestückelt. Durch das Scheren und anschließende Bügeln waren die dabei entstehenden Nähte nahezu unsichtbar. Da Bekleidung aus Schaffellen derzeit kaum abgefüttert, mit dem Haar nach außen, getragen wird, wird dieses materialsparende Halbfertigprodukt seit etwa um 1990 nicht mehr hergestellt.
Veloutierte und nappierte Lammfelle können zum einen mit der einfädigen oder zweifädigen Pelznähmaschine oder mit der Ledersteppmaschine zusammengefügt werden. Die Pelznähmaschine oder ähnliche, eine überwendliche Naht erzeugende Maschinen, nähen das Fell in der Art einer Handnaht Kante an Kante zusammen. Das ergibt einen besonders weichen Fall, die Naht wird für besonders legere Kleidungsstücke angewendet. Eleganter ist die Naht der Steppmaschine, für die eine Nahtzugabe erforderlich ist.
Die Felle werden in der Regel mit einfachen geraden Nähten übereinander und nebeneinander gesetzt. Mit Spezialmaschinen lassen sich besondere Ziernähte herstellen. Der Kragen wird meist entweder mit dem gleichen Fell oder einer edleren Pelzart besetzt. Gängige Verschlussmöglichkeiten für Mäntel und Jacken sind Knöpfe, die entweder in Knopflöcher, in Knopfleisten mit Knopflöchern oder in Knopflaschen geknöpft werden. Eine spezielle Verschlussmöglichkeit sind geflochtene Posamentenverschlüsse, insbesondere für Trachten- und Militärkleidung.
Ungarn entwickelte Ende der 1930er Jahre die moderne Fabrikation der Velourslammfelle zu Pelzwesten, Trachtenjacken und langen Pelzmänteln. Mit der Entwicklung und Einführung der Chromgerbung wurde Ungarn Pionier auf diesem Gebiet. Im Jahr 1967 beschrieb der damals führende ungarische Produzent von Velours-Lammkleidung die Herstellung: Für Velourslammpelze wurden um 1967 Felle mit unter 30′S-Wollfeinheit (Int. Bradford-Qualitätsnummer) mit 50–70 mm und einer Wolllänge von 30–70 mm und einem Gewicht von 60–100 dkg (Dekagramm) verarbeitet, die fertigen Flächen lagen zwischen 28 und 35 Quadratdezimetern.
Die saubere Wollseite mit einer tadellos weißen Wollfläche wird mit optischen Bleichmitteln erreicht. Auf der Lederseite wird das Bürstenfärben angewendet.
Die Größe der Velourslammfelle beträgt 25 bis 40 Quadratdezimeter. Wirtschaftlich wichtig ist die Ausnutzung des Materials mit minimalstem Abfall. Bereits der Modellentwerfer muss die ökonomischste Aufteilung beachten und entsprechend der Fellgröße im Schnittmuster einzeichnen. Das Schwierige dabei ist, dass die Nähte nicht störend wirken dürfen und sich der jeweiligen modischen Linie anpassen. Durch die ca. 30 bis 60 cm langen Felle verlegen sich die Quernähte durchschnittlich 10 bis 15 cm unter die Taillenhöhe und dienen im Vorderteil gleichzeitig zur Aufnahme der Tascheneingriffe. Oft werden für Kragen und Manschetten andere Pelzsorten genommen, wie Nutria, Biber, verschiedene Fuchsarten, Persianer, in letzter Zeit sogar Nerz, langhaarige Lammfelle oder Lamm in abweichenden Farben.
Das Sortieren ist aufwändiger als beim normalen Pelz, es sollen die Felle nicht nur auf der Haarseite harmonieren, hier ist dies die Innenseite des Bekleidungsstücks, sondern vor allem muss die Veloursleder-Außenseite einheitlich in der Farbe wirken.
Aus den Steppnähten, insbesondere an den Konturen der Vorderteile und des Kragens, werden vor dem Nähen die Haare abgeschoren, um möglichst feine Kanten und Nähte zu erzielen. Beim Arbeiten mit der Spezialsteppmaschine muss darauf geachtet werden, dass die Kanten nicht ausgezogen werden. Deshalb werden beim Nähen auch verdeckt schmale Batistbänder mitgeführt. Nach einer Reihe von Handarbeiten, wie Kragen vernähen, versäubern, Knöpfe annähen und dergleichen, wird der Velourspelz mit dem Handbügeleisen bearbeitet, ausgestaubt, gebürstet und dressiert.
Für Schuhfutter werden generell diejenigen Lammfelle verarbeitet, die für höherwertige Verwendungen ungeeignet sind.

### Gelockte oder moirierte Lammfelle
Sehr viel aufwändiger ist die Herstellung klassischer Pelzmäntel aus den kleinen, gelockten oder moirierten Fellen der Jungtiere wie Persianer (Karakullamm), Indisch Lamm, Bagdadlamm und alle anderen. Das Nähen erfolgt mit der vor 1900 erfundenen Pelznähmaschine, die einen der Handnaht ähnlichen, einfädigen Überwendlingsstich erzeugt.
Für einen Schaffellmantel werden in der Regel weniger als zehn Felle benötigt, bei Lammfellen sind es zwanzig, dreißig oder noch mehr Felle. Da sie mit der Haarseite nach außen getragen werden, ist die Anforderung an das Sortieren sehr viel höher. Während die Konfektion oft große Partien für die Bekleidungsproduktion sortieren lässt, erhält der Kürschner vom Rauchwarenhandel die Felle vorsortiert in sogenannten Kürschnerbunden bzw. -sortimenten, jeweils etwa für eine Jacke oder Mantel ausreichend.
Die Lammfelle werden, auf das Modell abgestimmt, vom Kürschner noch einmal sortiert. Danach können sie zum einen in ihrer natürlichen Form belassen, neben- und übereinander zusammengesetzt werden. Bevorzugt die Mode jedoch möglichst verlaufende, gleichmäßige Oberflächen, werden die Felle zu einem Streifen in Jacken- oder Mantellänge ineinander geschnitten, das sogenannte Einschneiden. Ein spiegelgleich wirkendes Teil erzielt man durch Versetzen, wobei die entstandenen Streifen in der Fellmitte gespalten werden, eine Fellhälfte kommt in die rechte, die andere in die linke Hälfte des Bekleidungsstücks. Um möglichst nicht erkennbare Verbindungen zwischen den Fellen und Fellteilen zu erhalten, werden die Felle bei hochwertiger Kürschnerarbeit nicht mit geraden Nähten, sondern in Zacken- oder Wellenform zusammengefügt. In den letzten Jahrzehnten mit ihren gestiegenen Arbeitslöhnen spielen wirtschaftliche Aspekte bei der Wahl der Arbeitstechnik eine erheblicher gewordene Rolle.
Persianer wird meist mit dem Kopf nach unten („gestürzt“) verarbeitet, um ein glänzendes Haarbild zu erzielen. Krimmer und Astrachan sollen dagegen mit dem Kopf nach oben („im Strich“) gearbeitet werden.

### Materialverbrauch für die einzelnen Lammfellarten
Im Jahr 1965 wurde der Fellverbrauch für eine für einen Mantel ausreichende Felltafel für verschiedene Lammfellarten angegeben (sogenanntes Mantel-„Body“):
Astrachan (Halbpersianer) = 30 bis 40 Felle
Bagdad-Moiré = 30 bis 45 Felle
Bessaraber = 24 bis 30 Felle
Borregos = 6 bis 9 Felle
Borrequitos = 10 bis 14 Felle
Breitschwanz und Galjak = 30 bis 45 Felle
Buenos (Lincoln tief geschoren) = 24 bis 34 Felle
Caloyos = 40 bis 50 Felle
Chekiang = 40 bis 50 Felle
Chinesischer Breitschwanz, schwarz = 5 Tafeln à 9 Felle
Cumafix = 14 bis 20 Felle
Embrofix = 36 bis 40 Quadratfuß
Embros = 14 bis 20 Felle
Erofix = 36 bis 40 Quadratfuß
Gotlandlamm = 36 bis 40 Quadratfuß
Indisch Lamm = 30 bis 40 Felle
Kalgan = 5 Tafeln für einen Mantel
Krimmer = 24 bis 30 Felle
Lincoln = 24 bis 34 Felle
Mongolin = 5 Tafeln für einen Mantel
Merluschka = 24 bis 36 Felle
Meshed = 24 bis 30 Felle
Mongolin = 5 Tafeln für einen Mantel
Orientlammfelle; Salzfelle (Bagdad-Mossul kleiner; Bagdad-Syrier meist kleiner; Araber kleinste) = 33 bis 40 Felle
Persianer:
Bucharen = 24 bis 26 Felle
Turkmenen = 24 bis 26 Felle
Kasachstan = 24 bis 26 Felle
Afghanen (größte Sorte) = 22 Felle
Afrikaner = 24 bis 26 Felle
Schiras = 24 bis 30 Felle
Schmaschen = 40 bis 50 Felle
Schmuschka = 24 bis 30 Felle
Shantafoo = 40 bis 50 Felle
Schwedenlamm = 36 bis 40 Quadratfuß
Slink = 6 bis 8 Felle
Sydneylamm = 36 bis 40 Quadratfuß
Toskanalamm = 12 bis 16 Felle
Tsining Moiré = 40 bis 50 Felle
Mufflon = 14 Felle
Nevadalamm = 36 bis 40 Quadratfuß
Zugrundegelegt wurde eine Tafel mit einer Länge von 112 Zentimetern und einer durchschnittlichen Breite von 150 Zentimetern und einem zusätzlichen Ärmelteil. Das entspricht etwa einem Fellmaterial für einen leicht ausgestellten Mantel der Konfektionsgröße 46 des Jahres 2014. Die Höchst- und Mindest-Fellzahlen können sich durch die unterschiedlichen Größen der Geschlechter der Tiere, die Altersstufen sowie deren Herkunft ergeben. Je nach Pelzart wirken sich die drei Faktoren unterschiedlich stark aus.